# Musée de Normandie
Vous lisez un « bon article » labellisé en 2012.
Le musée de Normandie est un musée municipal de la ville de Caen dans le département du Calvados en région Normandie. Fondé en 1946, il est ouvert dans l'enceinte du château de Caen en 1963. Initialement consacré à l'ethnographie, le musée s'étend à l'archéologie, avec une salle ouverte en 1968, et des collections qui s'enrichissent avec les nombreuses fouilles archéologiques menées dans le département jusque dans les années 1980. Le musée des beaux-arts de Caen s'installe dans l'enceinte du château et ouvre en juin 1970.
Les biens conservés atteignent en 2001 plus de 80 000 objets et illustrent l’évolution matérielle et culturelle des populations de la région historique de la Préhistoire au XXe siècle.
Pour accompagner une politique soutenue d'expositions temporaires depuis la fin des années 1970, le musée fait l'objet d'une attention particulière avec la construction, dans l'enceinte du château, des salles dites du rempart au début des années 2000 et la mise en valeur de l'église Saint-Georges comme lieu d'accueil central des musées et du château, ainsi que comme lieu d'interprétation du site. Le musée de Normandie est membre du Réseau des musées de Normandie.

## Histoire

### La création du musée de Normandie en 1946

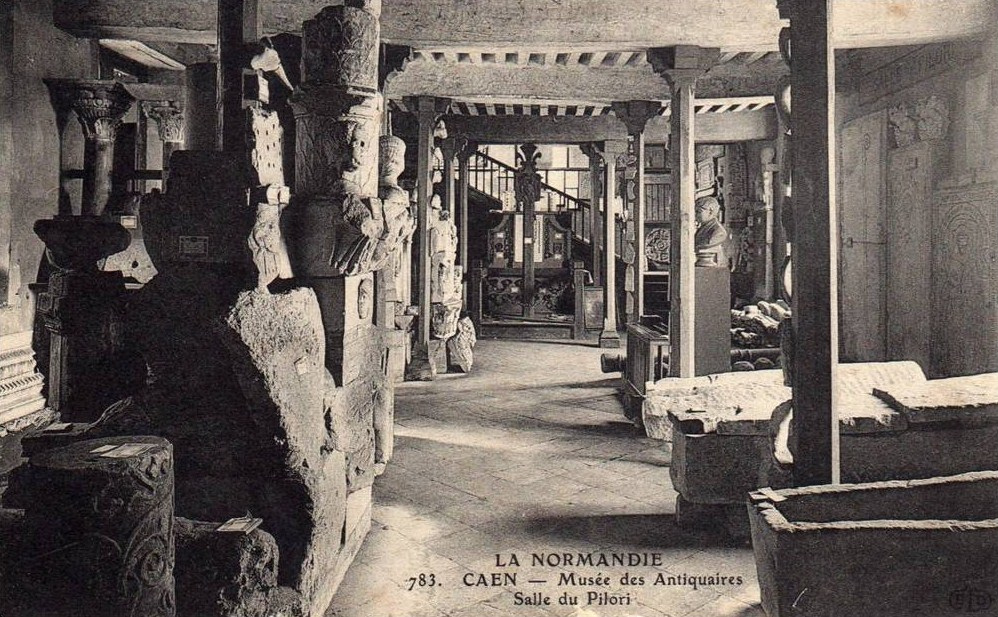
La salle du pilori du musée des antiquaires de Normandie. Cette société savante expose désormais une partie de ses collections archéologiques dans l'enceinte du château.

En 1937, Georges Henri Rivière fonde le musée national des Arts et Traditions populaires à Paris. Il souhaite également mettre sur pied un réseau national de musées régionaux. Pendant l’été 1945, il est membre de la mission d’inspection générale des musées chargée d’évaluer les dégâts occasionnés aux collections publiques pendant la guerre dans les cinq départements normands. De passage à Caen en juillet 1945, il contemple le 16 juillet la ville en ruine depuis l’esplanade du château avec Michel de Boüard, professeur d'histoire à l'université de Caen juste rentré de déportation, et Jean Vergnet-Ruiz, inspecteur général des musées de province,. Il émet alors l’idée de créer un « musée normand », donc d'ethnographie normande, à Caen.
L’universitaire propose le projet au maire, Yves Guillou, qui fait voter la création du musée de Normandie en 1946, mais ne lui attribue ni lieu d'expositions, ni collections. Le musée d'ethnographie et d'histoire de la Normandie, créé le 1er novembre 1946, a rang de « musée classé ». Pendant une vingtaine d’années, Michel de Boüard, nommé directeur du musée, sillonne l’ancienne province normande avec une petite équipe et aidé par un réseau d'informateurs, afin de collecter des témoignages des traditions rurales. En l'absence de locaux permanents, les pièces des collections en devenir sont entreposées dans un baraquement à côté de l’église Saint-Étienne-le-Vieux. Initialement, le musée de Normandie et le musée des Beaux-Arts de Caen devaient s’installer dans l’abbaye aux Hommes occupée depuis le début du XIXe siècle par le lycée Malherbe. La construction d’un nouveau lycée n’étant pas jugée prioritaire, l’installation des musées dans l’abbaye fondée par Guillaume le Conquérant allait devoir attendre. Michel de Boüard propose donc, dès 1946, d’utiliser le château en particulier le logis des gouverneurs. En 1949, le maire, qui lutte pour que le château ne soit pas utilisé par l’université de Caen, donne son accord de principe.
En 1954, la municipalité renonce au projet de reconstruction de l’hôtel de ville sur son site d’avant-guerre (à l'emplacement du séminaire des Eudistes de Caen, place de la République) et décide que la mairie occupera les anciens locaux du Lycée Malherbe, mettant ainsi définitivement un terme au projet d’installation des musées. Cette même-année, Michel de Boüard fonde à l’université le Centre de recherche archéologique et historique médiévale. En octobre 1956, le château remis par l'armée aux services des domaines depuis 1949 est cédé définitivement à la ville. De 1956 à 1966, Michel de Boüard fouille le château de Caen, mettant en valeur les grands éléments de la forteresse médiévale, en particulier par son dégagement des vestiges du donjon rendu possible par la démolition du dernier bâtiment subsistant de l'ancienne caserne en décembre 1958.
En 1958, il est décidé d’installer le musée de Normandie dans le logis des gouverneurs. Cet édifice, probablement bâti au début du XIVe siècle et presque entièrement reconstruit aux XVIIe et XVIIIe siècles, était la résidence du bailli, puis celle du capitaine du château et enfin celle du gouverneur « des ville et château de Caen ». Il est restauré par Jean Merlet, architecte en chef des monuments historiques, qui fait démolir l’escalier monumental sur la façade principale du bâtiment. En 1960, les services prennent place dans le bâtiment et le musée ouvre officiellement au public en décembre 1963.

### Le musée depuis 1963

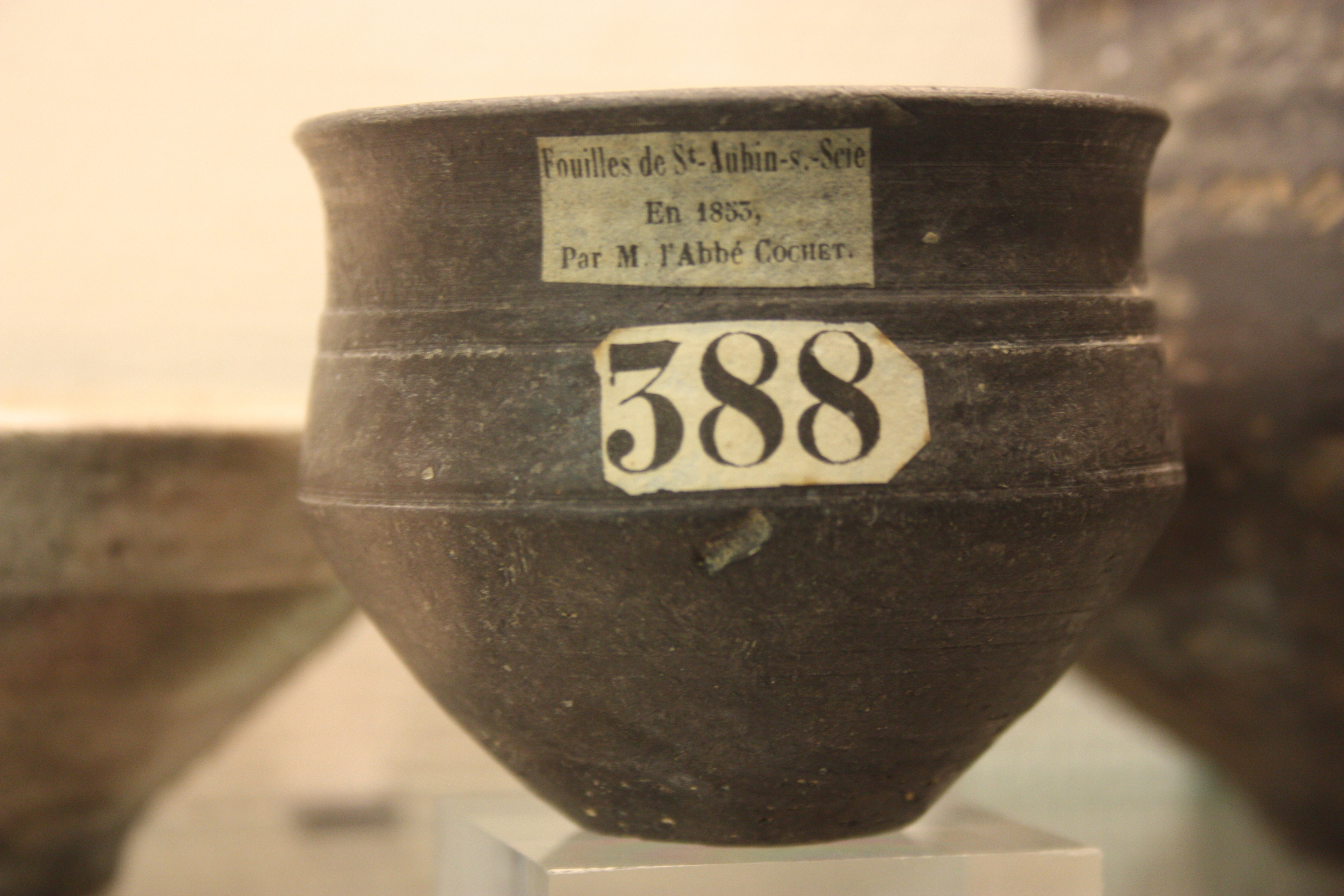
Poterie médiévale issue des fouilles de l'abbé Cochet de Saint-Aubin-sur-Scie en 1853 et déposée au musée.

En 1963, il s'agit essentiellement d'un musée d'ethnographie, principalement avec des objets du XIXe siècle. Une salle est consacrée à l'archéologie en 1968.
En effet, les collections du musée se sont étoffées grâce aux dépôts du résultat des fouilles exercées dans la région et surtout grâce au dépôt en 1983 d’une grande partie des collections de la Société des antiquaires de Normandie exposées avant la guerre dans l'ancien collège du Mont au sein du musée des antiquaires de Normandie, émanation de cette société savante. Bien que la collection des antiquaires ait été amputée par des pertes lors des bombardements de la bataille de Normandie et le désordre consécutif, elle reste riche de nombreux objets issus de fouilles archéologiques depuis le XIXe siècle, d'un médaillier d'environ 6 000 monnaies et d'une des collections les plus importantes de France pour le papier monnaie au début de l'ère révolutionnaire. La convention de dépôt de 1983 permet l'accueil du fonds subsistant dans de bonnes conditions ; le musée des antiquaires de Normandie demeure toutefois reconnu officiellement et bénéficie du label « musée de France », bien qu'il ne dispose plus de bâtiment en propre à la suite de l'abandon en 1963 de l'ancien musée, endommagé lors du conflit et jugé inadapté aux besoins de la muséographie moderne.
Le nombre de visiteurs augmentent régulièrement (16 067 en 1964 ; 25 288 en 1973) et la collection s'enrichit de nouvelles pièces. Malgré plusieurs réaménagements partiels des vitrines (1968 et 1974), le musée manque de place tant dans les salles d'exposition que dans les réserves. En 1978-1980, une aile est construite en retour au nord du logis des gouverneurs, et des réserves sont aménagées dans les sous-sols sous la cour entre le logis et le rempart. Une rénovation est menée en 1984-1986.

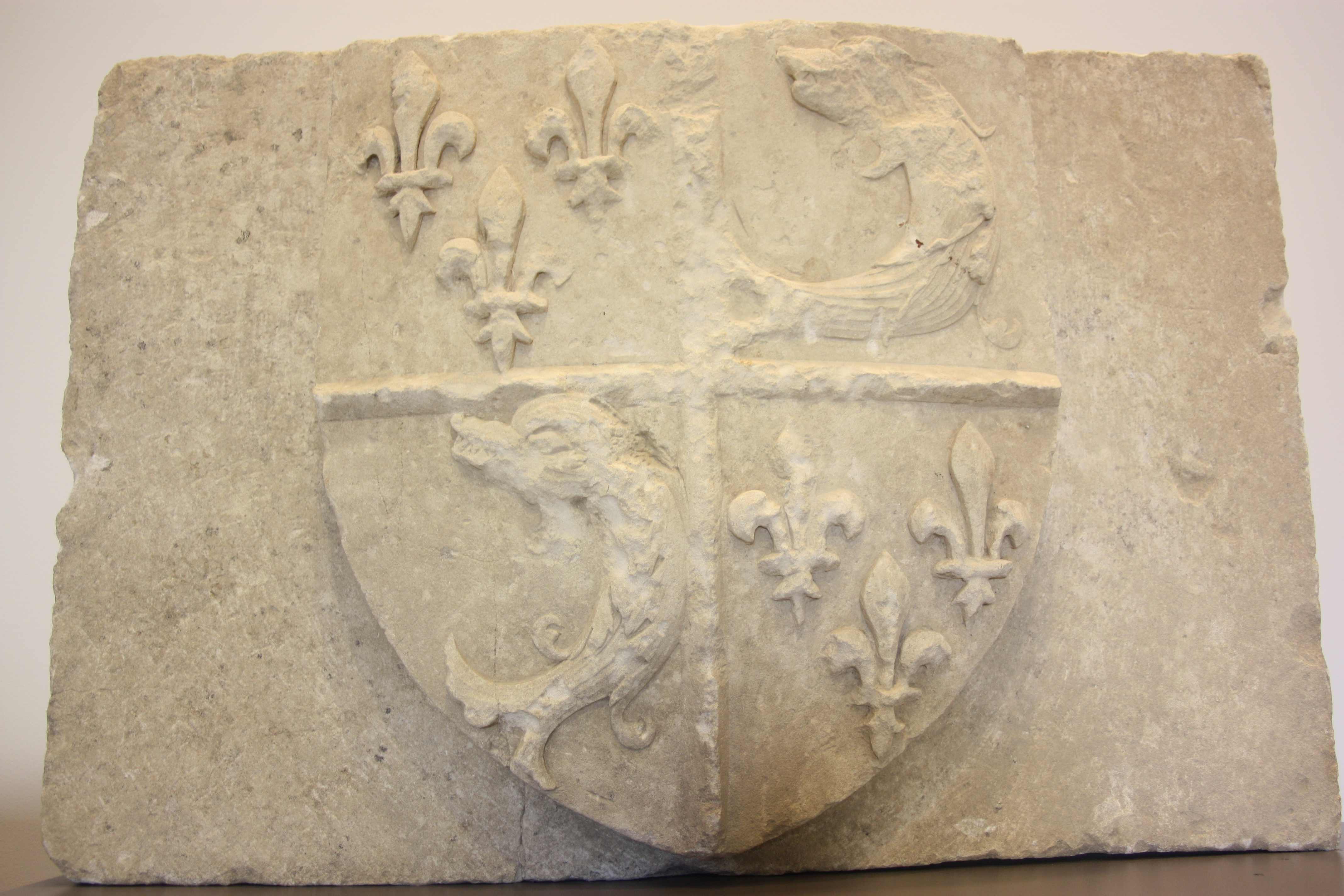
Armoiries du Dauphin de France découvertes dans les fouilles préalables à la construction des salles du rempart et exposées à l'entrée de ces salles, pierre de Caen, XV.

Le musée de Normandie commence à l'aube des années 1980 une politique d'expositions temporaires hors du logis des gouverneurs. Depuis 1980, l'église Saint-Georges, occupée depuis 1964 par la sépulture d'une victime anonyme de la bataille de Caen de 1944, sert pour ces expositions temporaires. Un jardin médicinal, dit « jardin des simples », est aménagé entre l'église et le logis des gouverneurs, sur le modèle du jardin médiéval du château d'Angers. Depuis 1994, la salle dite de l'Échiquier est également utilisée pour les expositions importantes.
En 1998, un grand projet de restauration du château est élaboré à la suite du classement de cet ensemble comme monument historique le 10 avril 1997. Dans ce cadre, le rempart nord, qui menaçait ruine, est réhabilité. Il est également prévu l’aménagement d’un ensemble muséographique consacré aux mondes normands dans l’Échiquier et sous la terrasse du cavalier adjacente. Depuis mai 2008, les salles dites du rempart, qui constituent le premier monument du XXIe siècle de la Ville de Caen, situées dans le volume restitué de la terrasse d’artillerie du Cavalier (XVIe siècle) et comprenant divers équipements (Centre de documentation, réserves et salles pédagogiques), accueillent les grandes expositions du musée de Normandie. Les fouilles menées en préalable aux travaux de la nouvelle salle d'exposition ayant permis de dégager un ensemble de forges et une maison du XVe siècle qui offrent selon l'Institut national de recherches archéologiques préventives « l'un des rares cas observés en France d'activités métallurgiques dans un site castral à propos duquel on peut suivre l'évolution des techniques du XIIIe au XVe siècle ».
En 2013, le projet d'aménagement du château se poursuit. L'église Saint-Georges est restaurée et aménagée en centre d'interprétation du château de Caen et pôle d'accueil pour les deux musées situés dans son enceinte. Le centre ouvre le 28 mai 2014,.
Le musée de Normandie adhère au réseau des musées de société de Basse-Normandie mis en place par le Centre régional de culture ethnologique et technique (Crécet) et à la Fédération des écomusées et musées de société.

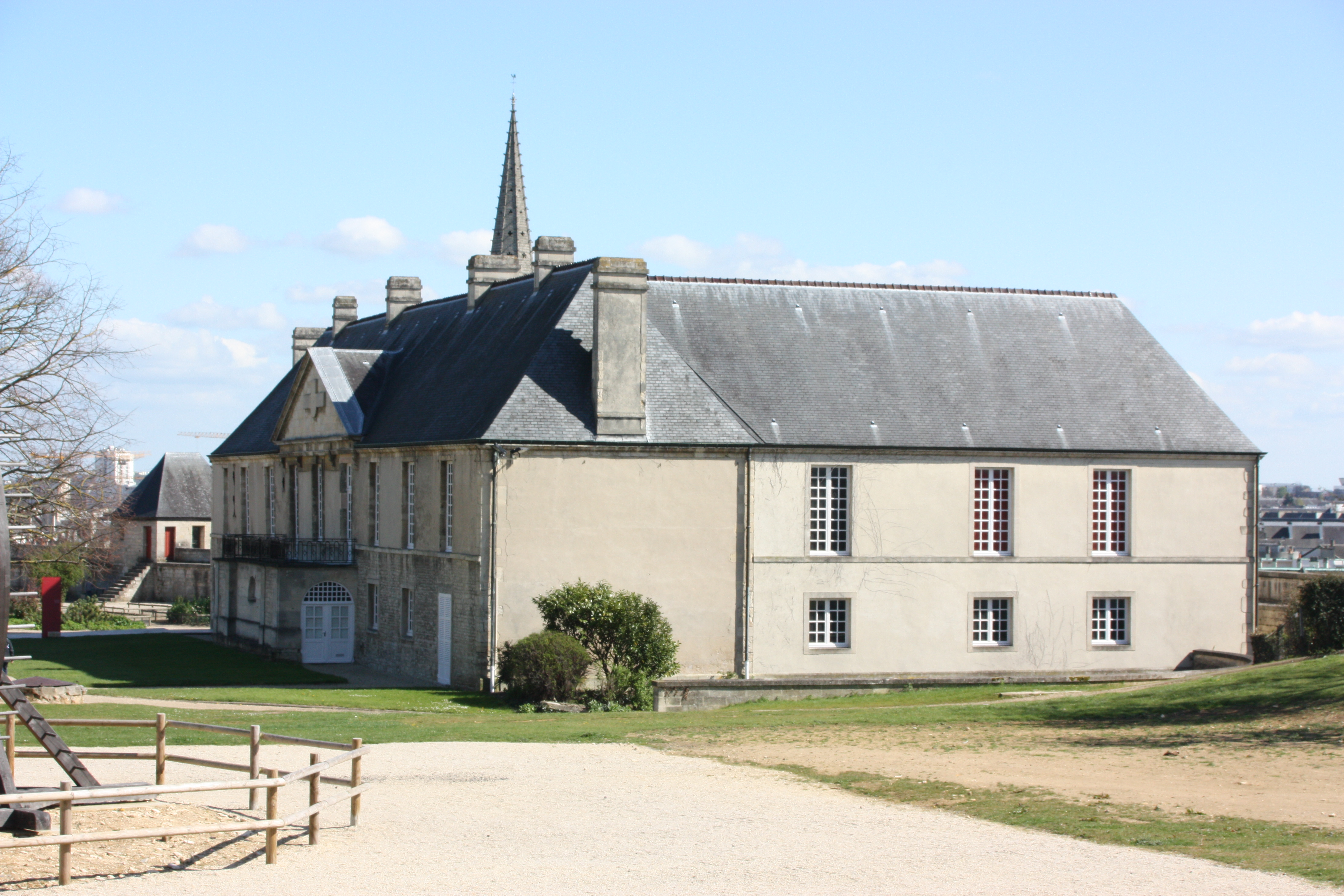
Palais des gouverneurs avec vue sur l'aile nouvelle bâtie en retour.
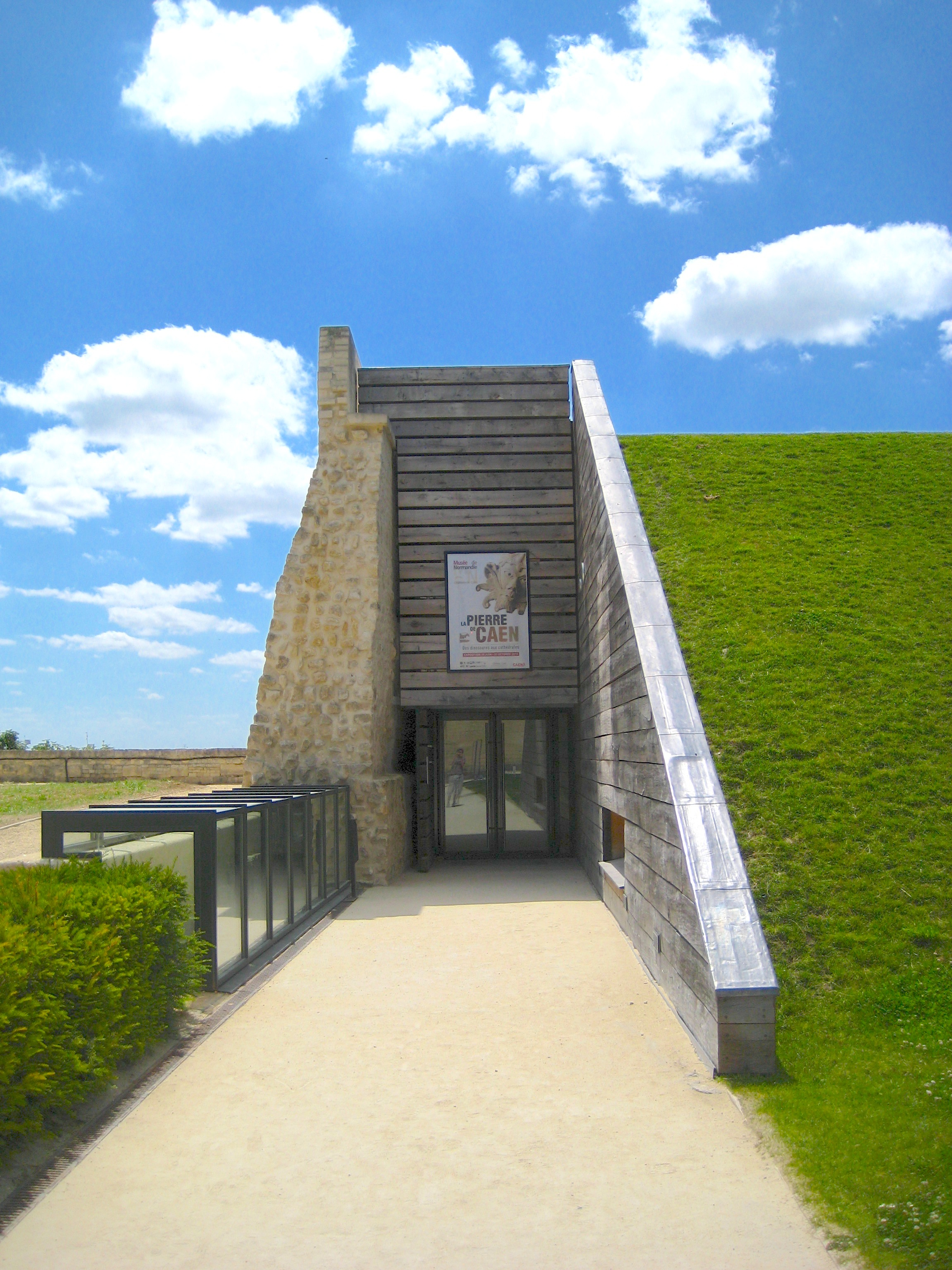
Entrée de la salle du Rempart.
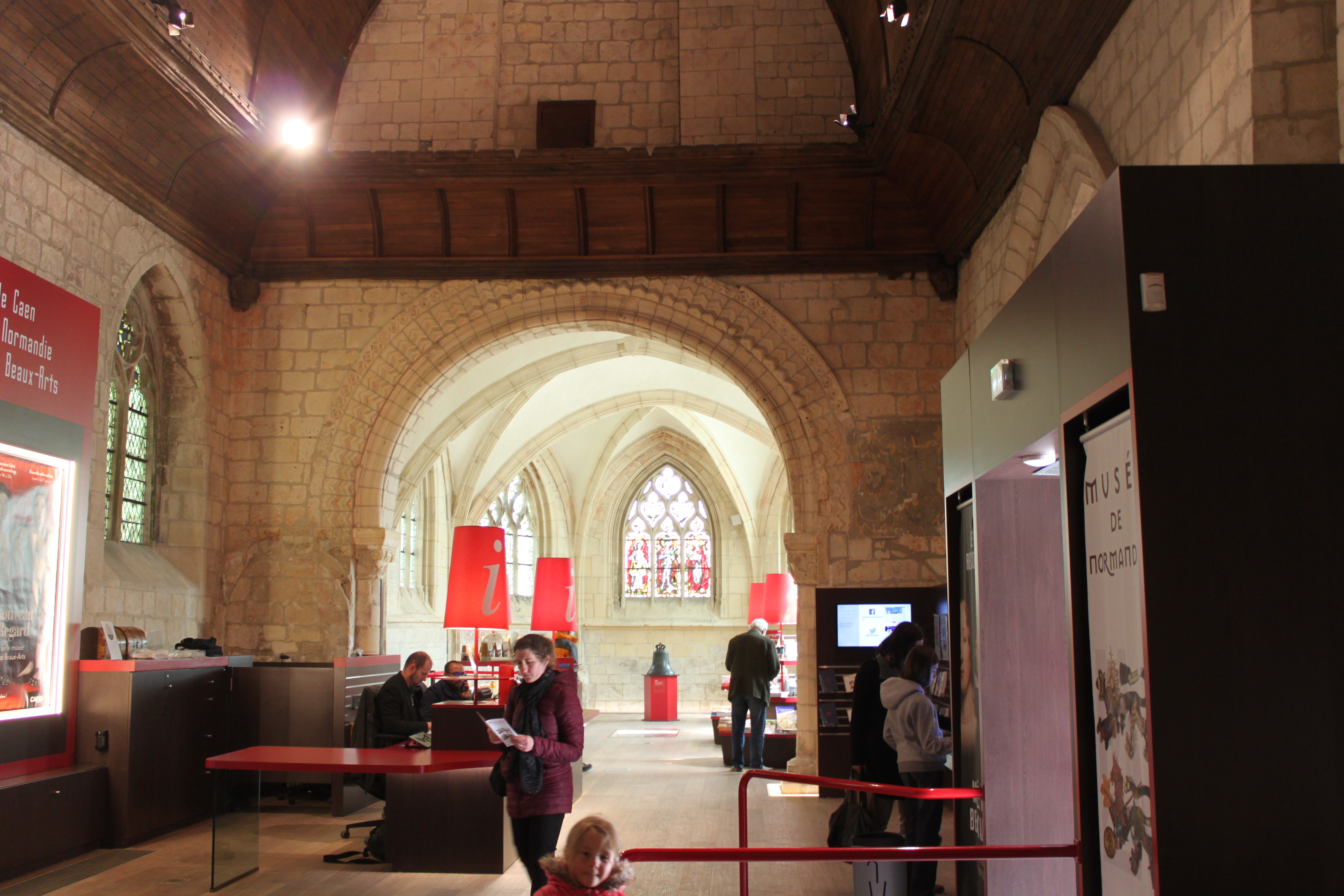
Ancienne église Saint-Georges, transformée en centre d'accueil du château.
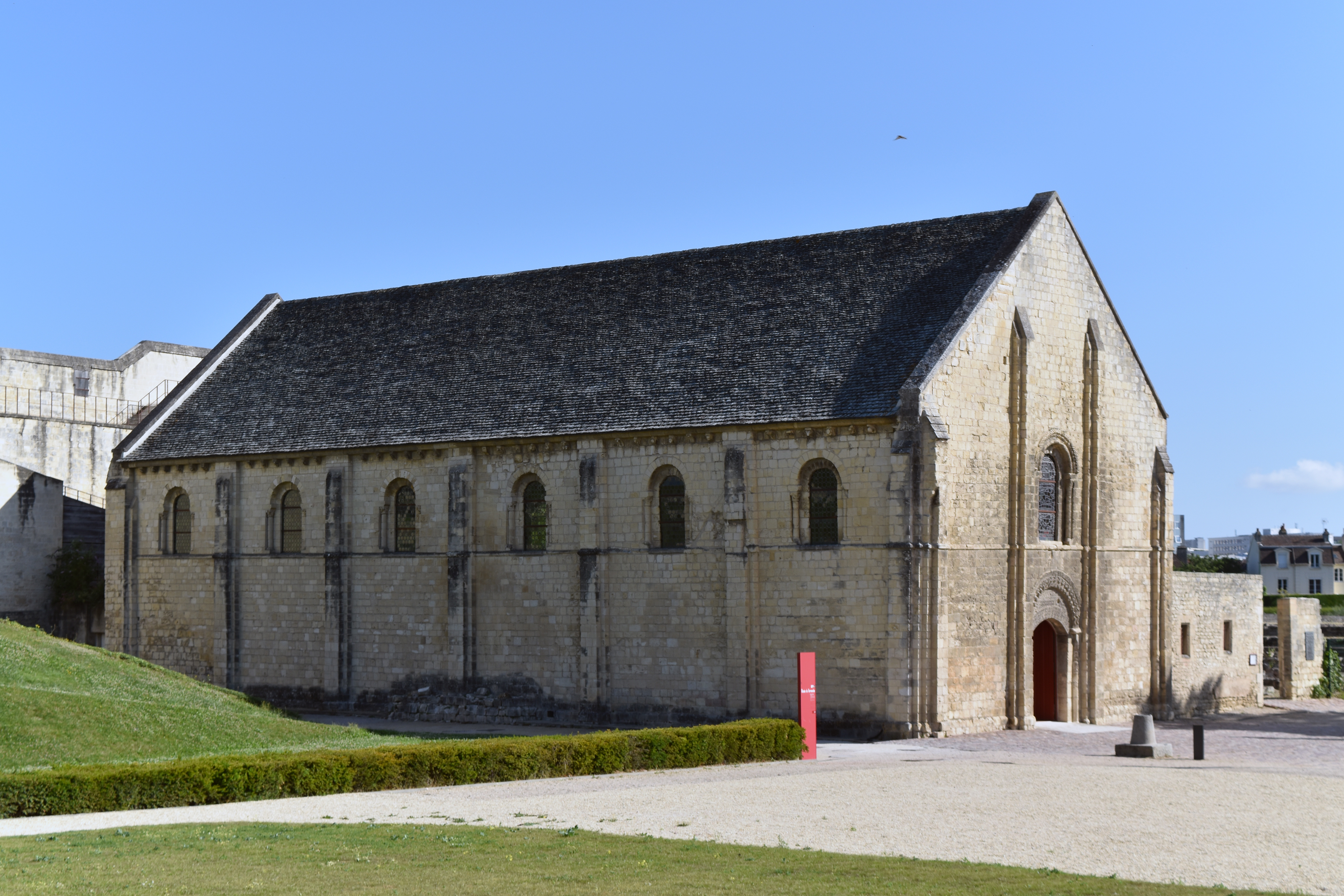
Salle de l’Échiquier.

## Collections et pièces remarquables

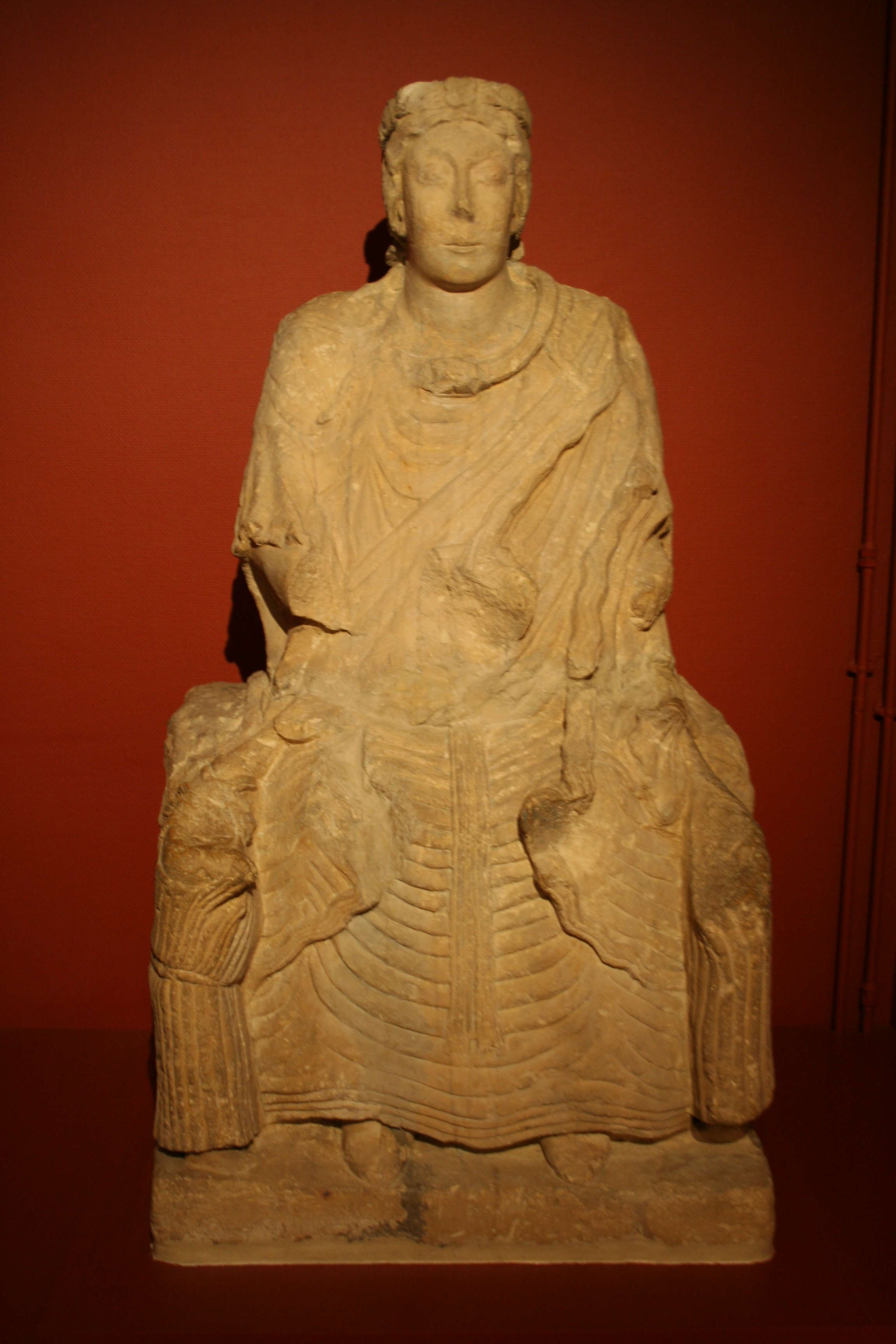
Déesse-mère de Saint-Aubin-sur-Mer.

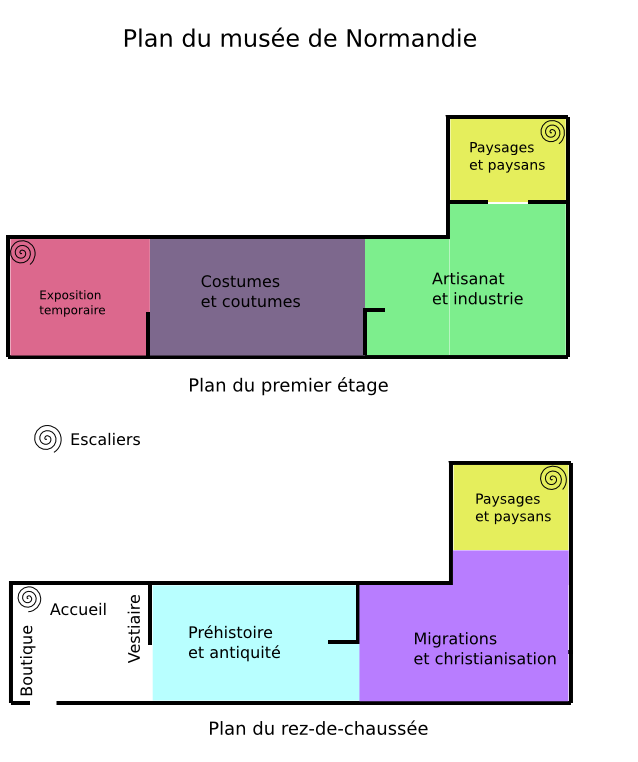
Plan du musée de Normandie, logis du gouverneur.

Le musée présente l’histoire de la Normandie illustrée par l'archéologie et l’ethnologie. L'espace de la future Normandie est occupé depuis plusieurs centaines de milliers d’années.
Sont ainsi retracées les étapes de l'histoire de la Normandie jusqu'aux plus récentes découvertes. De plus, le musée présente la vie des hommes et des femmes depuis le paléolithique jusqu’à l’installation des Vikings dans la basse vallée de la Seine à la suite du traité de Saint-Clair-sur-Epte en 911. Les salles archéologiques du rez-de-chaussée contiennent des armes, bijoux, objets de la vie quotidienne qui sont replacés dans leur contexte. L'étage contient des collections ethnologiques qui évoquent la vie des Normands du XVIIIe siècle à nos jours. Ces collections, qui ont été glanées dans l'ensemble de la Normandie, contiennent des objets usuels mais aussi des chefs-d’œuvre de forgerons, de potiers, de ciriers et aussi des armoires normandes.
Les collections permanentes, qui n'exposent que 5 à 10 % des œuvres, sont partagées en cinq séquences.

### Préhistoire et Antiquité de la Normandie

#### Préhistoire

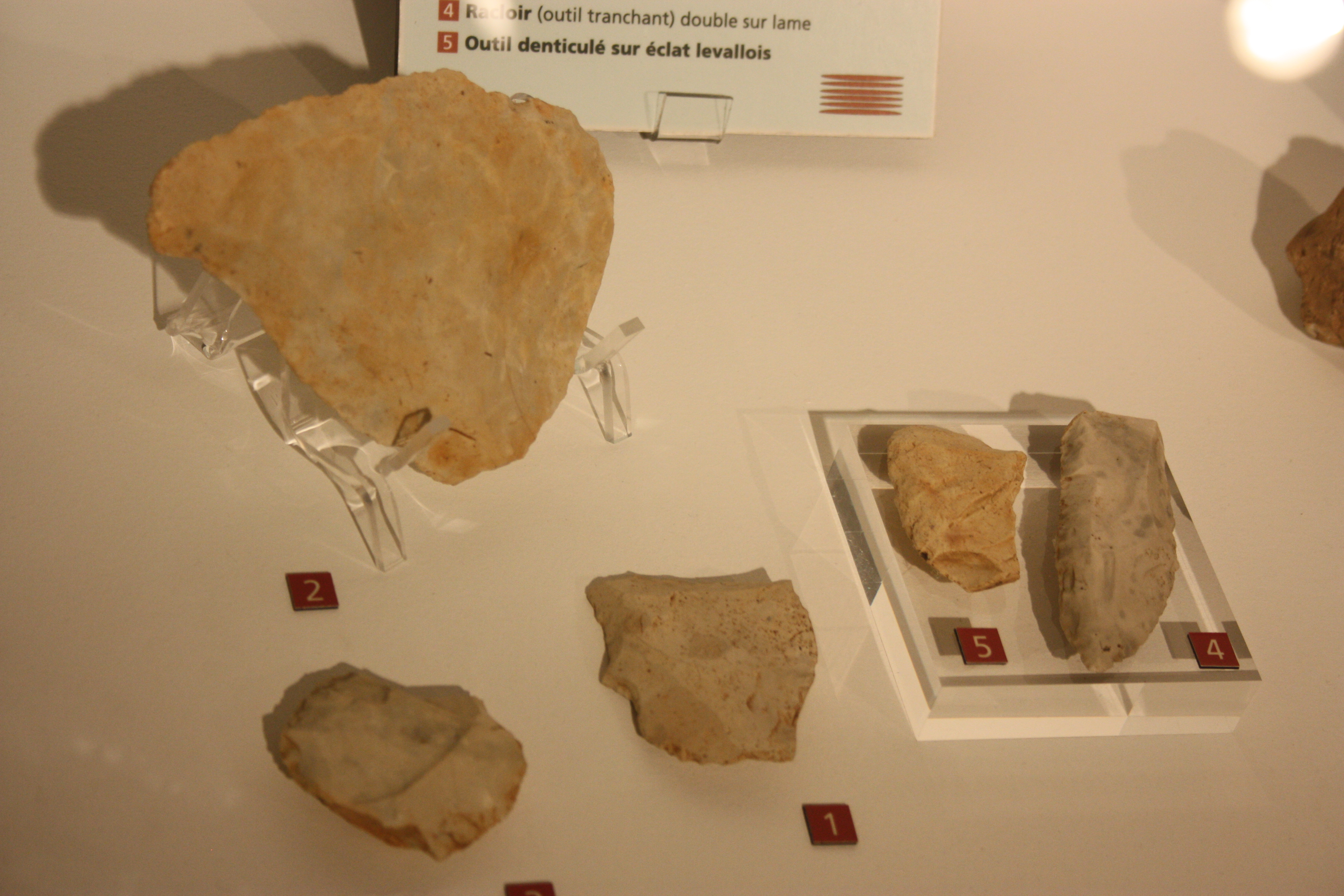
Premières traces d'occupation humaine connues à ce jour en Normandie, matériel des fouilles du site de Port Pignot, paléolithique inférieur.

On ne peut dater l'arrivée de l'homme dans l'espace de la future Normandie même si elle est sans doute antérieure à 400000 av. J.-C. Le site et le matériel paléolithique des fouilles du Port Pignot à Fermanville comptent parmi les traces les plus anciennes de présence humaine prouvée jusqu'à présent. Les fouilles de 1978-1979 ont livré des éclats levalloisiens et des racloirs. Le site a livré en outre des traces de foyer et de calage de poteaux, et est daté de 220000 av. J.-C.
Vers 15000 av. J.-C., à la fin de l'ère glaciaire, des grottes de la vallée de la Seine sont ornées. Le musée présente des armatures de sagaie trouvées à La Vieille-Lyre dans l'Eure, contemporaines de la grotte du Cheval de Gouy (paléolithique supérieur magdalénien et magdaléno-azilien).
Les céramiques témoignent de la sédentarisation des populations qui débute vers 5500 av. J.-C. D'abord liées au stockage des céréales, les céramiques voient leur usage étendu.
Les racloirs, grattoirs et pointes de flèches sont très répandus, comme en témoignent les découvertes effectuées sur le site de Vierville.
L'outillage s'améliore largement avec l'usage de haches polies dont la hache polie de Pennedepie. De la même période est daté le polissoir de grès de Cambes-en-Plaine.
Le musée expose de riches parures découvertes dans les sépultures, ainsi les anneaux de serpentine d'Ecajeul datés de 5000-4800 av. J.-C.
Au Ve millénaire le mégalithisme apparaît, que les archéologues associent à la hiérarchisation de la société. Une maquette du tumulus de Fontenay-le-Marmion (vers 3800 av. J.-C.) fouillé à partir de 1829 a été exposée. Elle a laissé la place à une maquette de la nécropole d'Éterville, plus récemment fouillée. Le tumulus de Fontenay-le-Marmion et le tumulus de Vierville ont livré un très riche mobilier, parures, outils et céramiques dont des vases à fond rond. Le site plus récent de Bardouville a livré également un très riche matériel. Le musée évoque l'extraction intense de silex à Bretteville-le-Rabet. Dans une vitrine sont exposés certains éléments découverts lors des fouilles des minières de silex de Bretteville-le-Rabet. Des silex en phase de taille et des ustensiles en bois de renne sont également présentés.
La hache perforée en dolérite d'Alençon du début de l'âge du bronze évoque le maintien de traditions séculaires au début de la Protohistoire.

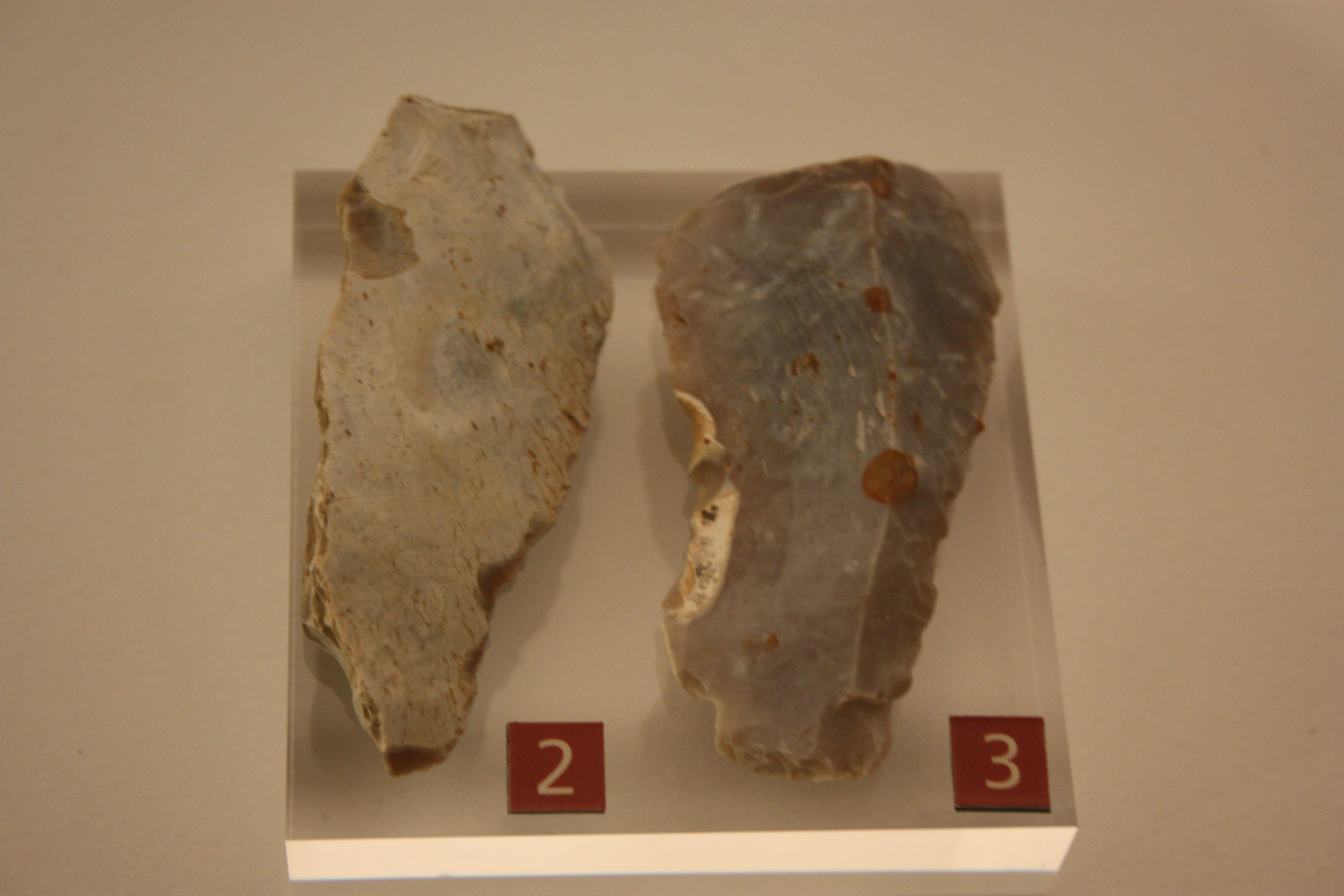
Pointe à dos (armature de sagaie) et lame de La Vieille-Lyre.
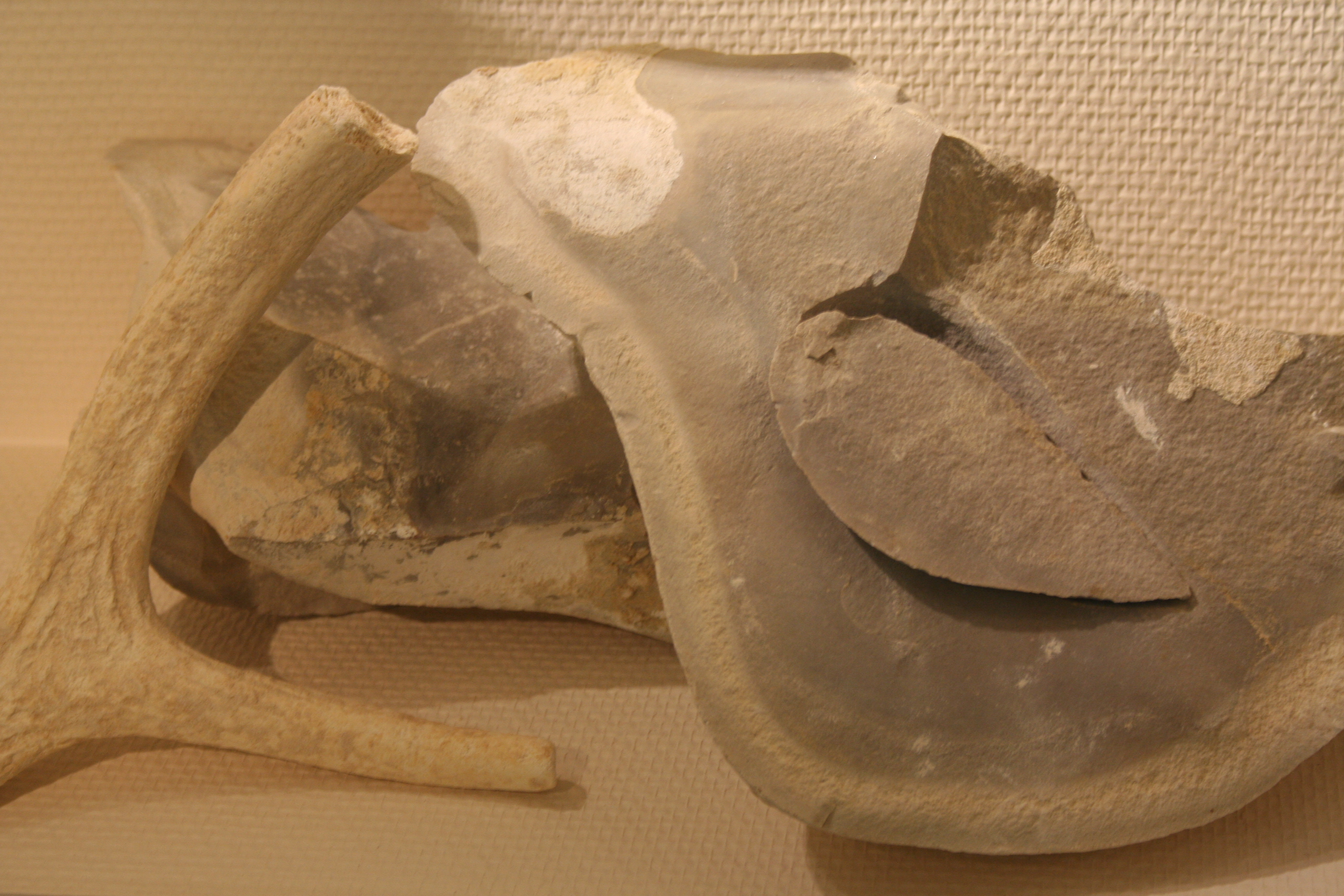
Taille de silex.
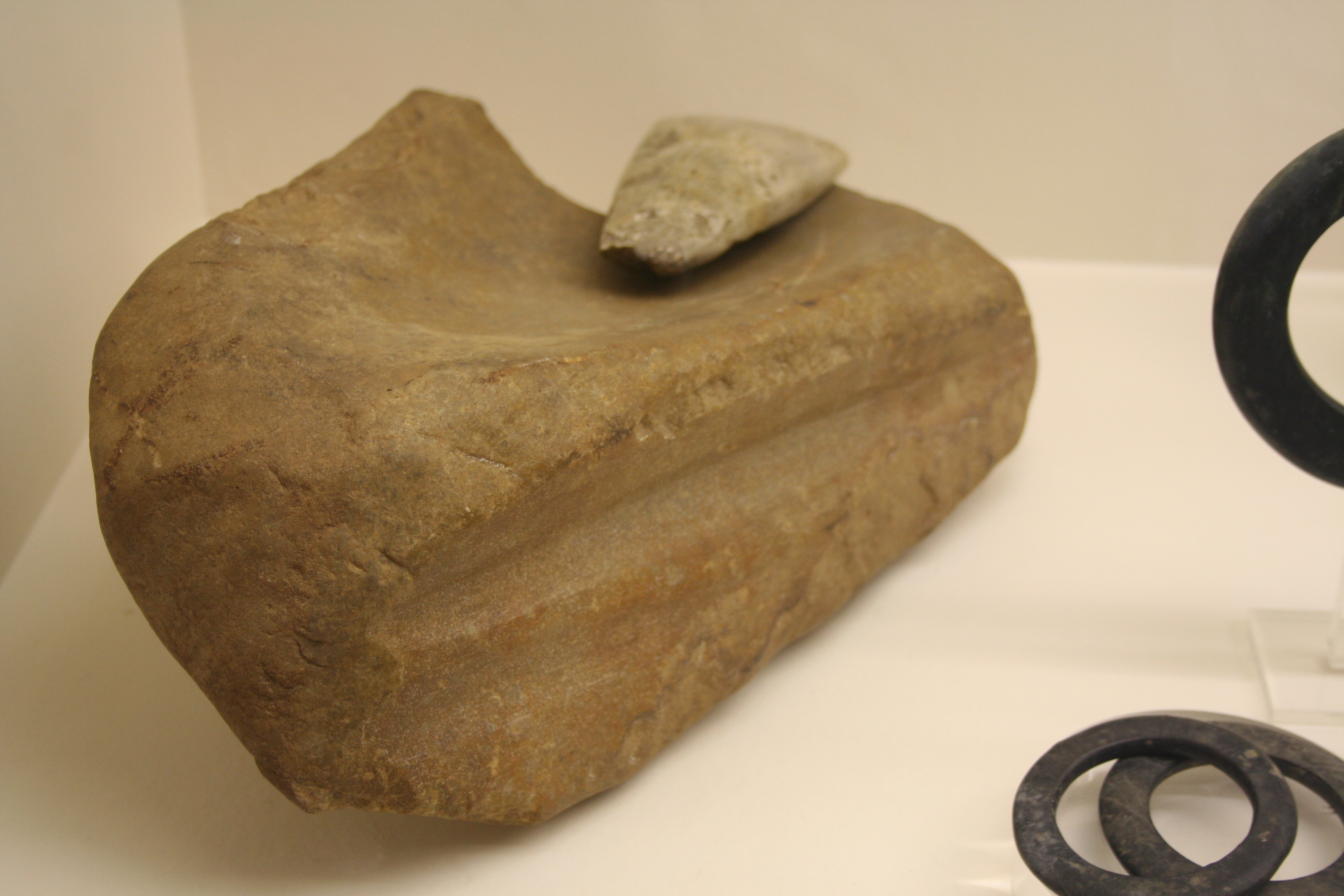
Polissoir de grès de Cambes et hache de Pennedepie.
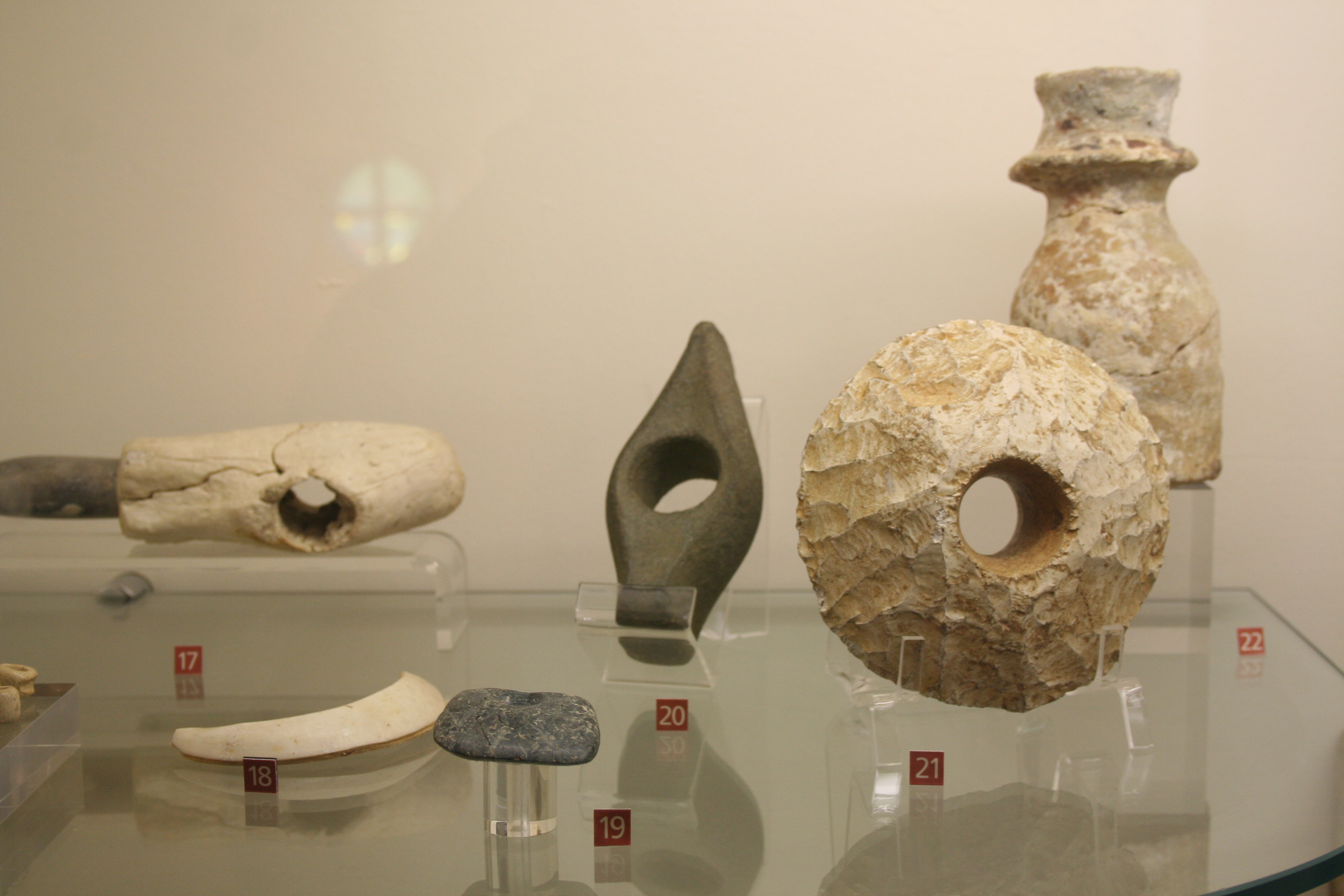
Au centre hache marteau polie en dolérite d'Alençon.

#### Protohistoire

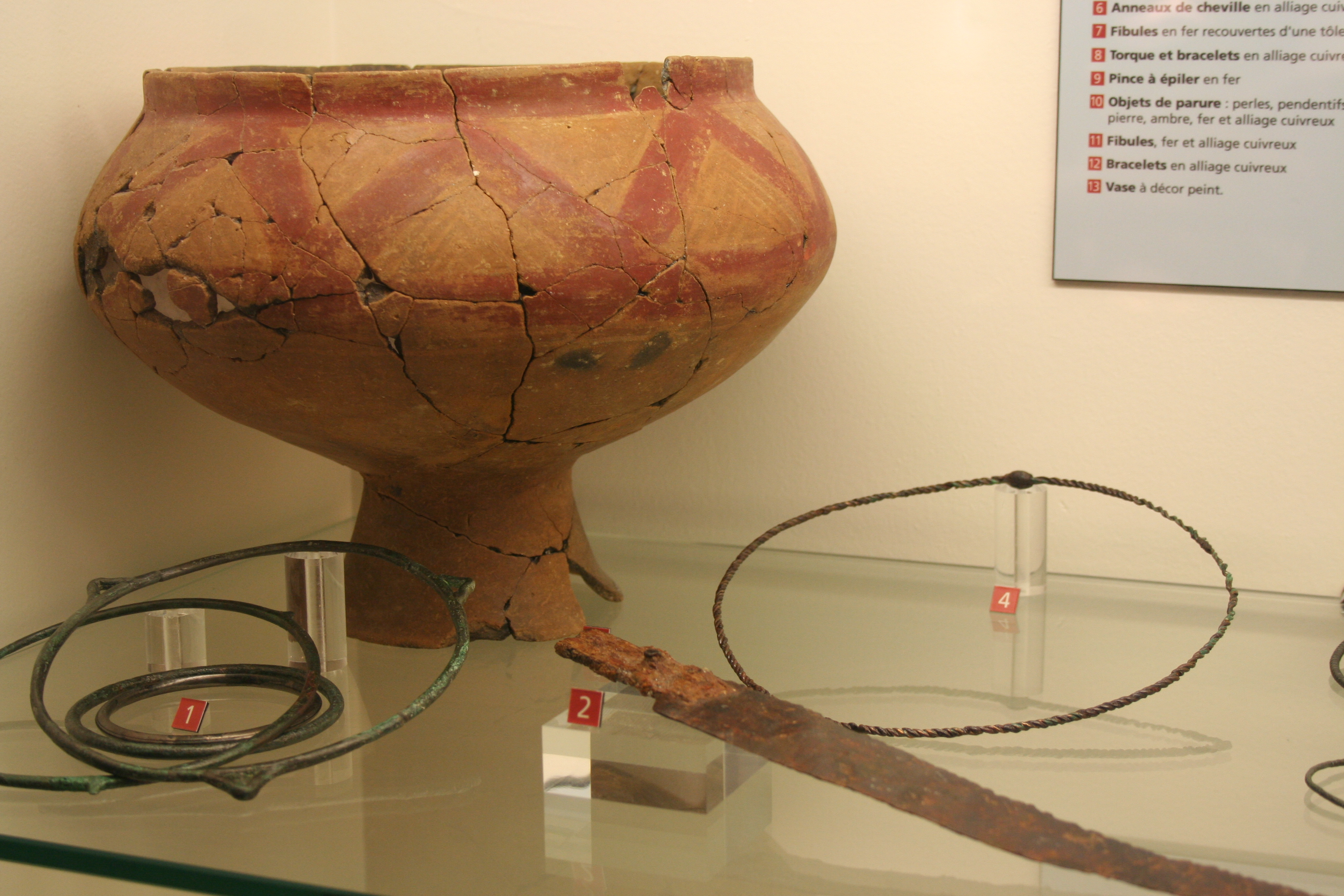
Vase d'Éterville, âge du fer, 520-370 av. J.-C.

À partir de 2300 av. J.-C., le peuplement et surtout l'emprise sur le territoire se développe, la société étant hiérarchisée par la possession du sol et la maîtrise des flux commerciaux de minerais.
Les terroirs sont organisés et les fouilles ont permis de reconnaître des villages, ainsi à Ifs, dont une maquette de restitution de terroir est exposée.
La période connaît un grand développement de la production en bronze dont certains éléments (haches, épées) font l'objet de dépôts. Les armes prennent de plus en plus d'importance, démontrant une importance des guerriers dans la société d'alors, avec un territoire morcelé en chefferies. Le musée expose de beaux casques découverts à Bernières d'Ailly au XIXe siècle et datés de 1100-900 av. J.-C.
Des bracelets de bronze à décor incisé ont été découverts à Canchy et datent du bronze moyen (1500-1000 av. J.-C.).
La métallurgie du fer se diffuse au début du VIIIe siècle av. J.-C., mais sans être généralisée avant le IVe siècle av. J.-C. Les dépôts de haches à douille se multiplient dans le premier âge du fer, ainsi à Blainville-sur-Orne ou à Marchésieux (vers 600 av. J.-C.).
Certaines sépultures ont livré un riche mobilier divers : matériel de bonze découvert à Caen, parures de bronze et collier de perles de corail d'Ifs La Dronnière, vers 600 av. J.-C., mais aussi céramiques parmi lesquelles le très beau vase à décor géométrique d'Éterville. Le musée présente une maquette d'enterrement dans la nécropole d'Éterville.

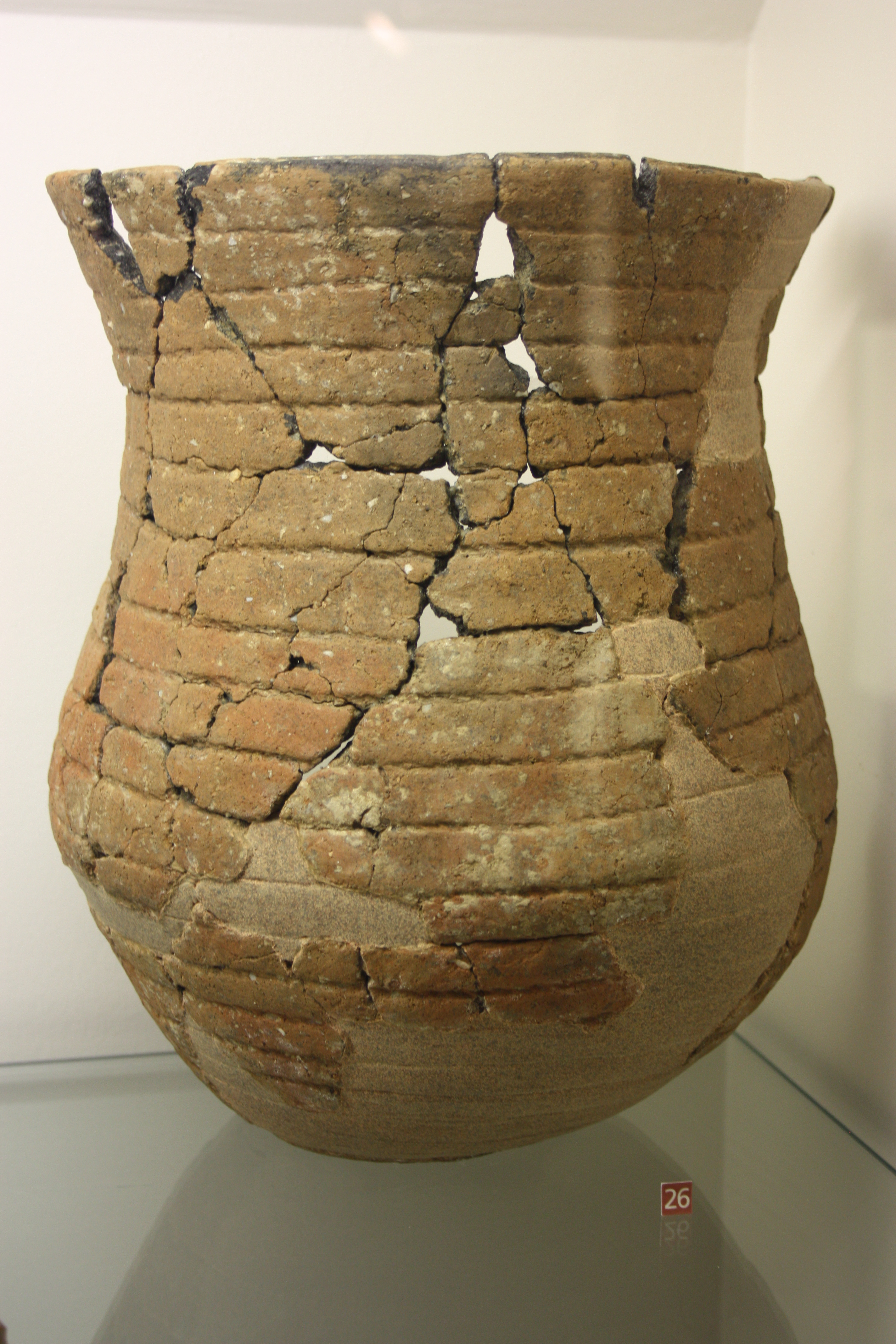
Vase campaniforme d'Ifs à décor de cordelettes, IIIe millénaire.
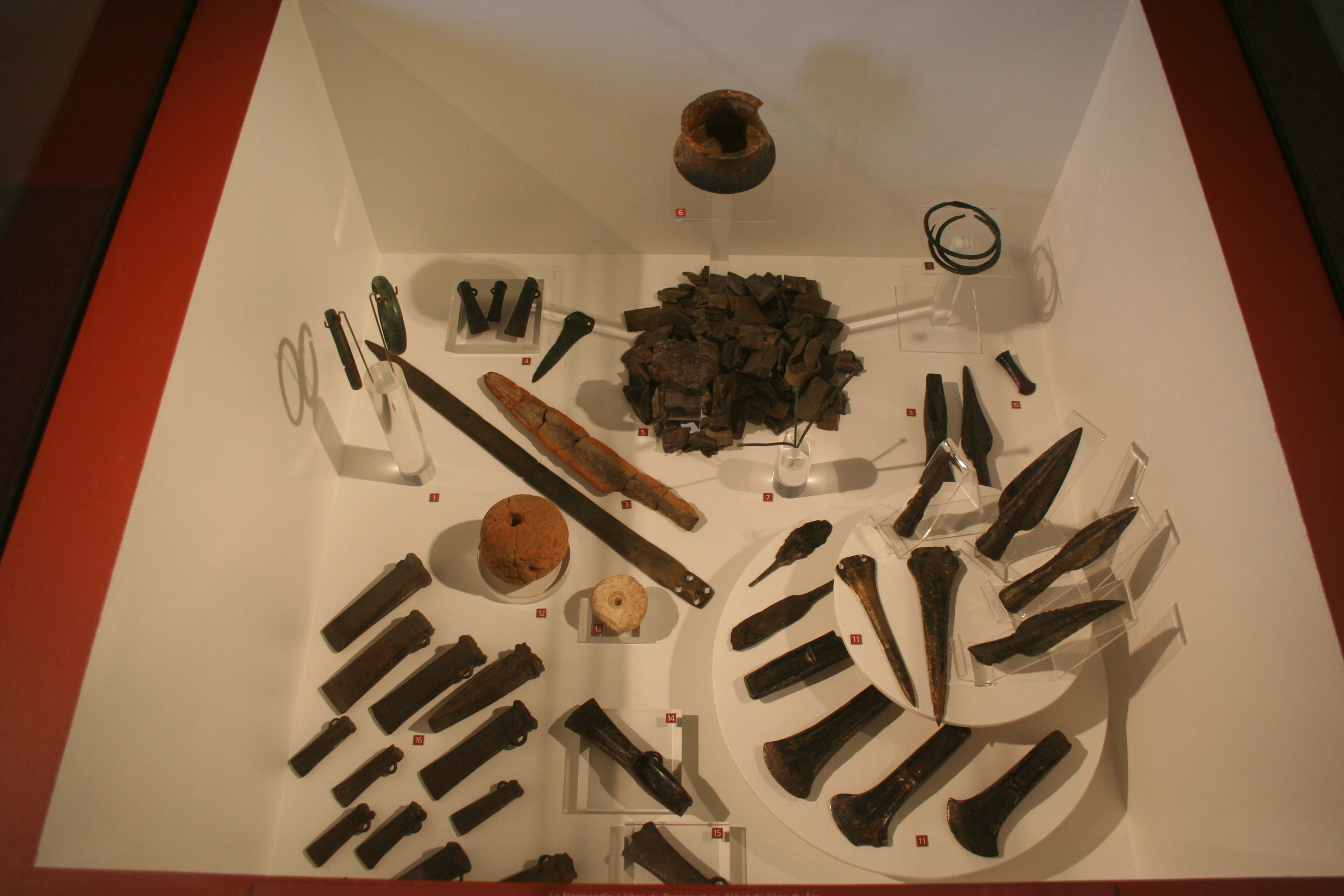
Haches et épées de l'âge du bronze et de l'âge du fer.
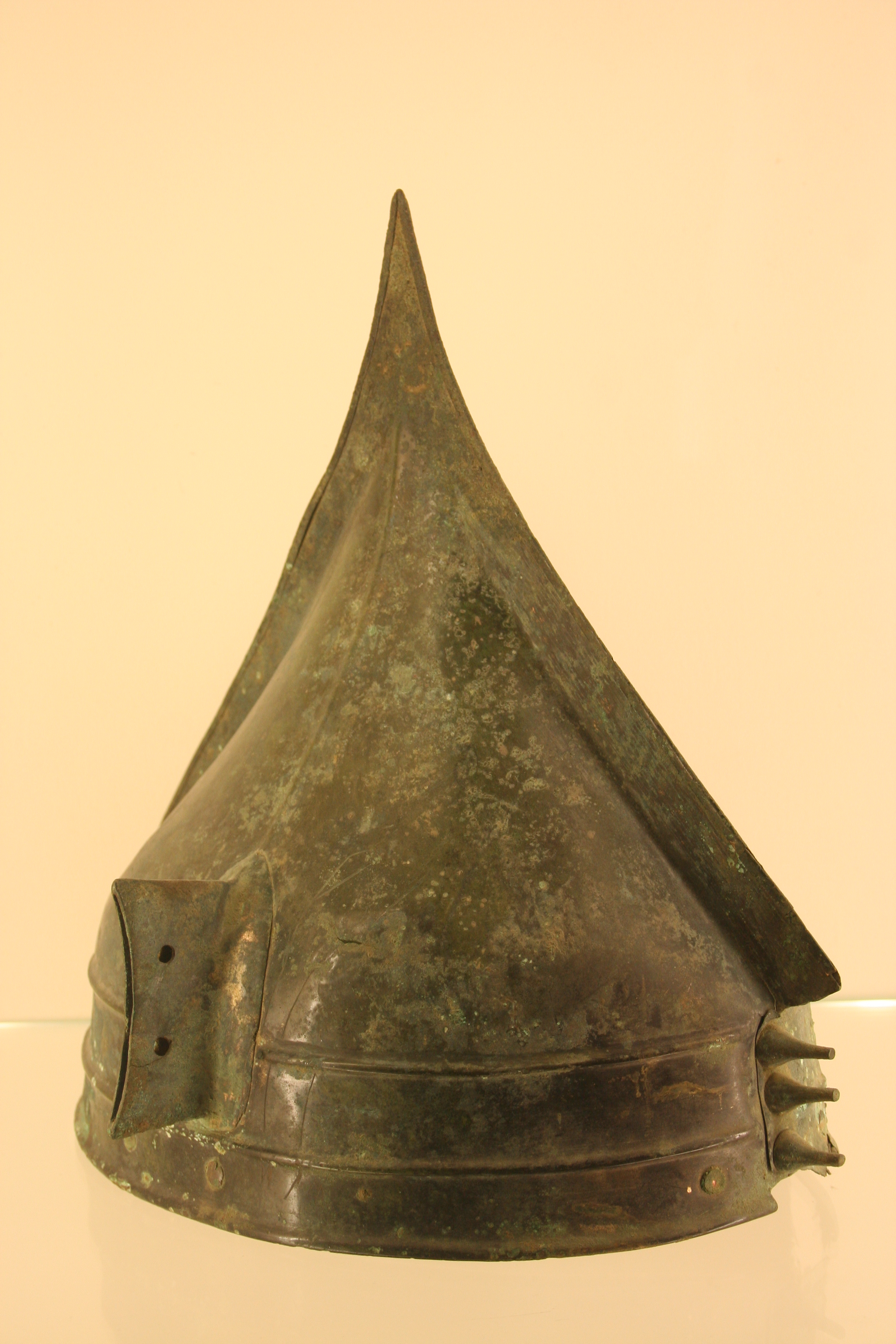
Casque de l'âge du bronze de Bernières-d'Ailly, dépôt de la ville de Falaise.
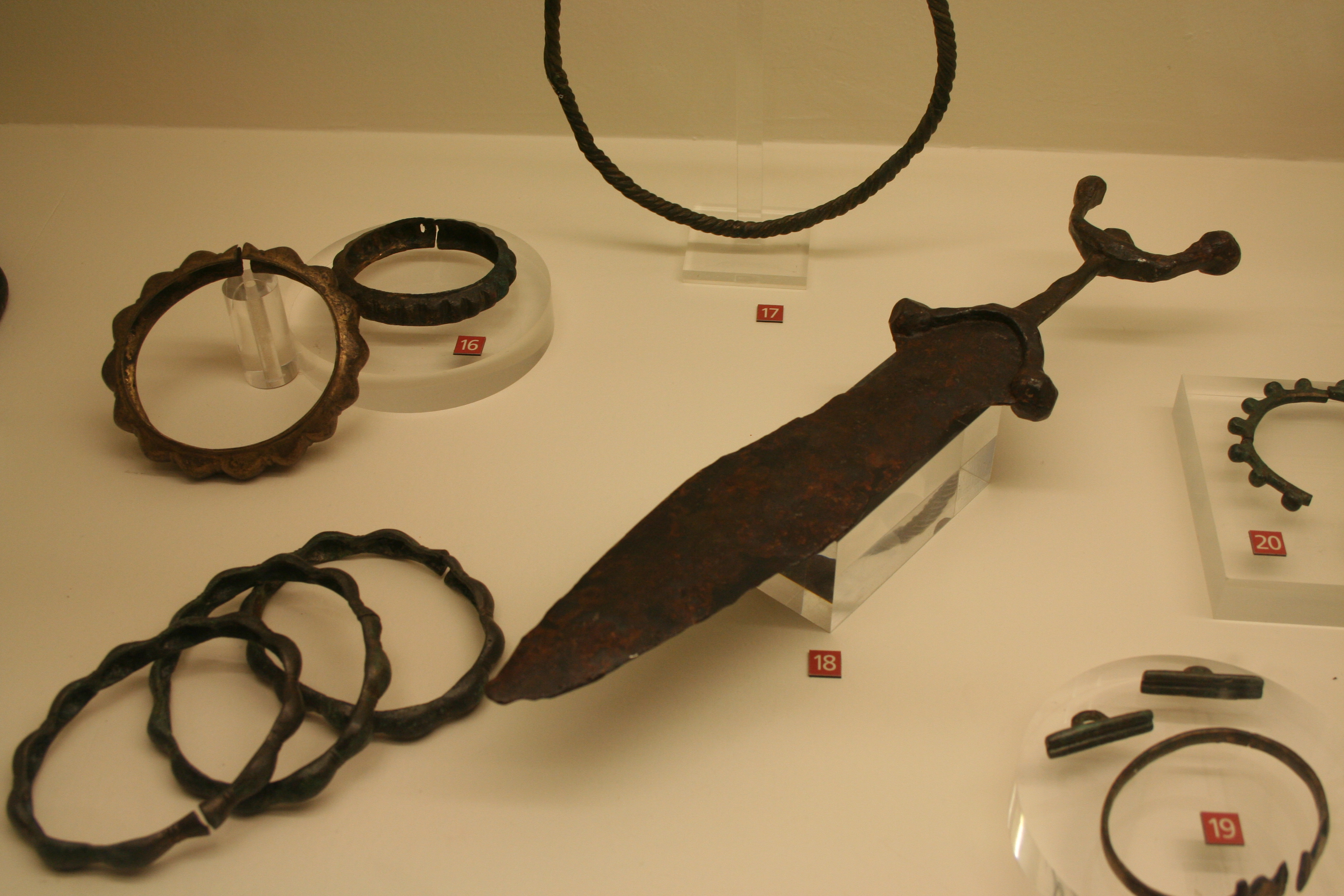
Poignard de fer de Soumont-Saint-Quentin (fin VIe-début Ve siècle) et bracelets ou anneaux de cheville à décor de godrons en alliage de cuivre.

#### Antiquité gauloise et romaine

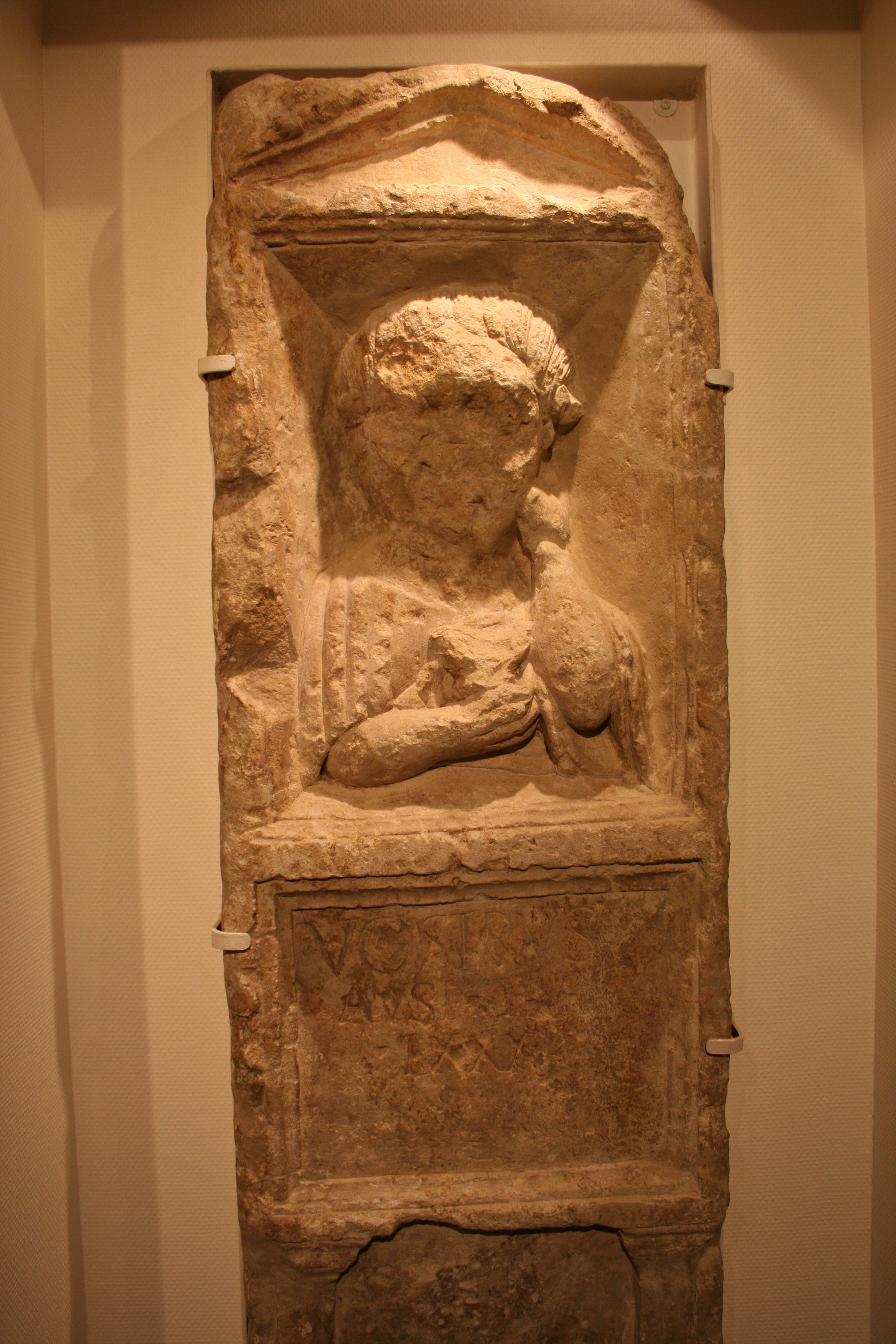
Stèle de Vostrus.

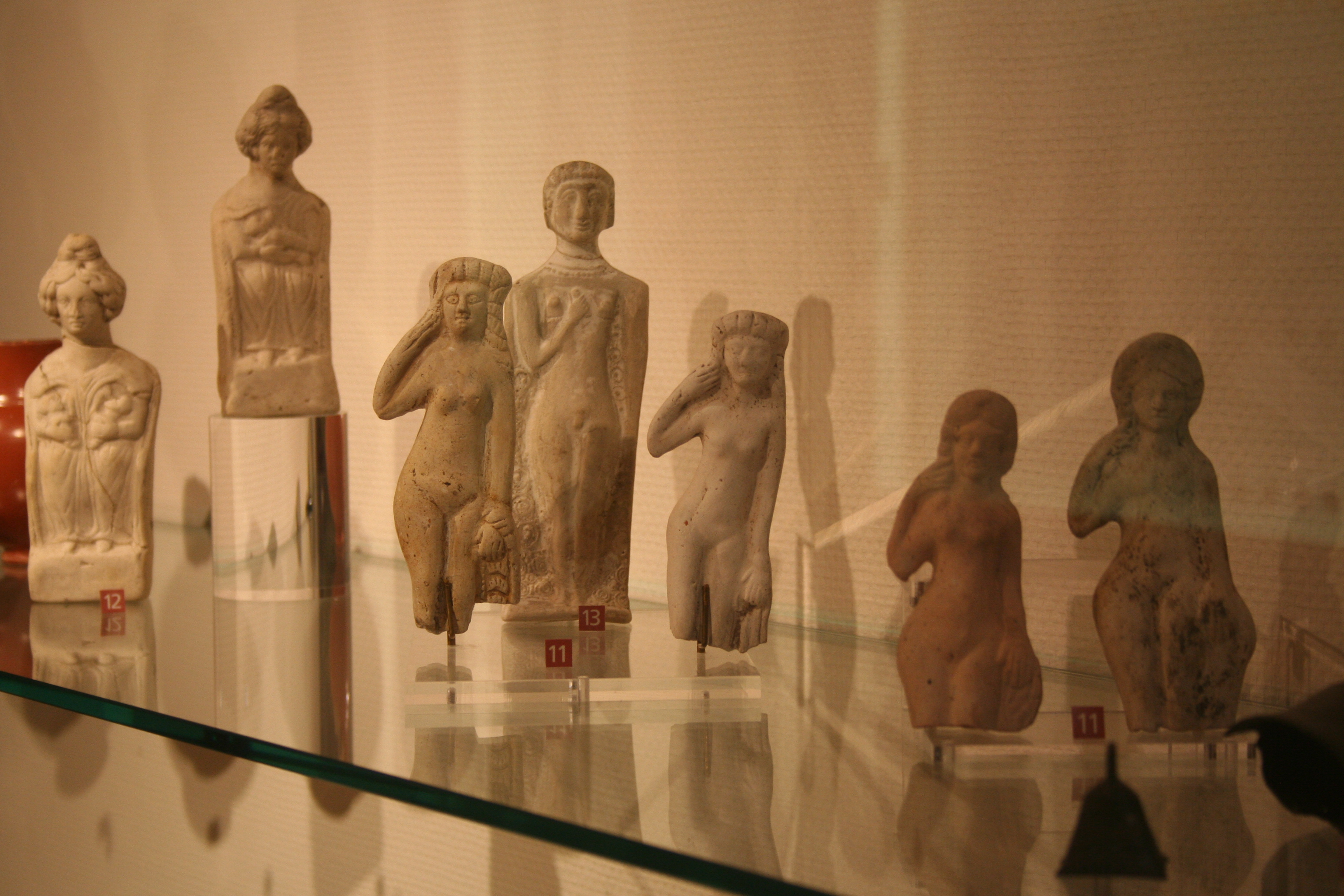
Statuettes de terre cuite.

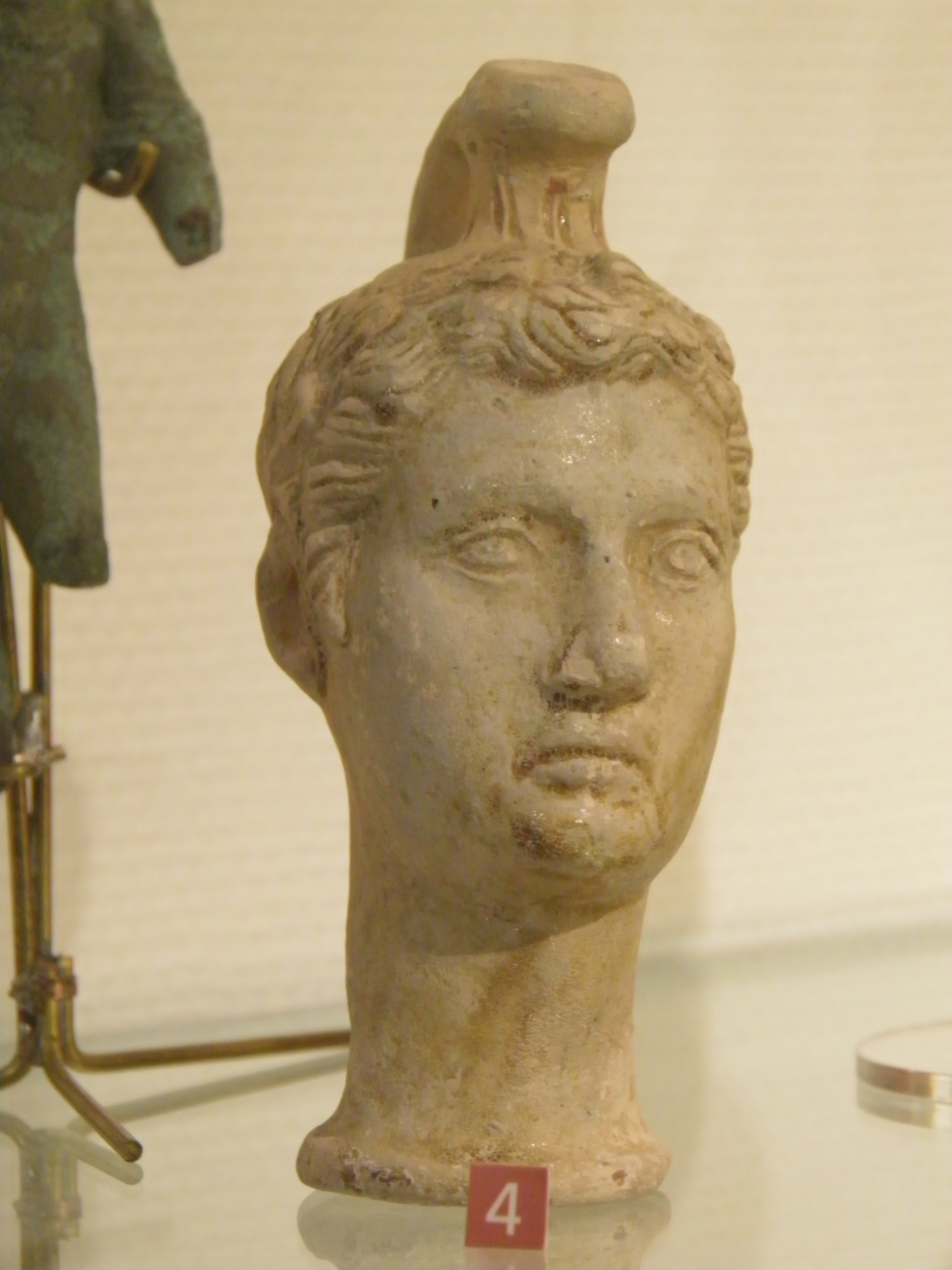
Statuette gallo-romaine.

La période gauloise est représentée par des vases et du monnayage inspiré d'abord de modèles hellénistiques puis romains. Le monnayage gaulois continue après la conquête, signe d'une transition lente vers la romanisation. Une maquette montre deux fermes gauloises découvertes à Ifs (Ve - Ier siècle av. J.-C.) auxquelles étaient associés à chacune un cimetière, et qui ont livré des éléments de parure et du matériel agricole : chaque exploitation était relativement autonome et était siège d'une production artisanale variée.
La portion de territoire qui correspond à la Normandie est intégrée dans la province romaine de Gaule lyonnaise, puis après la réforme administrative de Dioclétien dans la Lyonnaise seconde dont la capitale provinciale est Rotomagus (Rouen). Le musée de Normandie expose des objets et des documents iconographiques les reliant à leur contexte, notamment la déesse-mère de Saint-Aubin-sur-Mer, la stèle de Vostrus et une collection de monnaies antiques. La plupart des objets anciennement découverts exposés appartiennent à la Société des antiquaires de Normandie.
La déesse mère est une statue en calcaire dit pierre de Caen de 1,40 m découverte brisée dans un puits en 1943 au Cap-Romain, dans le cadre de la construction du mur de l'Atlantique. La statue avait sans doute une destination cultuelle, dans un fanum lié à une villa. Elle est ornée d'un diadème, d'un torque, d'une tunique aux plis savamment ouvragés. Deux enfants sont à ses pieds. Les spécialistes ont supposé qu'elle devait tenir dans ses mains une patère et une corne d'abondance. Le musée présente un masque de divinité en bronze découvert à Bailleul et daté de la deuxième moitié du IIe ou du début du IIIe siècle apr. J.-C.
La stèle de Vostrus pour sa part a été découverte en 1861 dans un cimetière gallo-romain situé au nord de Lisieux. Le cimetière avait une assez large étendue et seule la stèle de Vostrus a été conservée du fait de soins de trois personnes dont Arcisse de Caumont. La stèle mesure 1,78 m de haut sur 0,44 m de large et est celle d'un certain « Vostrus fils d'Ausus, mort à l'âge de 80 ans ». Elle est constituée de trois éléments : un socle avec deux pilastres ornés de chapiteaux toscans ; au-dessus se trouve le cartouche dans lequel se trouve l'inscription. Au-dessus, dans une niche, le défunt est représenté tenant une coupe de la main droite et le bras gauche relevé à proximité du visage. Au-dessus un fronton triangulaire était surmonté de deux acrotères. La représentation est celle d'un « personnage masculin stéréotypé présenté dans une mise en scène conventionnelle », peut-être liée au thème du banquet.
Le musée présente une unique mosaïque aux canards de la grande villa de la Petite Houssaye à La Mailleraye-sur-Seine, ornement d'un rebord de bassin IIIe siècle. Cette villa mesurait 550 m de long et 150 m de large.
Un trépied de bronze trouvé à Giberville découvert au XIXe siècle constitue un exemple rarissime de mobilier romain découvert a priori in situ. Haut de 0,93 m de haut, le bassin en a été reconstitué, et des protomés humains ornent le sommet des montants et des têtes et pieds de lions à la base.

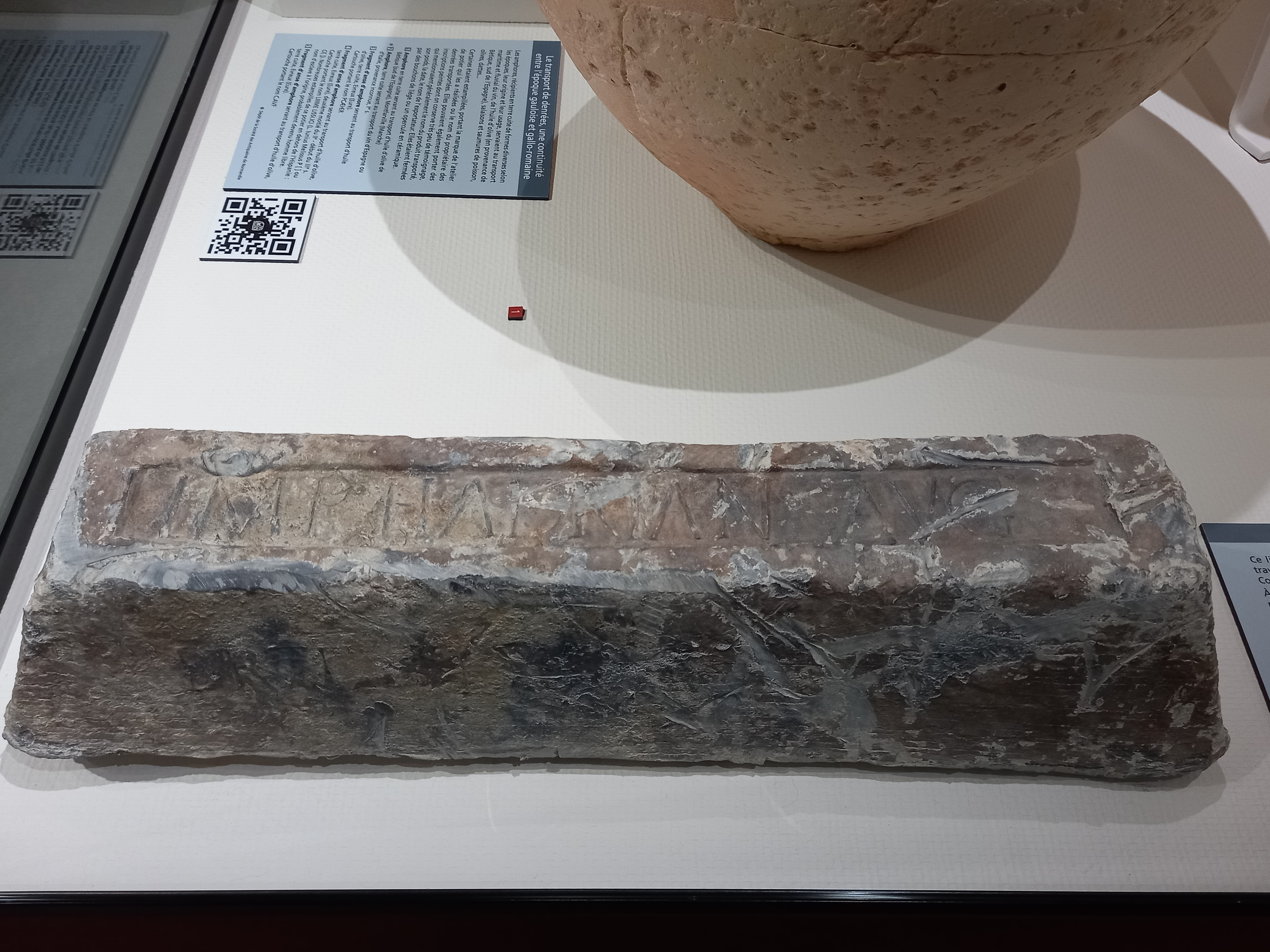
Le lingot de plomb exposé dans les vitrines du musée à partir de 2022.

À partir de la fin de l'année 2022 un lingot de plomb de 89 kg et long de 61 cm est exposé. Il a été retrouvé le 27 septembre 2021 dans la Manche au large de Courseulles. Il est issu vraisemblablement de mines de plomb argentifère de l'actuelle Angleterre.
La même salle présente une maquette au 1/50e et le matériel découvert dans les fouilles du fanum de Baron-sur-Odon, dont des anneaux votifs de bronze sans doute réalisés dans un atelier de Vieux-la-Romaine, localité située à seulement 2,5 km.
Une vitrine présente une collection de statuettes de terre cuite blanche, d'un type répandu, et trouvées lors de fouilles de nécropoles et de sanctuaires, mais aussi dans des habitations.
Sur le bas-relief funéraire des pêcheurs de Vieux-la-Romaine, deux pêcheurs sont représentés, le défunt prend l'apparence d'un aigle en signe de son apothéose.

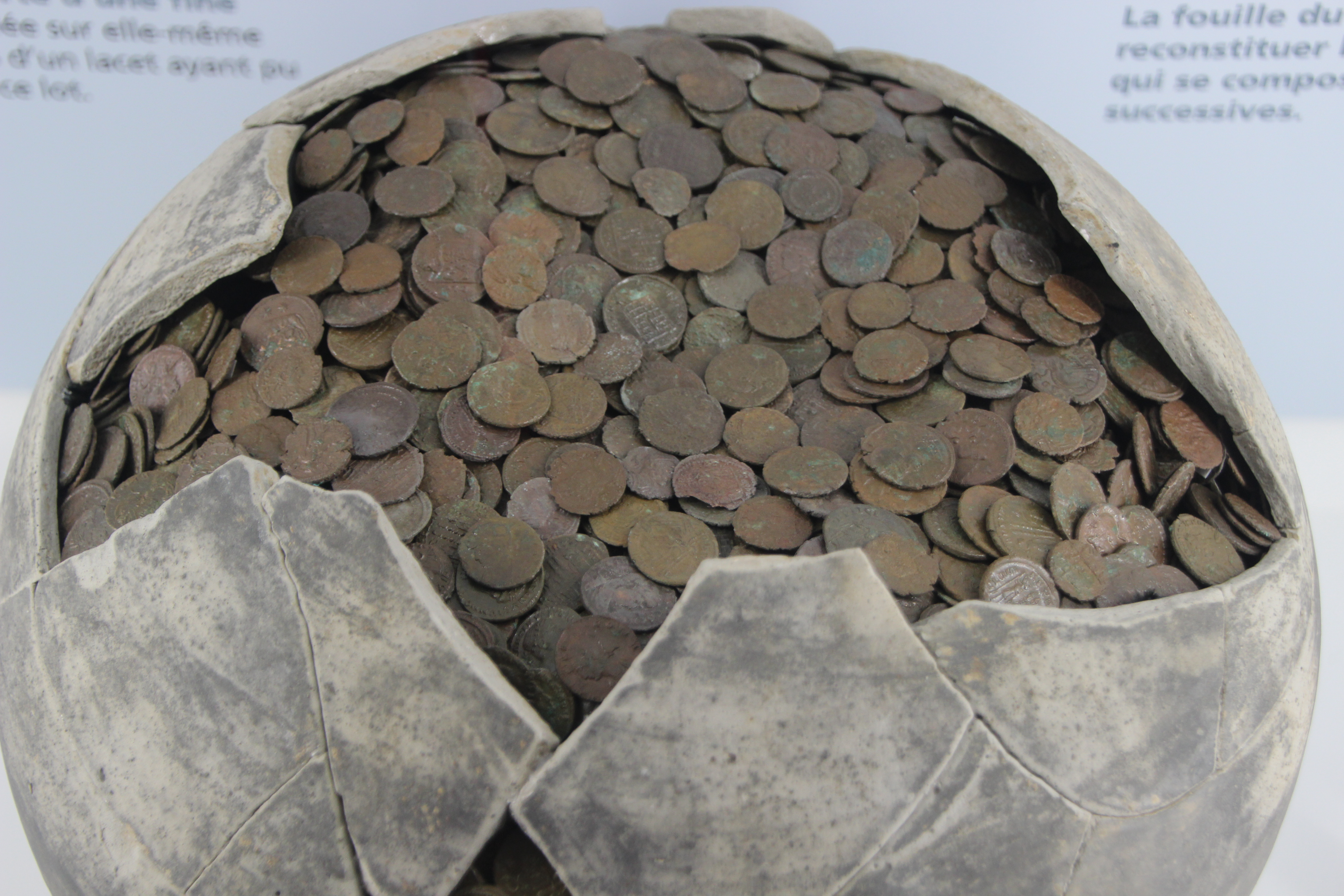
Le trésor de Saint-Germain-de-Varreville

Les monnaies des empereurs gaulois sont un signe des désordres que connaît l'Empire romain au IIIe siècle. Le musée expose depuis 2016 des trésors monétaires découverts sur le territoire de l'ancienne Basse-Normandie : le trésor de Saint-Germain-de-Varreville, découvert en 2011 et le trésor double de Tourouvre.
La poterie est représentée par des céramiques communes issues d'ateliers locaux mais aussi par des céramiques d'importation comme certaines amphores ou des céramiques noires trouvées à Frénouville (IVe siècle), production de l'actuel Dorset.
Une chaussure en cuir dite caliga est exposée, de même qu'une empreinte de chaussure sur une brique découverte à Touffréville.
Le matériel de verre de la nécropole de Frénouville (fin du IIIe siècle) est un signe d'un luxe romain encore présent. La même vitrine présente une coupe en argent découverte à Sées dans une maison détruite par incendie à la fin du IIIe siècle. Cependant les signes d'une intégration au monde méditerranéen s'estompent au IVe siècle et disparaissent au Ve siècle. Néanmoins, dans la période suivante (IVe siècle-VIIe siècle), les cadres dits barbares poussés par la christianisation souhaitent adopter la culture romaine.

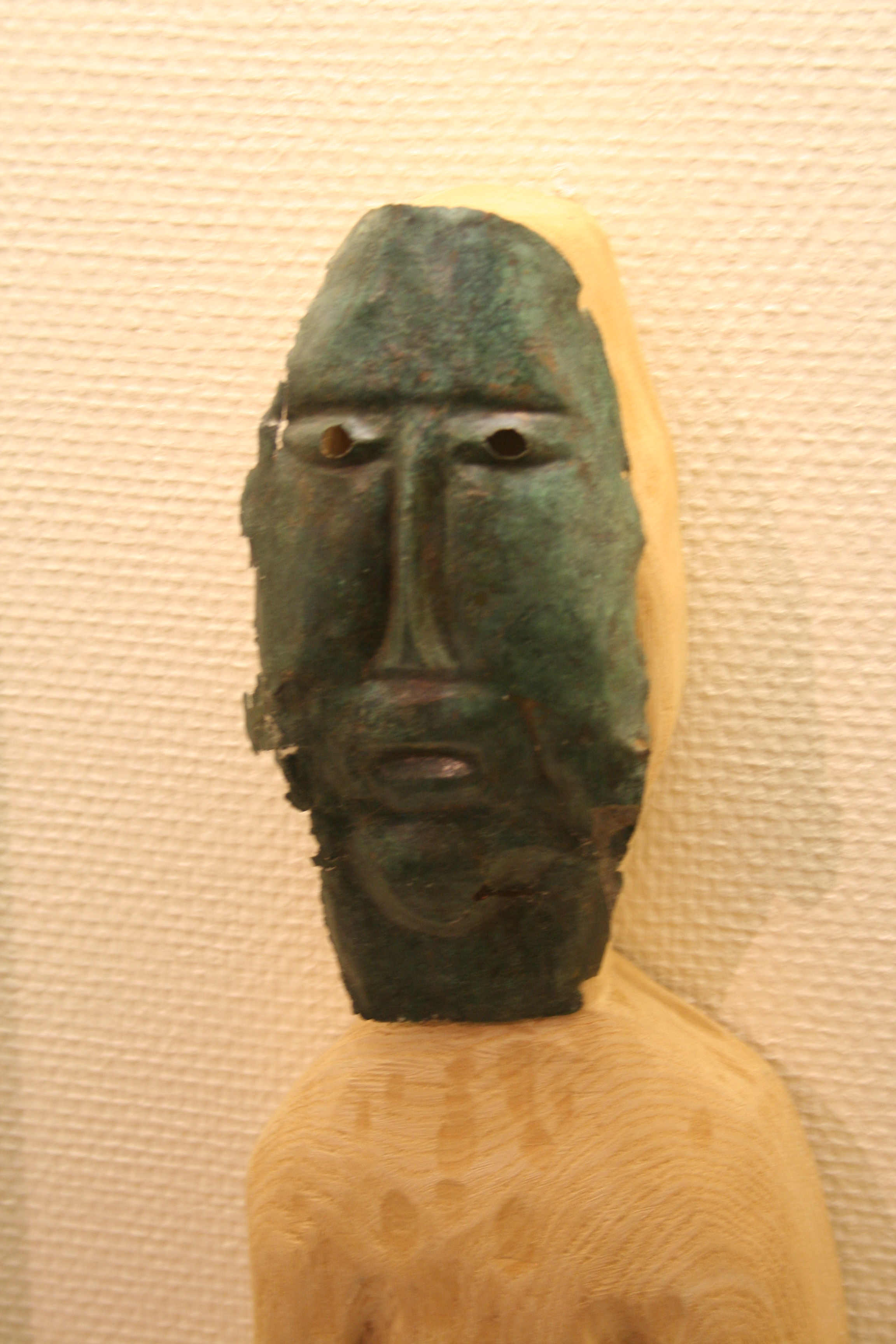
Masque de bronze de Bailleul (Orne).
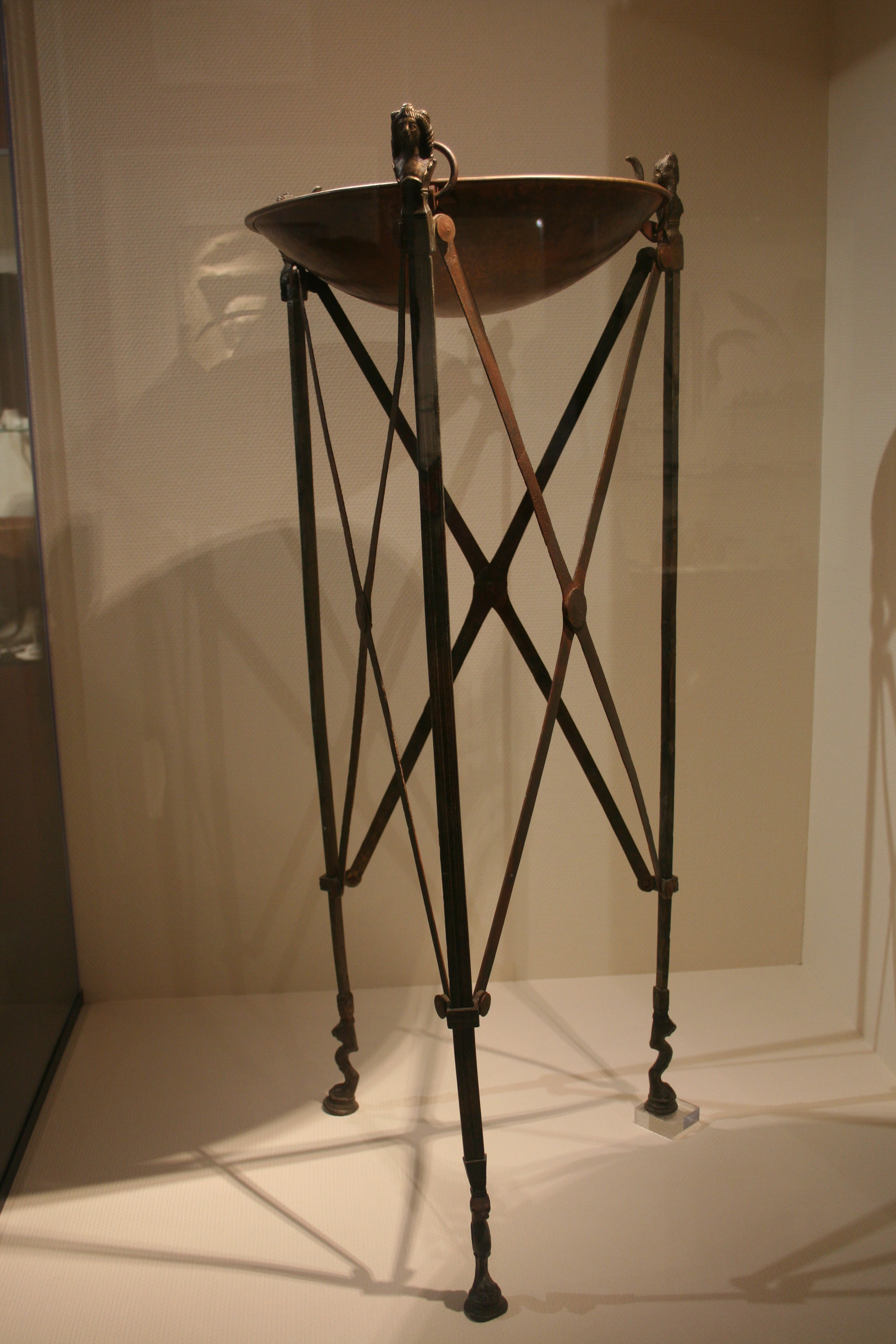
Trépied de bronze de Giberville.
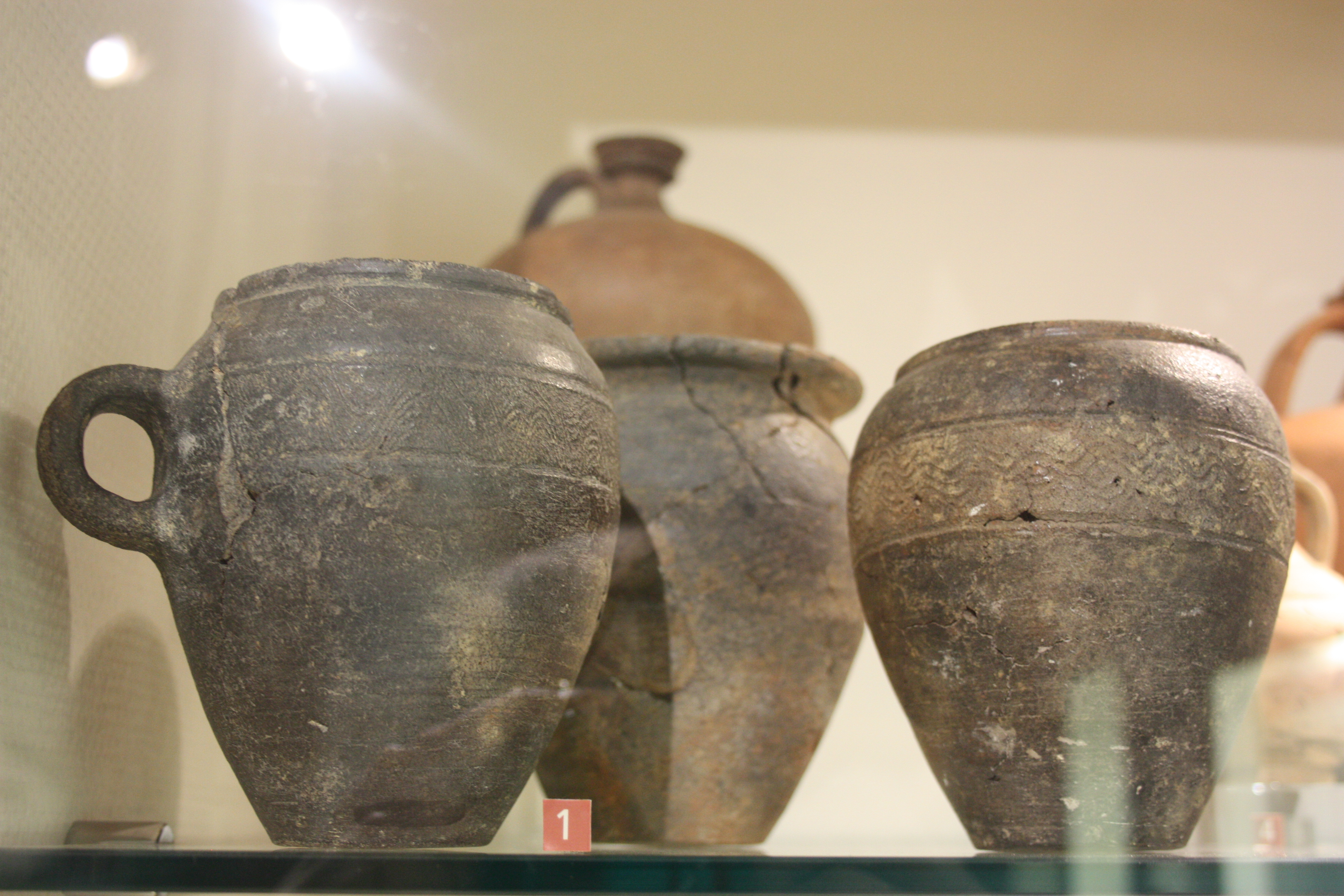
Céramiques dites black burnished découvertes à Frénouville, IVe siècle.
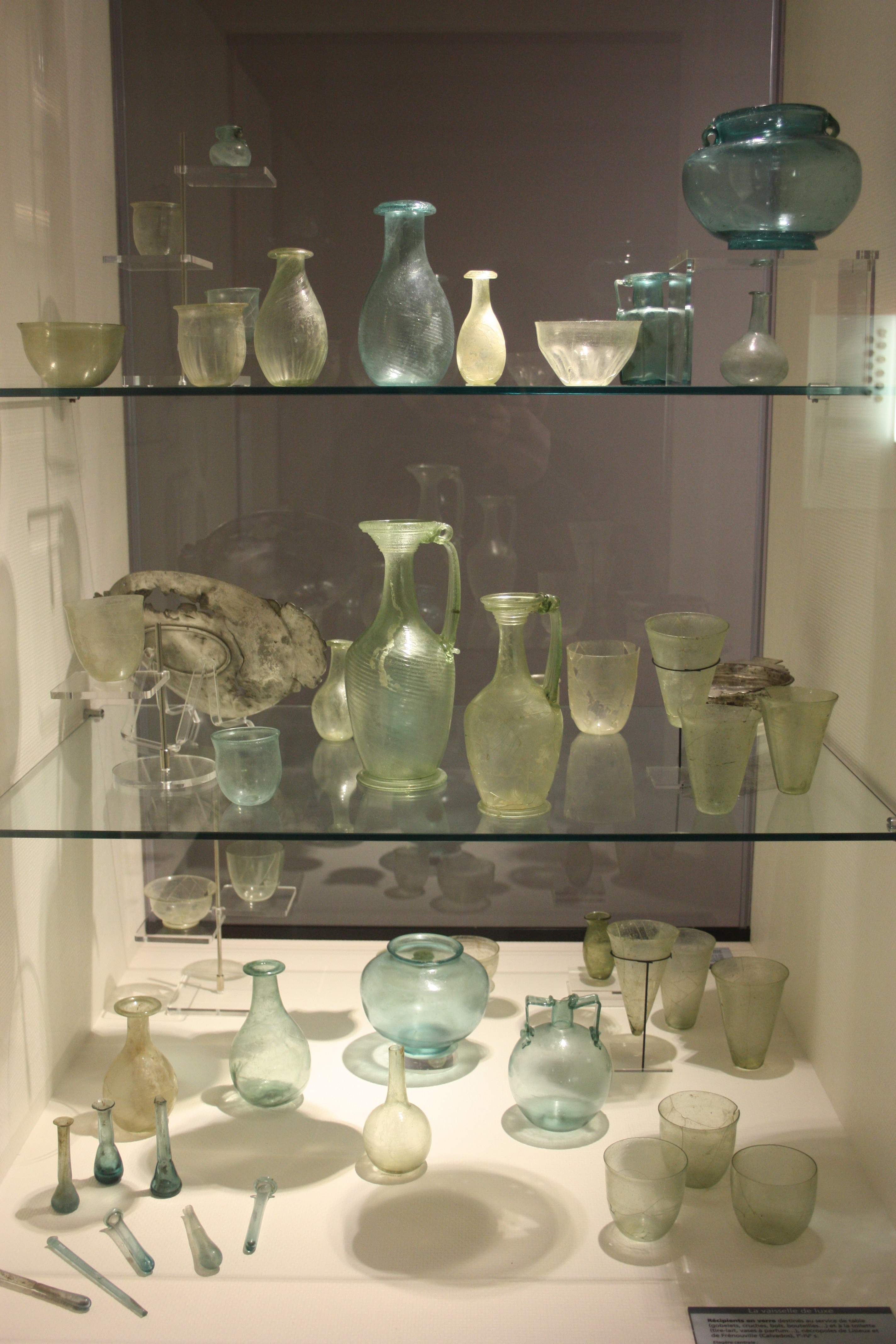
Vitrine de verres gallo-romains découverts à Lisieux et Frénouville.

### Migrations et christianisation (Ve-Xes.)
Le musée présente une belle collection de vestiges de l’époque des Grandes invasions, dont la sépulture d’un chef de guerre-forgeron trouvée à Hérouvillette ainsi que de belles fibules.

#### Une connaissance du Haut Moyen Âge en Normandie basée en grande partie sur l’archéologie funéraire

Seau de bois de Giberville.

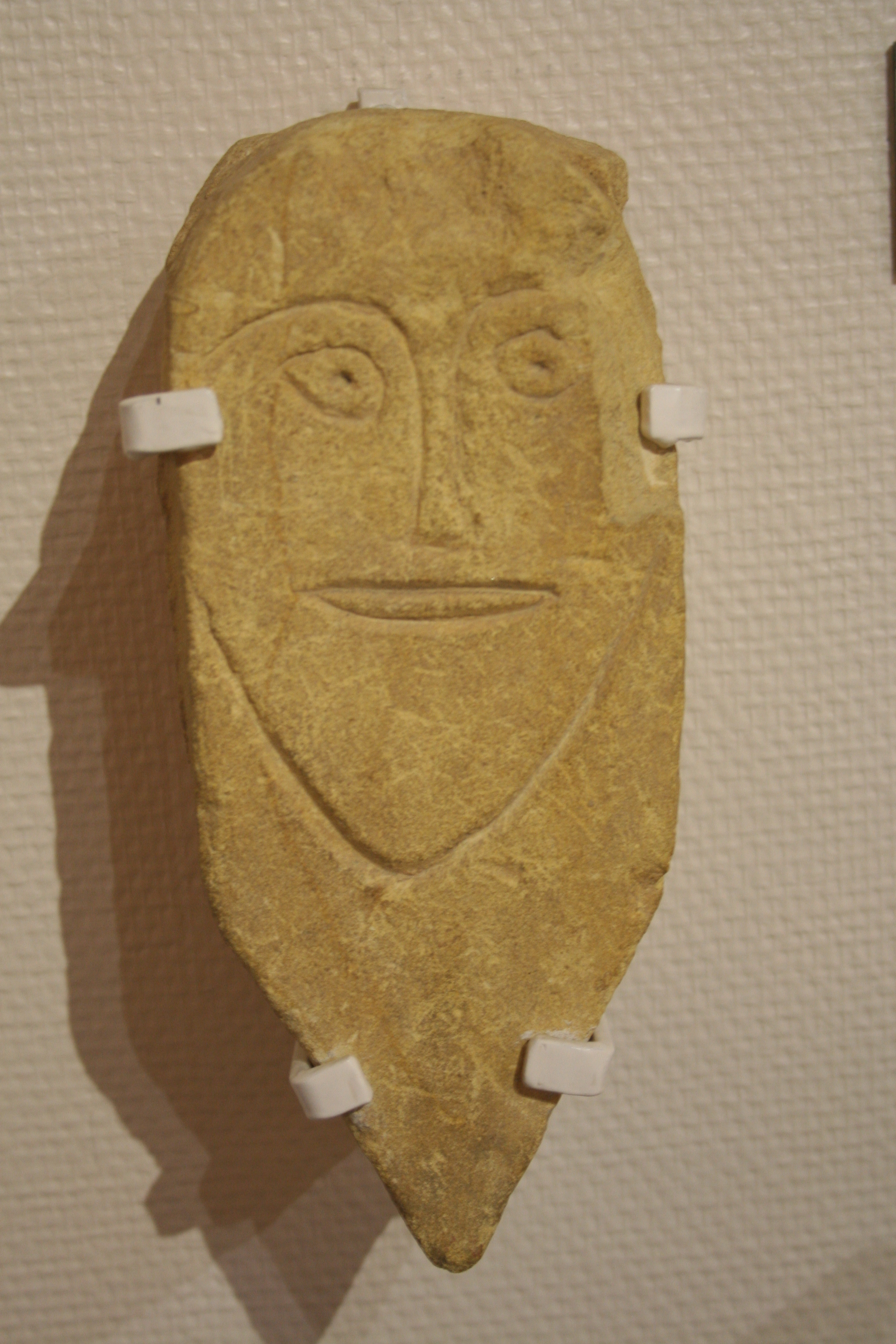
Stèle de Mondeville.

Les recherches en archéologie funéraire et anthropologie permettent d'appréhender cette période malgré l'absence de témoignages écrits pour la Normandie. Le musée présente deux sites étudiés, par la photographie de la nécropole de Saint-Martin-de-Fontenay et la maquette de la nécropole de Frénouville. Les lieux de peuplement perdurent mais les rites changent, ainsi on voit sur la maquette un changement d'orientation radical des tombes à la charnière des IVe siècle-Ve siècle, qui occasionne des débats historiographiques non tranchés.
Les défunts sont inhumés dans des cercueils de bois ou des sarcophages, et non plus incinérés. La pratique de l'inhumation habillée, c'est-à-dire avec des parures et des objets du quotidien, permet de dater la sépulture et procure d'intéressants enseignements. Le musée présente la reconstitution de la tombe no 10 d'Hérouvillette (début du VIe siècle) fouillée en 1966 : le défunt est à la fois un chef de guerre comme en témoignent les très nombreuses armes découvertes à ses pieds, mais aussi un artisan qui avait des outils et du matériel divers destiné au travail du fer et du bois. Dans le musée, le matériel a été présenté étalé aux pieds du mort afin de faciliter l'identification des divers objets déposés lors de l'inhumation. Cette découverte est unique en France,.
Les parures sont représentées en particulier par des plaques-boucles et des fibules. Certaines des œuvres exposées, du style polychrome de l'art des migrations, appartiennent à la technique dite du cloisonné ou celle de la bâte. Le musée présente le beau collier de pâte de verre de Sannerville du VIIe siècle.
Les armes exposées sont diverses : épées, boucliers, haches, poignards, scramasaxes, angons, etc. Les belles lances de fer de Frénouville (VIe siècle-VIIe siècle) sont particulièrement remarquables. Seuls les hommes libres avaient le droit de porter de telles armes. Les épées étaient élaborées par la technique du damassage, les artisans métallurgistes utilisaient aussi le damasquinage surtout au VIIe siècle.
La céramique de cette époque est une simple production locale ou régionale, dont le décor quand il existe est simple et géométrique.
Le verre est pour sa part un marqueur social car c'est un produit de luxe, et au haut Moyen Âge la technique perd en qualité et a des motifs décoratifs simplifiés. Certaines œuvres se distinguent cependant, dont des verres à décor ciselé ou le bol à décor cruciforme de Giberville de la fin du VIe siècle ou du début du VIIe siècle.
Le seau de bois de Giberville est exceptionnel car en matériau périssable, du bois d'if. Il possédait une armature de bronze dont l'oxydation a permis la conservation de l'objet. Il porte une scène de chasse et un empereur dénommé Valentinien mais sans davantage de précisions. Les archéologues ont émis l'hypothèse d'un donativum à un militaire barbare.
Les récipients sont rares, l'aiguière de bronze de Frénouville (début du VIe siècle) est rare aussi du fait de la technique utilisée, coulée d'une seule pièce.
D'abord fait urbain, le christianisme s'implante dans les campagnes surtout à partir de la fin du VIIe siècle et du début du VIIIe siècle. Le musée expose le couvercle du sarcophage christianisé de Fleury-sur-Orne (2e moitié du VIIe siècle) et le fragment de la frise aux oiseaux découvert dans un pilier de l'église Saint-Pierre de Caen (VIIe siècle). La christianisation est représentée par la belle plaque-boucle figurant Daniel dans la fosse aux lions du VIIe siècle, découverte à Saint-Martin-de-Fontenay, ainsi que par le bol de verre à motif cruciforme de Giberville (fin VIe siècle-début VIIe siècle). La pratique de l'inhumation habillée se termine au début du VIIIe siècle.

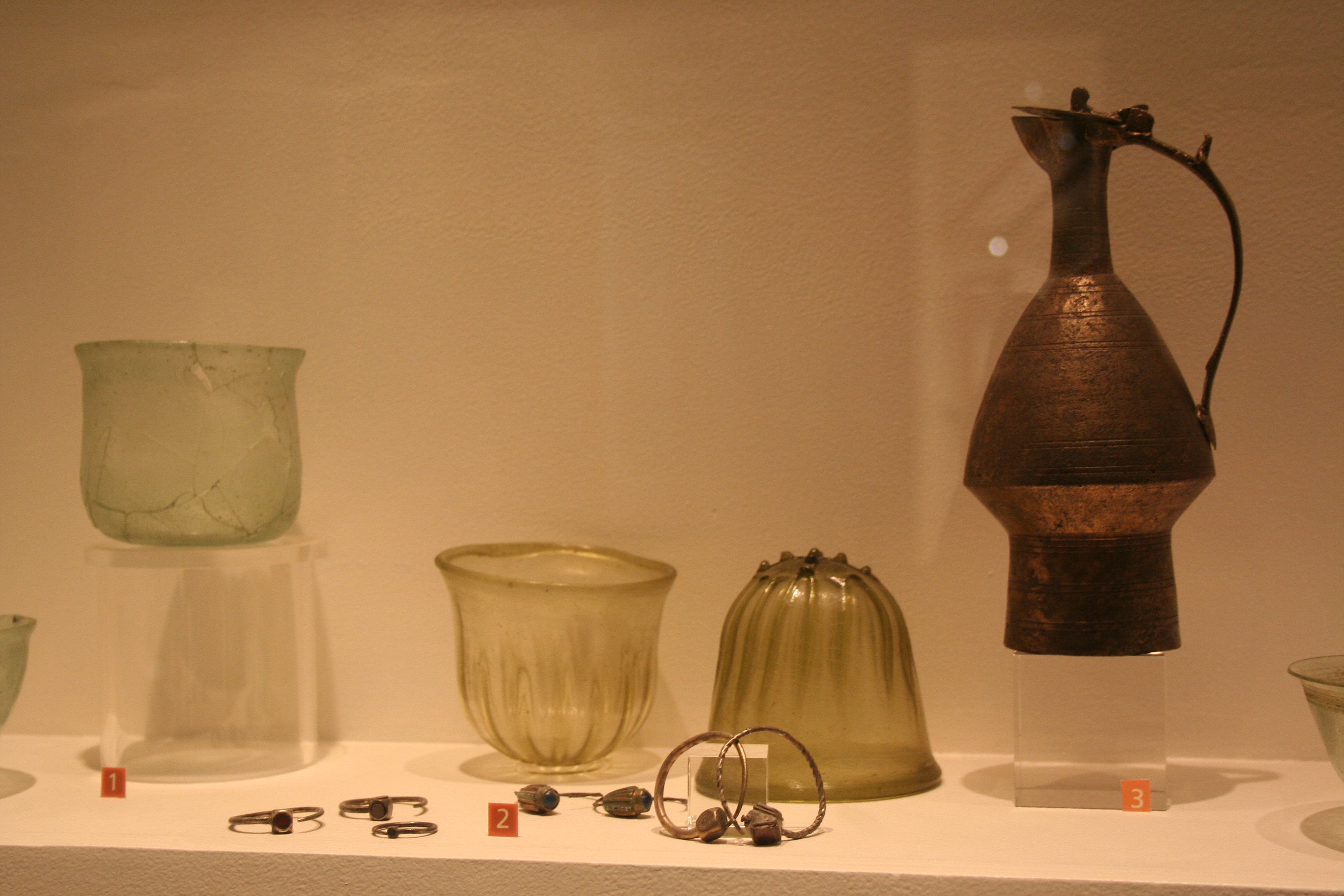
Divers objets dont l'aiguière de Frénouville.
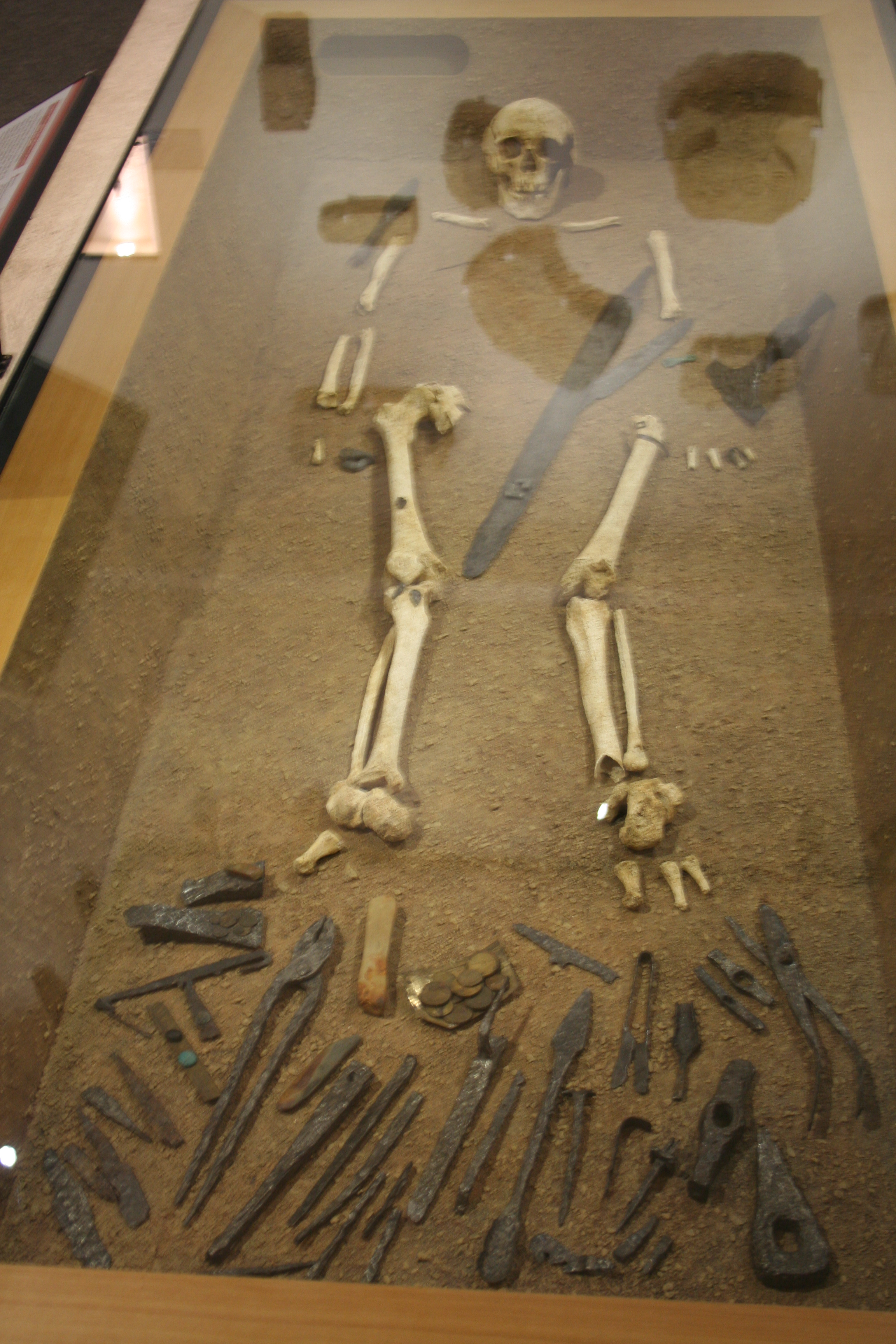
Forgeron chef de guerre d'Hérouvillette.
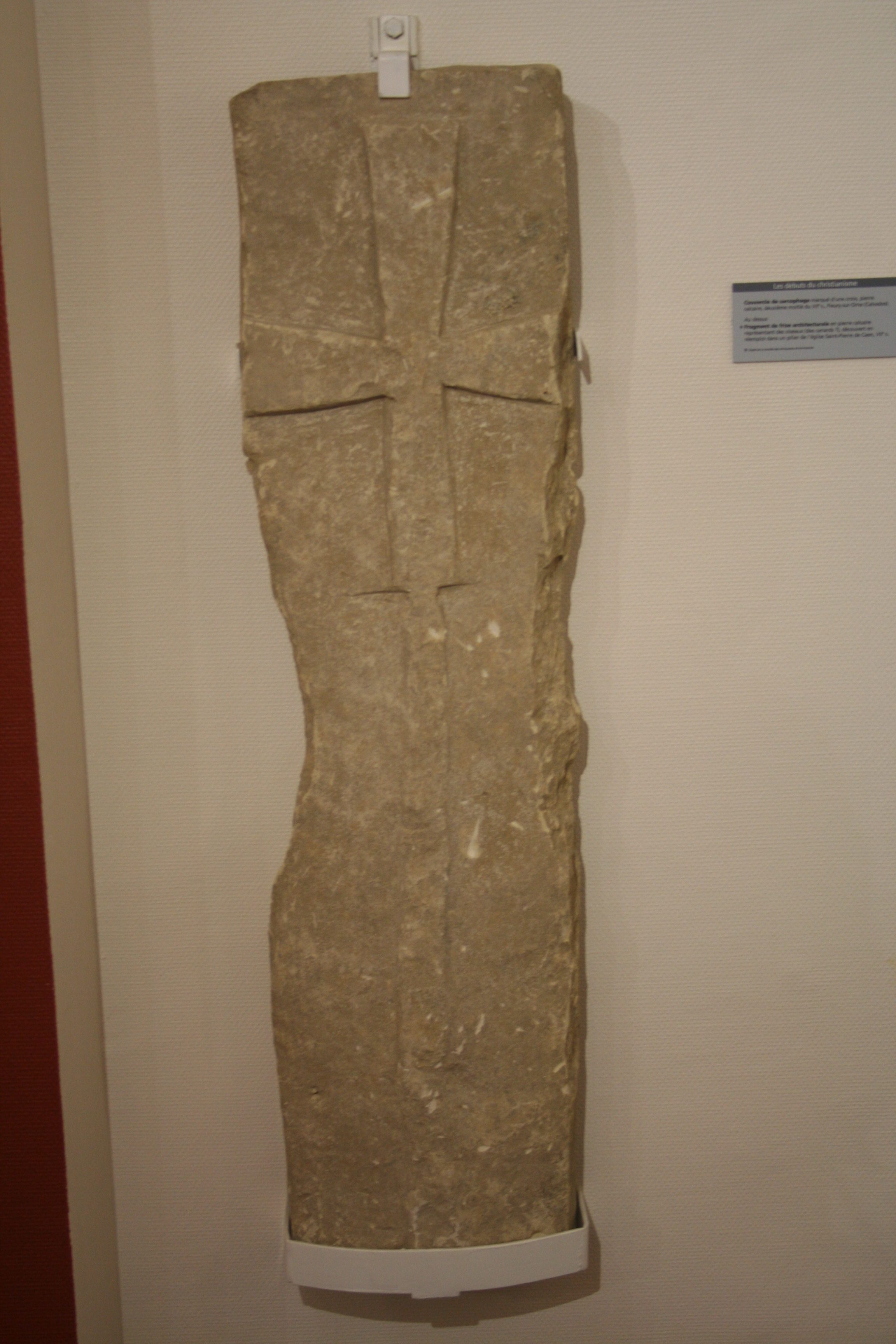
Sarcophage christianisé de Fleury-sur-Orne.
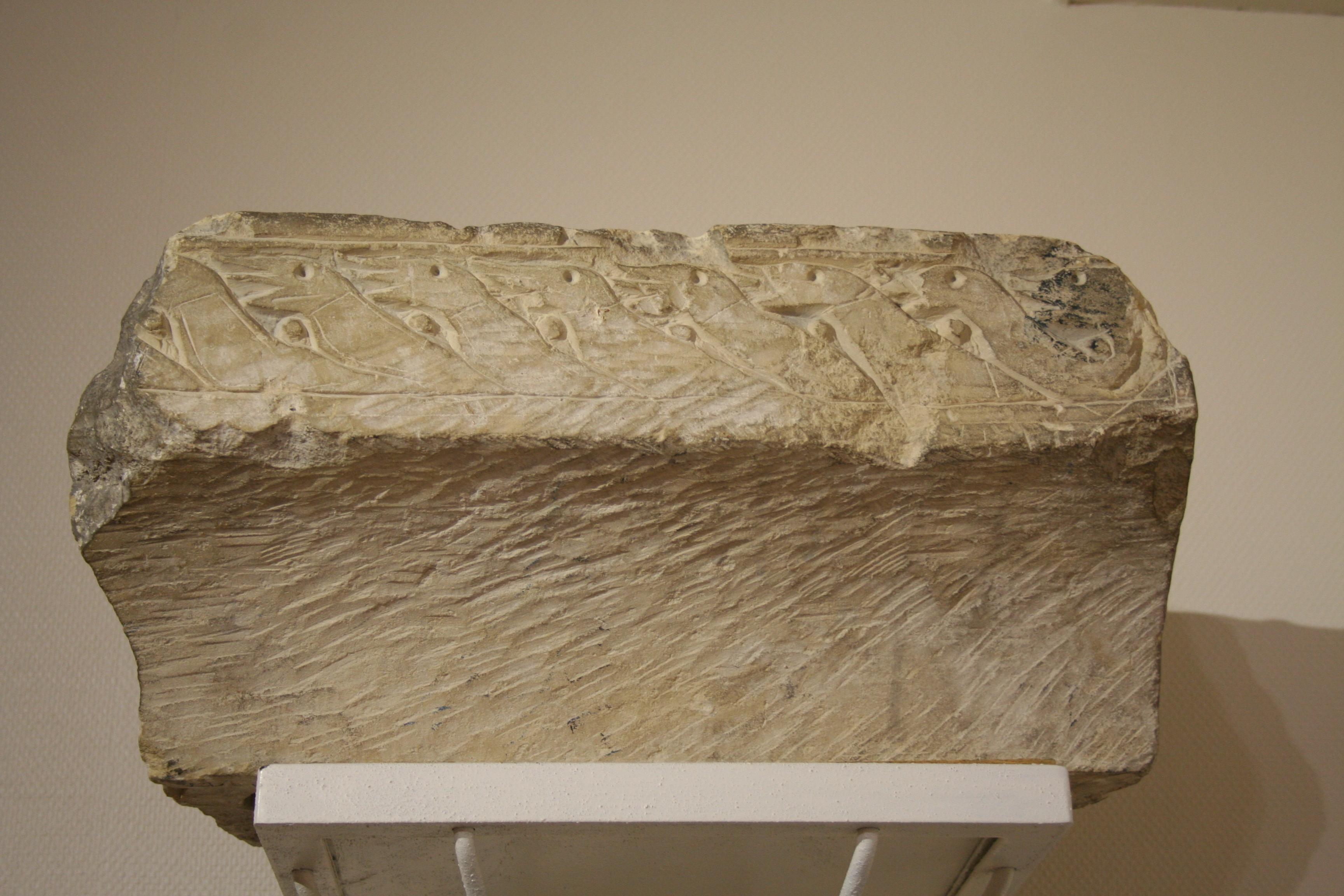
Frise aux oiseaux de Saint Pierre.

#### Populations de l’actuelle Normandie

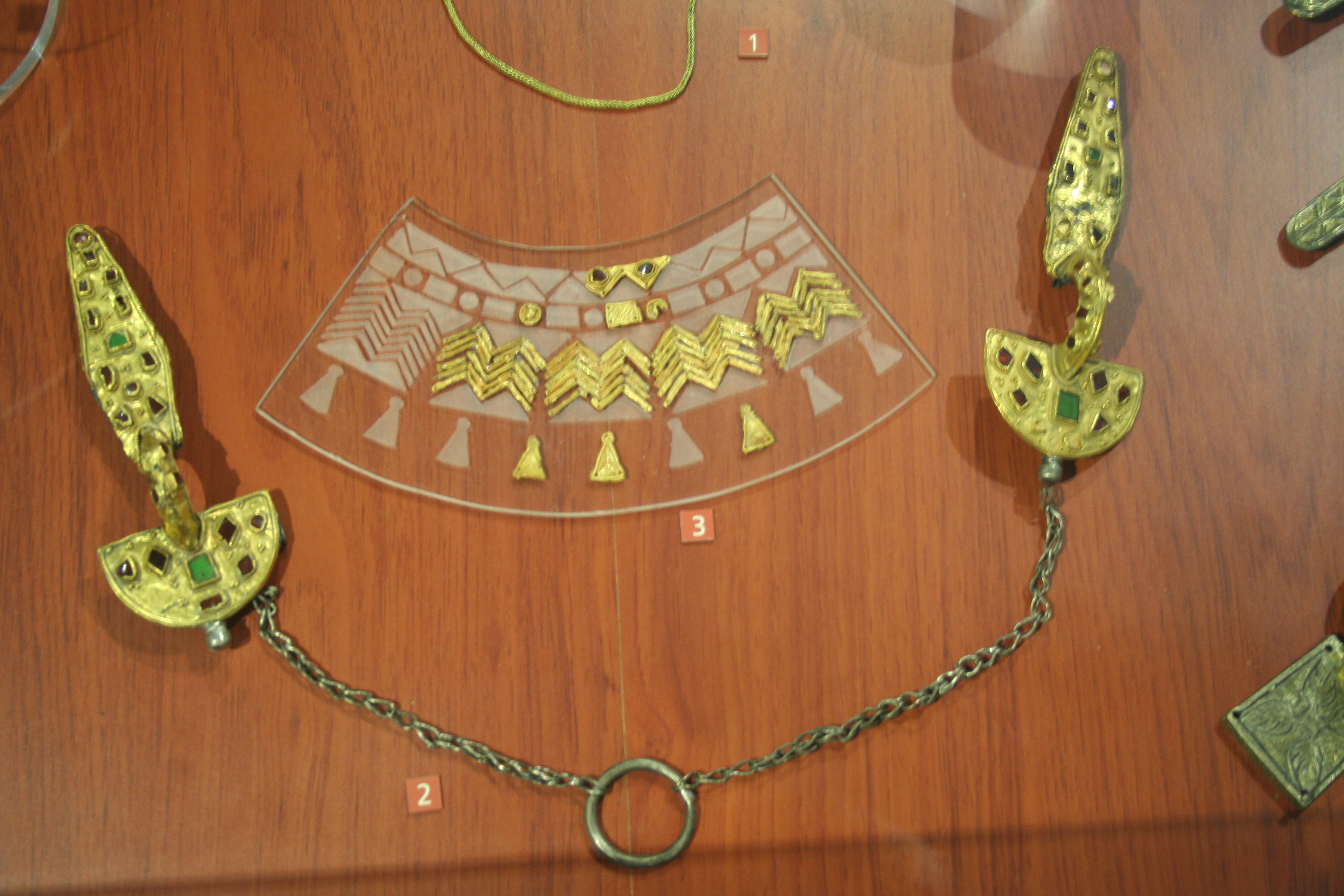
Certains des éléments du trésor d'Airan : chaîne tressée, fibules ansées et parure.

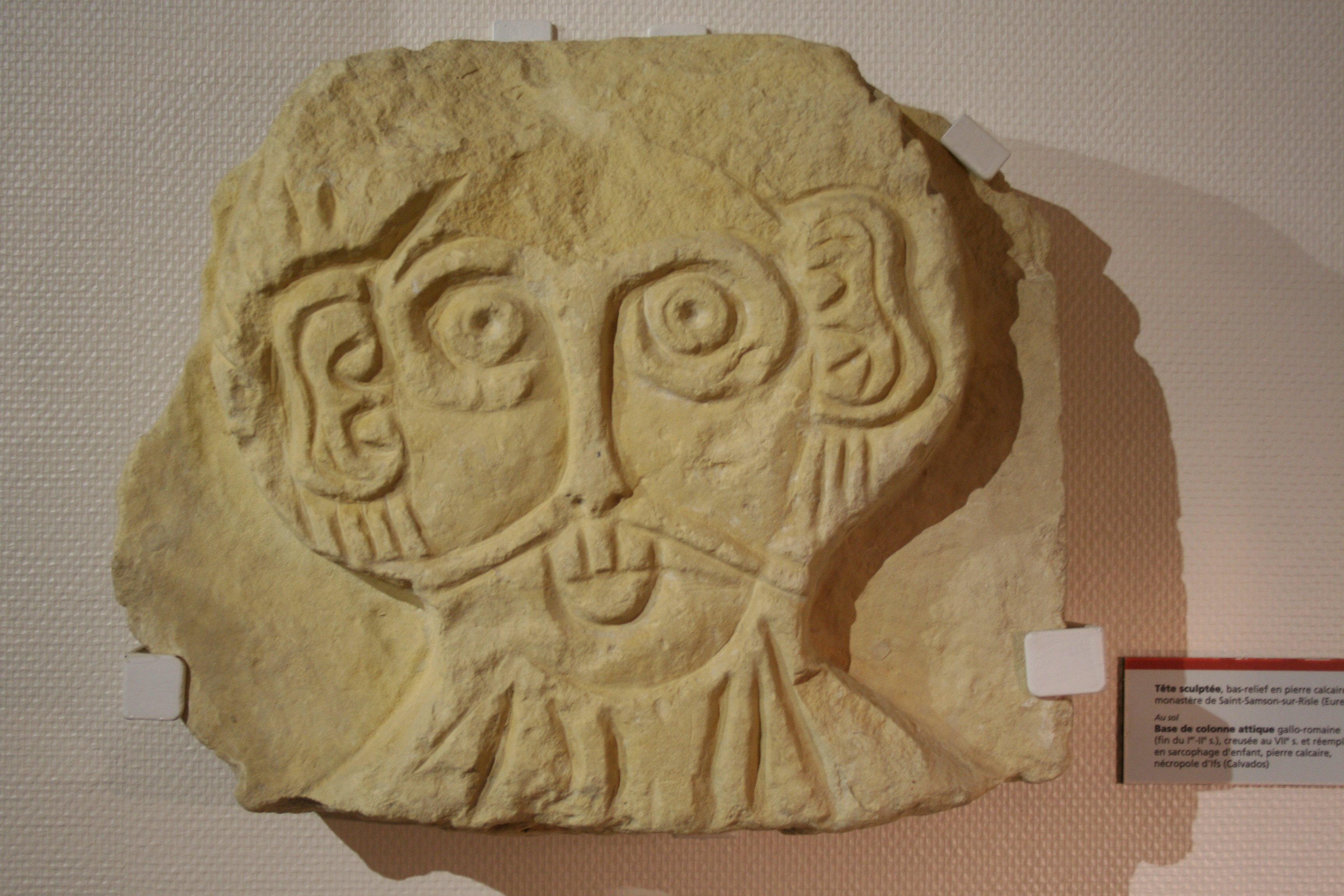
Tête pré-romane de Saint-Samson-sur-Risle.

Des populations barbares fédérées à l'Empire s'installent à la fin du IVe siècle et le milieu du Ve siècle pour défendre la frontière maritime du litus saxonicum, et des liens culturels se tissent. Des Saxons s'installent dans le Bessin et la vallée de l'Orne et prêtent allégeance aux Francs aux VIe siècle-VIIe siècle. Les Vikings pillent régulièrement la région au IXe siècle et s'installent définitivement en 911, et cet espace soumis à leur domination s'élargit dans le premier tiers du Xe siècle.
Le Trésor d'Airan découvert à Moult en 1876 est daté du (1er tiers du Ve siècle). La sépulture d'une princesse barbare témoigne d'échanges culturels importants car le mobilier est romain, germanique, alano-sarmate : fibules reliées par une chaîne en argent, plaques-appliques en or, boucle d'oreille, plaque-boucle, collier.
Les fouilles des nécropoles, en particulier dans les années 1980, ont livré du matériel d'origine barbare : boucle d'oreille masculine, fibules en argent, fibules ansées. La présence orientale est marquée également par des preuves anthropologiques, ainsi des crânes déformés ont été retrouvés, semblables à ceux pouvant être retrouvés en Crimée par exemple.
Le musée possède des témoignages de la présence de mercenaires barbares dans l'armée romaine à la suite de la seconde vague d'invasions : ceintures de Frénouville et de Saint-Germain-du-Chemin, fibules ansées de la nécropole de Saint-Martin-de-Fontenay (fin du Ve siècle). Ces mercenaires, installés avec leurs familles, se mêlent aux populations locales.
Le fond de la population de la région demeure au VIe siècle le même que depuis le Néolithique, même si elle diffuse les coutumes franques. Cependant des apports extérieurs ont été mis en évidence par la toponymie et aussi des découvertes archéologiques comme la fibule circulaire d'origine anglo-saxonne trouvée non loin de Bénouville et des fibules cupelliformes de provenances diverses mais toujours découvertes en milieu funéraire (fin du Ve siècle). Un bel exemple en est la fibule cupelliforme anglo-saxonne de bronze de Frénouville.
Les VIe siècle et VIIe siècle sont illustrés par les fibules circulaires de Giberville et Sannerville, des bractéates en or et des vases non tournés. Ces découvertes sont peut-être le signe d'installations anglo-saxonnes à finalité commerciale. Du dernier siècle de cette période est datée la belle stèle funéraire de Mondeville-Trainecourt, avec un visage gravé, découverte lors de fouilles du début du XXe siècle.
Il y a peu de vestiges de la période suivante (VIIIe siècle-Xe siècle), qui est celle de la naissance du duché de Normandie et son extension définitive au milieu du Xe siècle. Des armes ont été découvertes dans la Seine, et d'autres objets ainsi le vase de Réville du VIIIe siècle et les fibules tortues de Pîtres (IXe siècle). Pour ces derniers objets, des copies en sont présentées, les originales sont au musée des Antiquités de Rouen.
Les invasions normandes sèment la destruction parmi les monastères fondés sous les Carolingiens, mais après 911 les nouveaux maîtres de la région les restaurent, ainsi qu'en témoignent les éléments architecturaux des monastères d'Evrecy, de Pental et de Deux-Jumeaux.

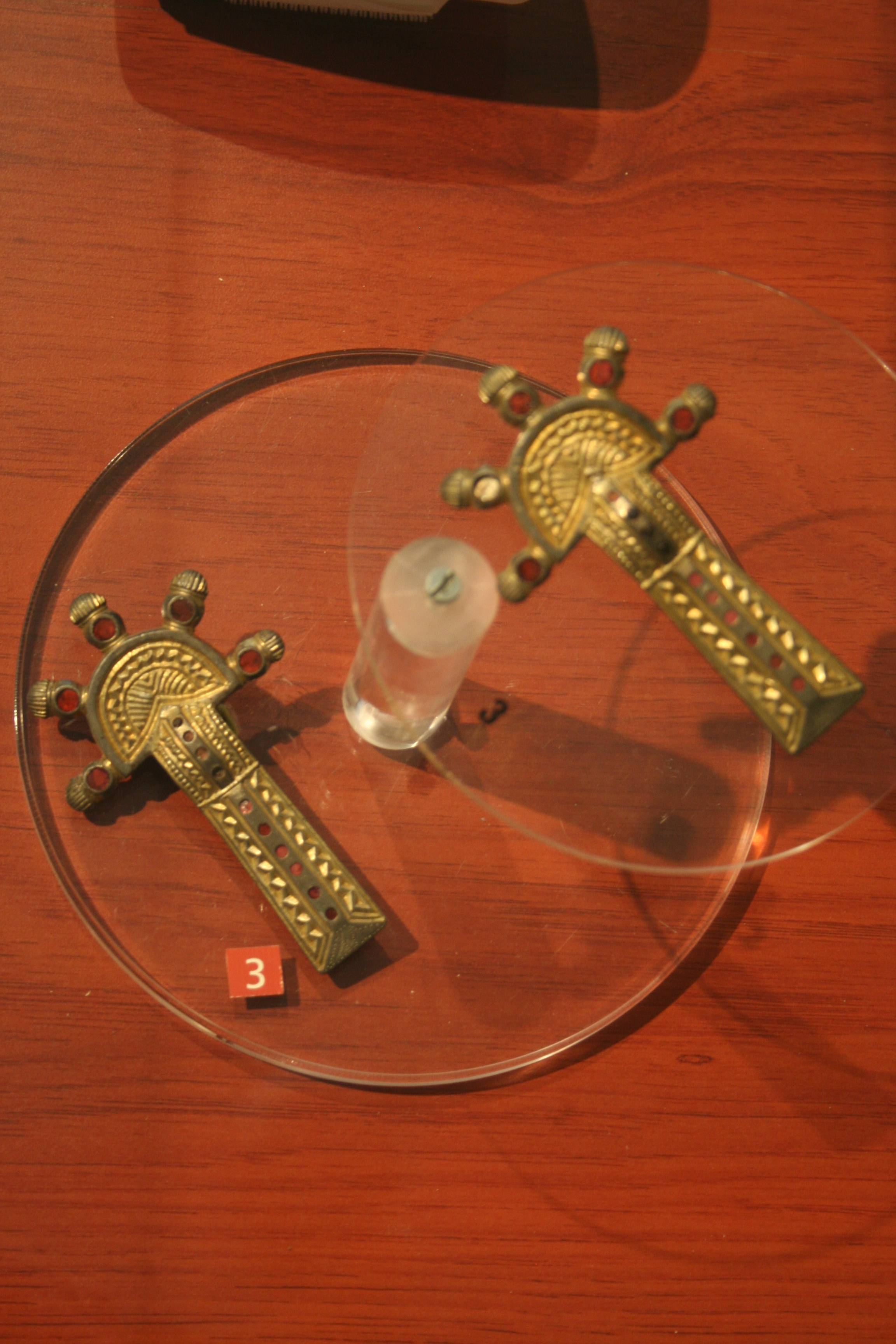
Fibules.
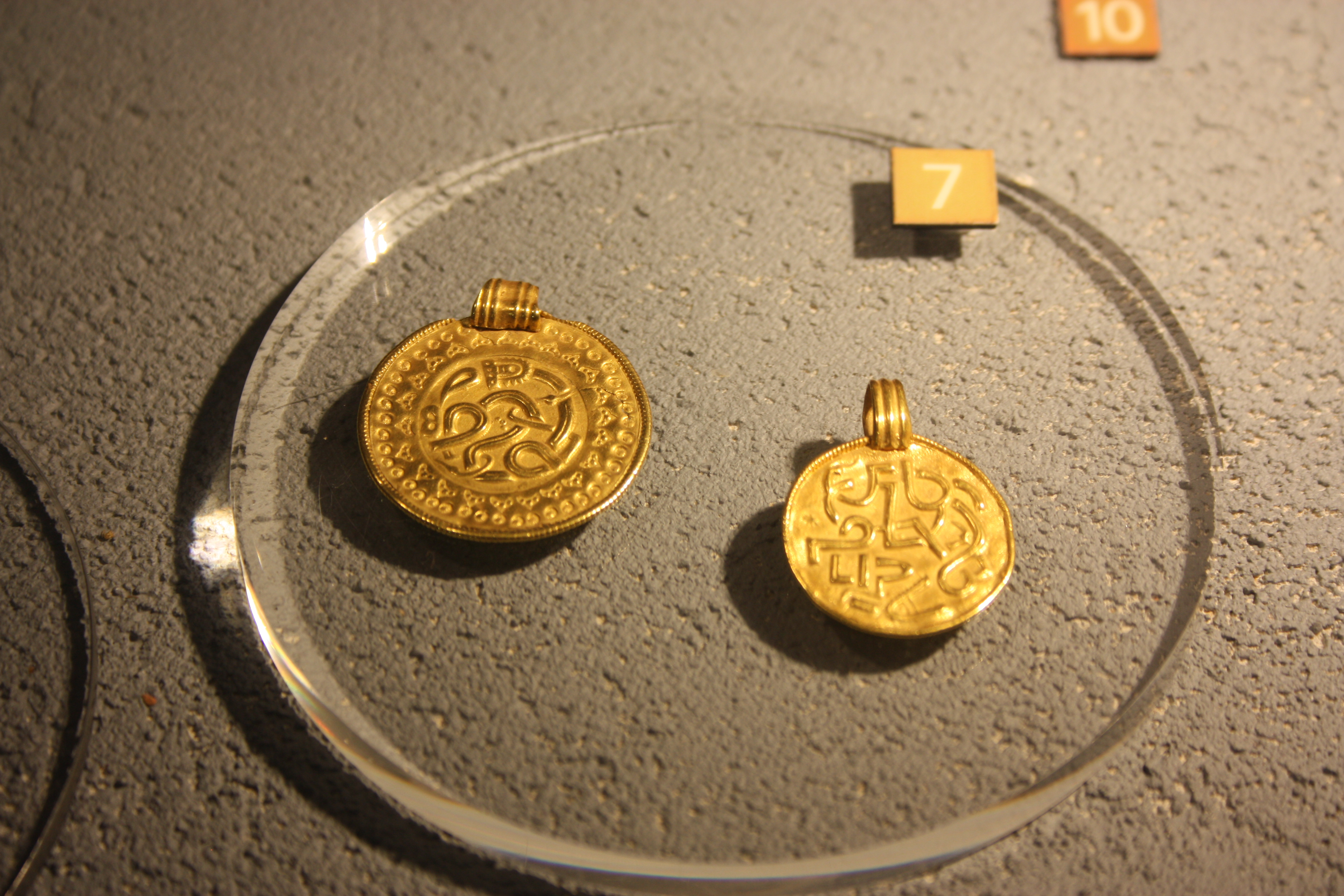
Bractéates en or d'Hérouvillette, VIe siècle.
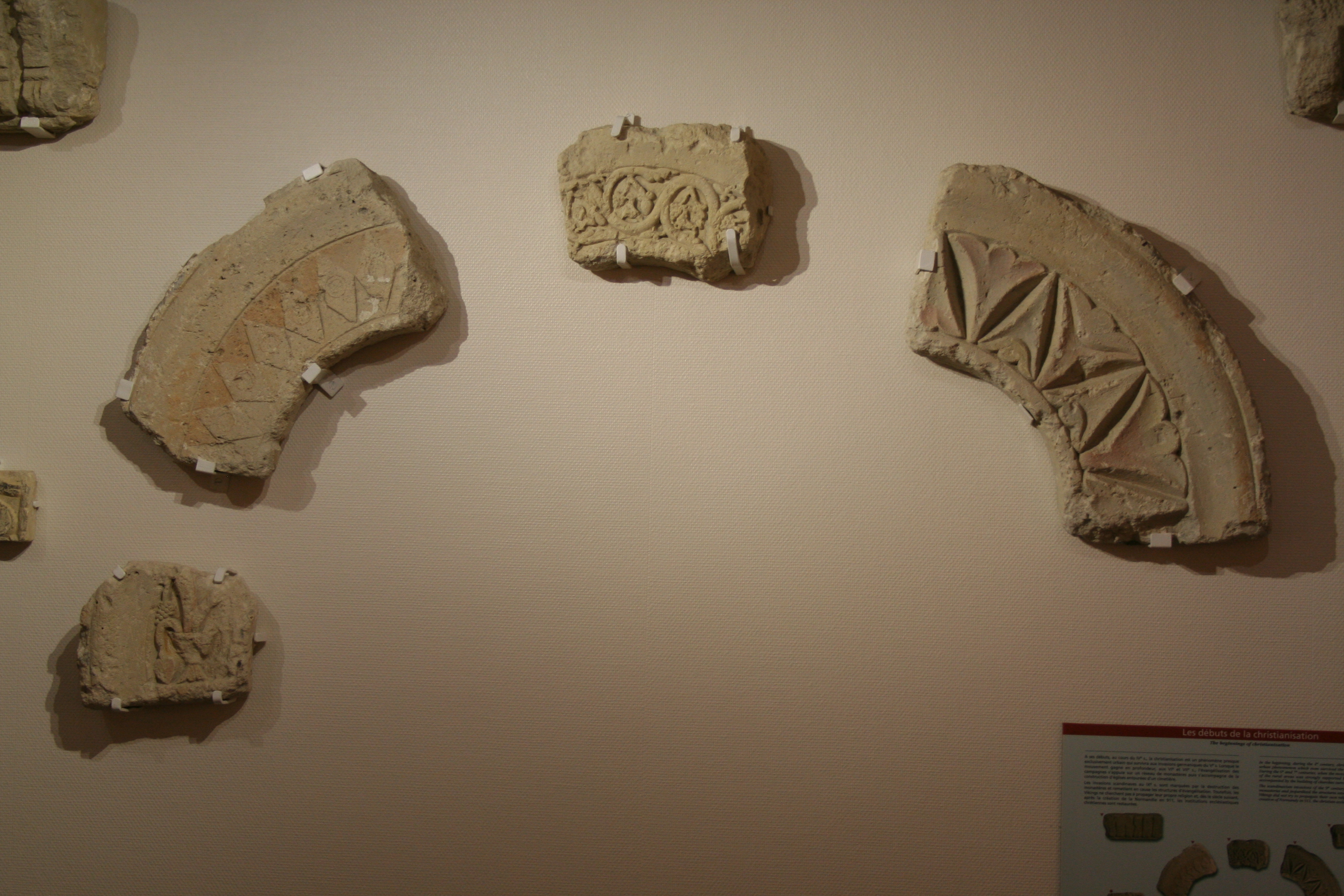
Vestiges lapidaires de monastères préromans.
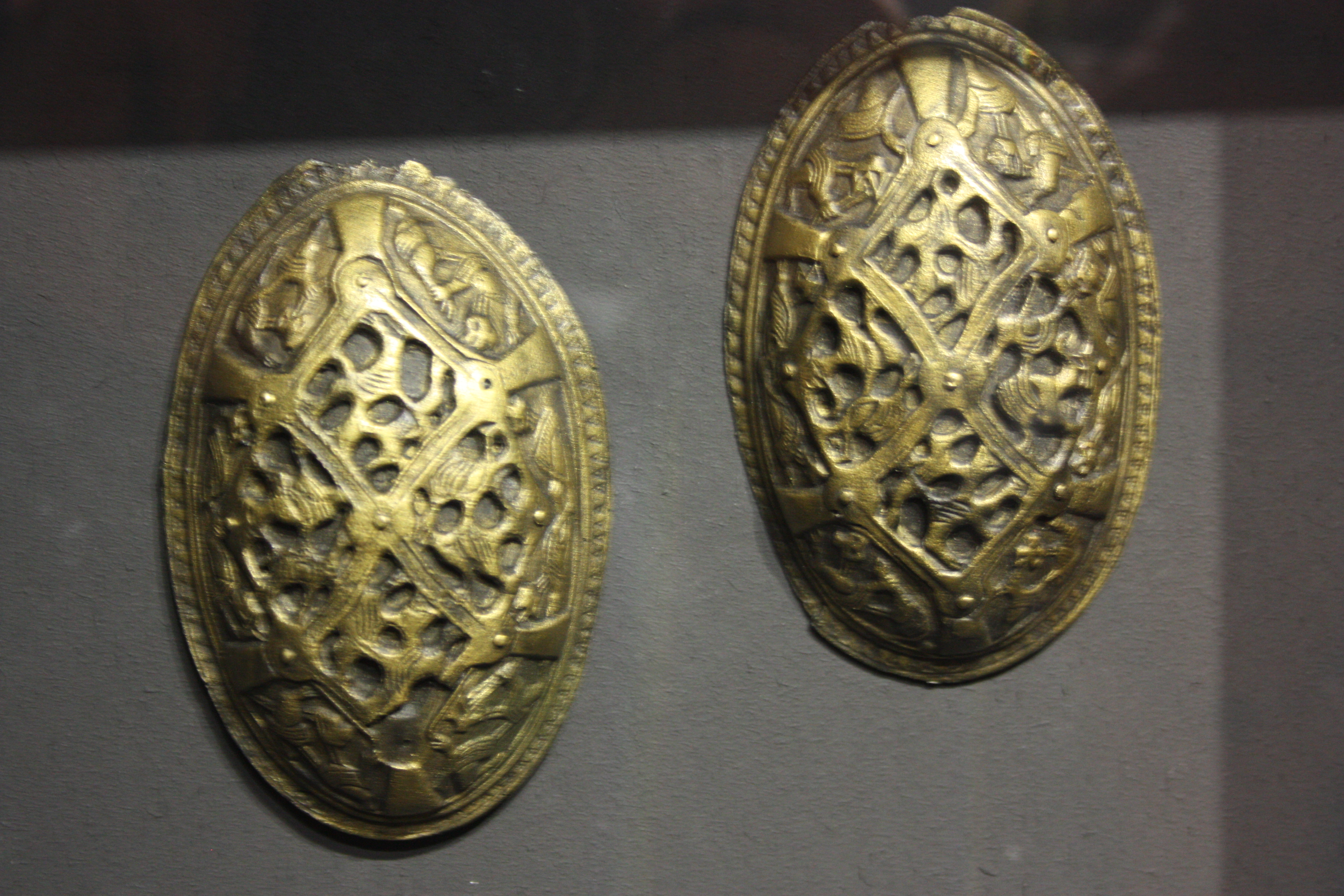
Copies des fibules tortues de Pîtres.

### Paysages et paysans

#### Paysages et habitats

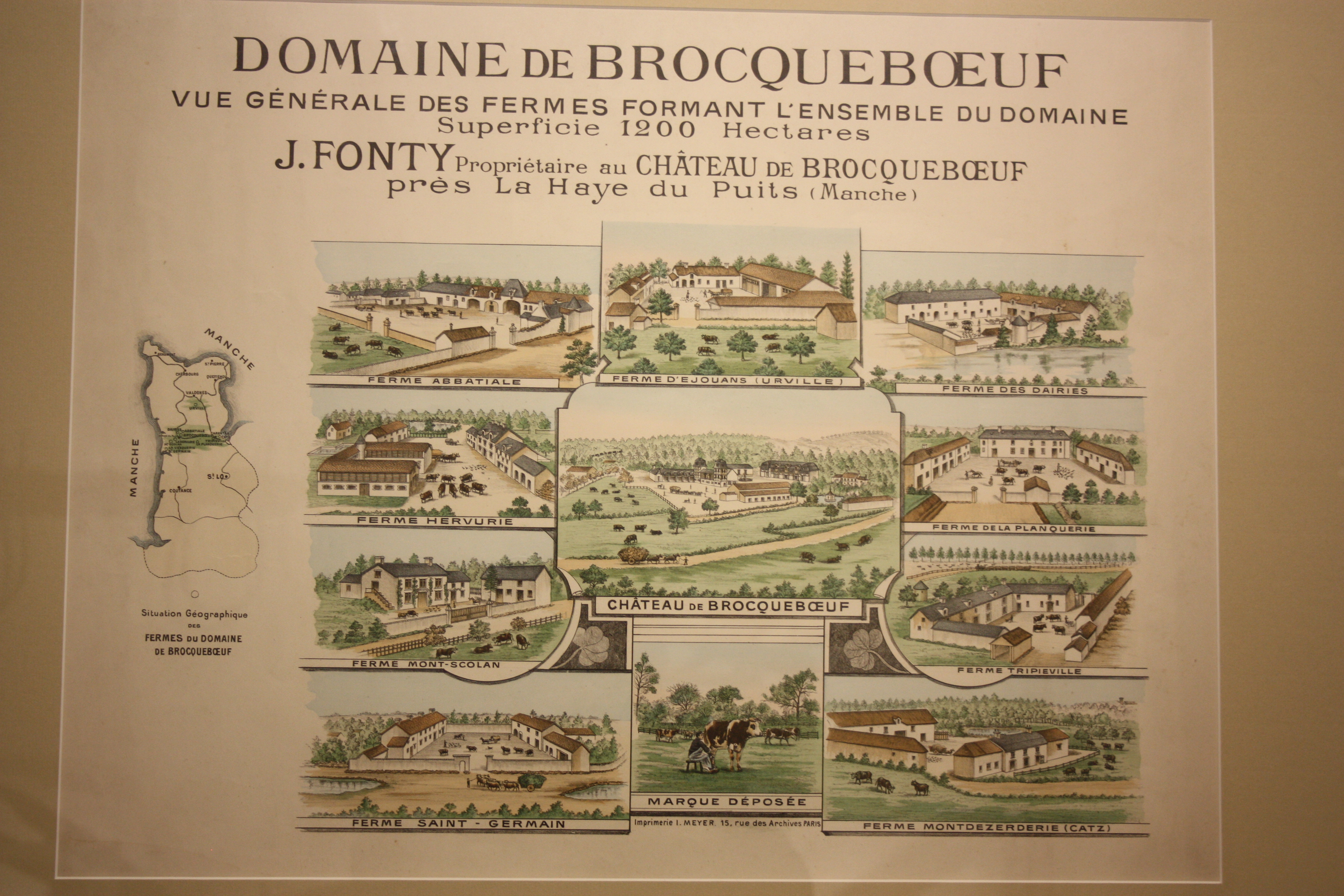
Le domaine de Brocquebœuf à Lithaire, un grand domaine du début du XXe siècle.

Le musée présente les paysages ruraux en particulier les deux systèmes agraires que sont le bocage et la plaine sous forme de maquettes de la situation à la fin du XVIIIe siècle : une représentation du pays de Caux permet d'exposer le système des champs ouverts, le pays de Vire permettant d'illustrer pour sa part le bocage.
La densité de la population varie et la structure des villages va du hameau au bourg.
L'habitat est divers, en raison des techniques de construction (constructions à pan de bois ou en pierres) et de la configuration des lieux.
Cette diversité est illustrée par des maquettes de fermes : maquette d'une ferme de Pommereuil, fermes à cour ouverte ou à cour fermée. La ferme de Pommereuil représente une ferme à cour ouverte du pays d'Ouche, à Sainte-Marthe, dans son état de 1943. Les bâtiments s'ouvrent sur une cour vaste d'un hectare, et l'installation dispose d'une mare et d'un potager. Parmi les bâtiments, un logis et un colombier sont datables d'avant le XVIe siècle. La ferme de la Bataille à Harcanville représente quant à elle une ferme à cour masure du pays de Caux. L'exploitation est située dans une cour fermée par un talus planté de hêtres. Les cultures sont organisées en grandes parcelles. La bâtisse est à pans de bois sur solins de pierre de silex et de brique. La ferme de la Noë de Rouxeville représente une ferme du bocage saint-lois des XVIIIe siècle-XXIe siècle. Les bâtiments sont en schiste et se présentent sur une cour ouverte.

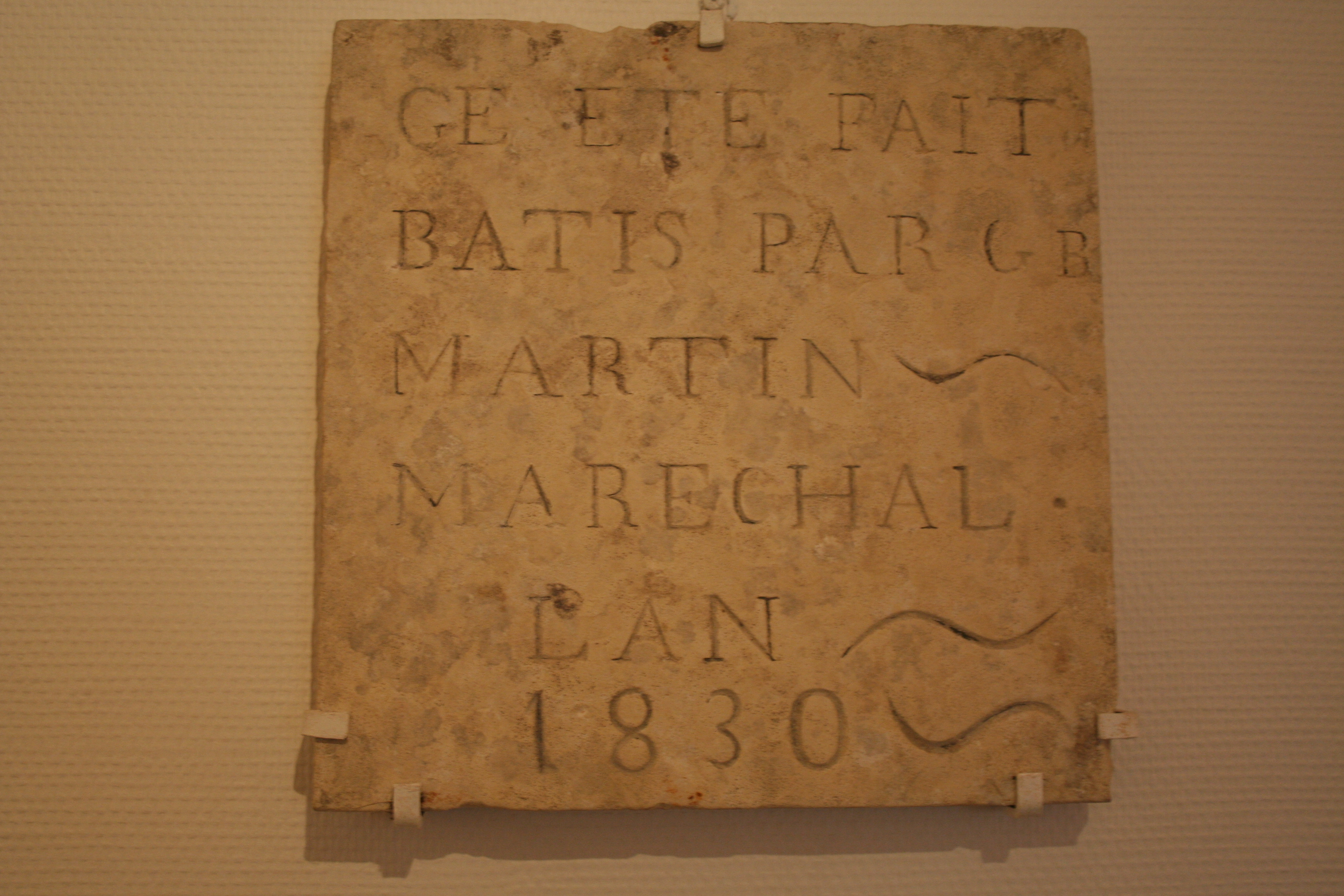
Pierre gravée sur une construction agricole, 1830.
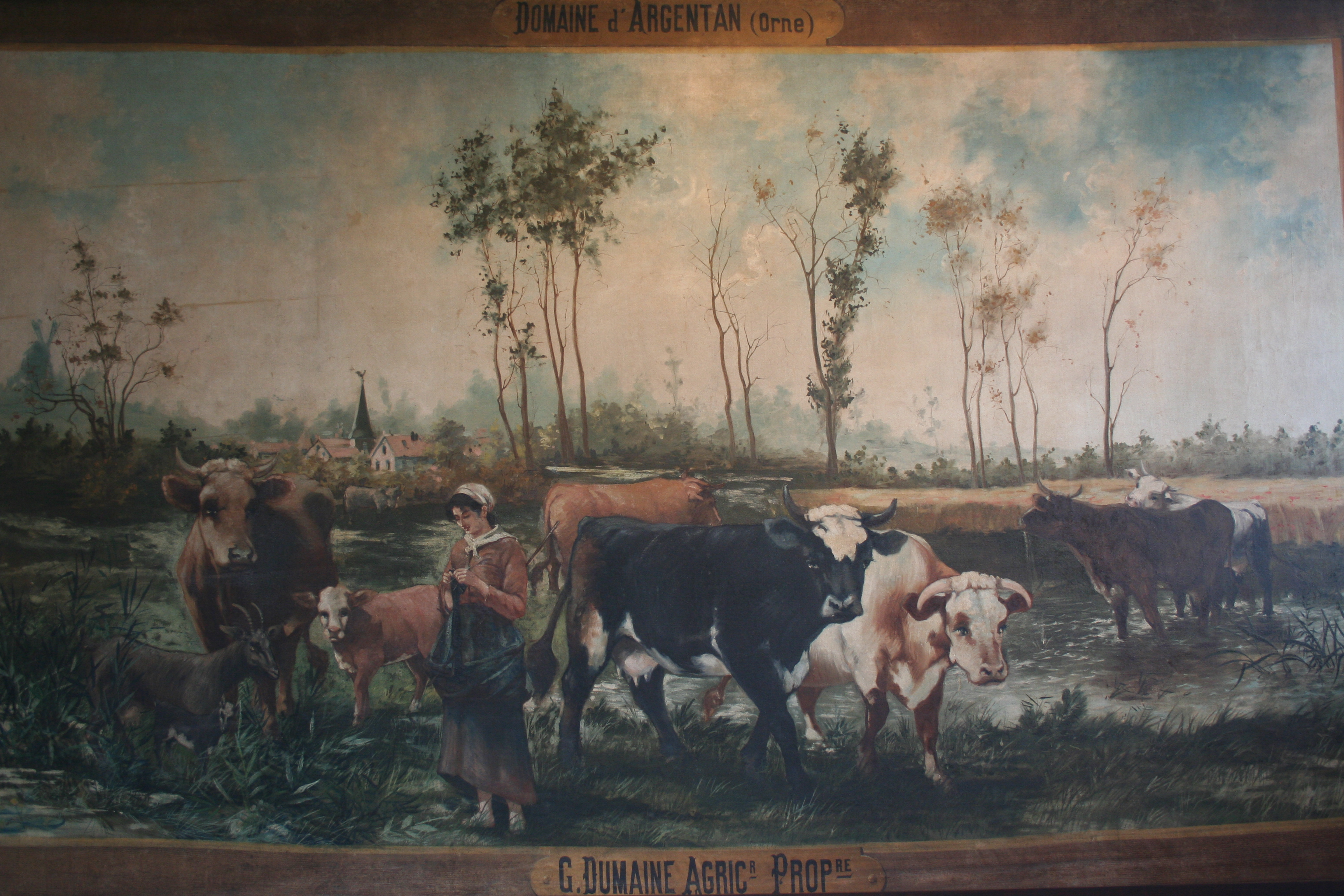
Domaine d'Argentan, œuvre réalisée pour un propriétaire.

#### Techniques agricoles

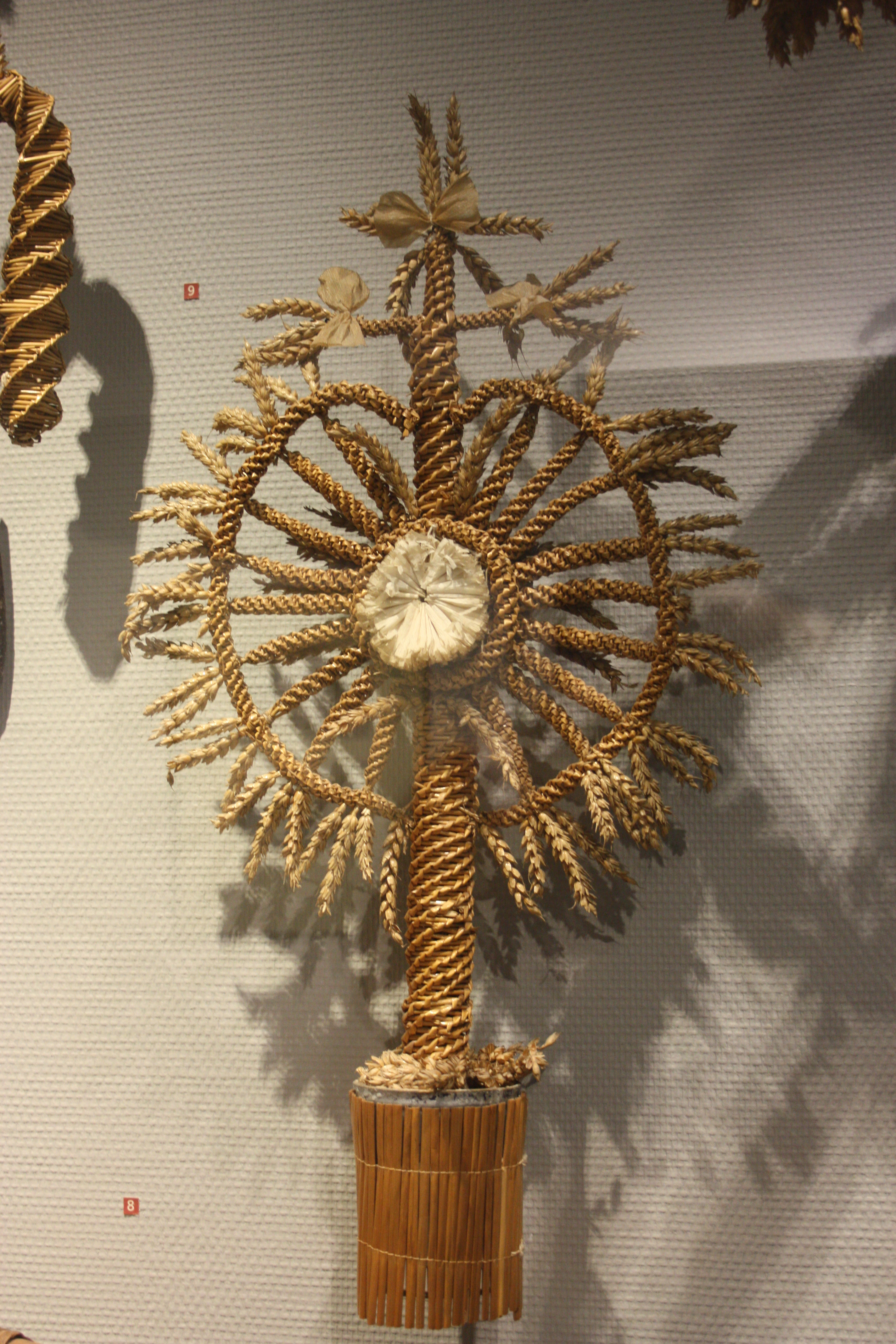
Bouquet de moisson en forme d'ostensoir.

La production de céréales est fondamentale en Normandie jusqu'aux XVIIIe siècle-XIXe siècle. Le musée présente divers matériels agricoles, dont une pelle ferrée et diverses charrues : la charrue sans avant-train, mais surtout la charrue avec avant-train à rouelles. L'attelage était bovin mais aussi équin. Le XIXe siècle connaît des améliorations techniques importantes sous l'impulsion des sociétés d'agriculture.
Le matériel destiné à la moisson a changé au XIXe siècle. Les faucilles sont peu à peu remplacées à partir du premier tiers du XIXe siècle par les faux. Cependant la moisson nécessite une main d'œuvre importante pour le battage et le vannage des blés, ce qui occasionne les corvées effectuées de façon solidaire par tous les voisins. La fin de la moisson était marquée par la remise du bouquet de moisson, parfois très travaillé comme en témoigne le bouquet en forme d'ostensoir de Saint-Gilles-de-Crétot (XIXe siècle).

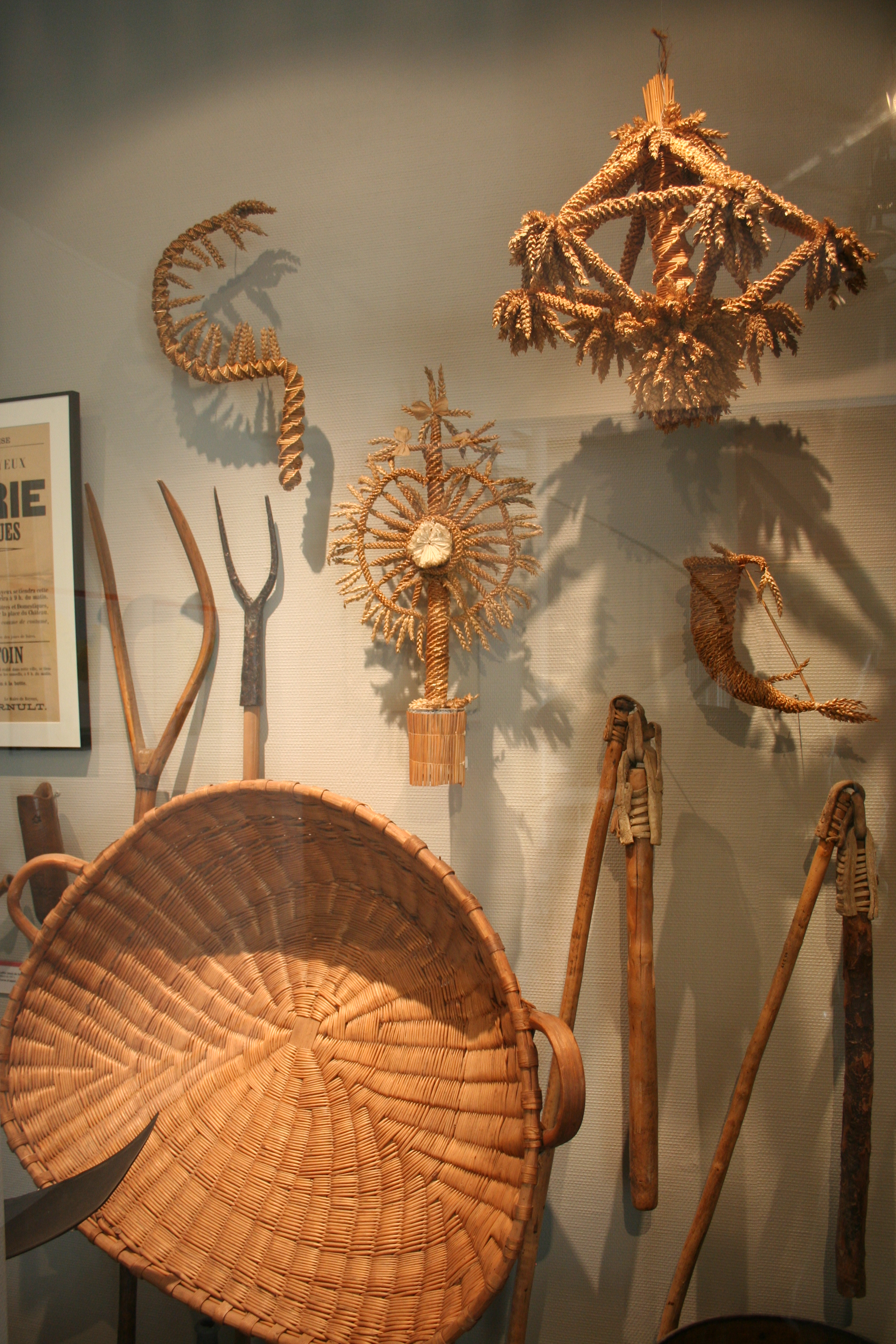
Vannerie et bouquet de moisson de Saint-Gilles-de-Crétot.
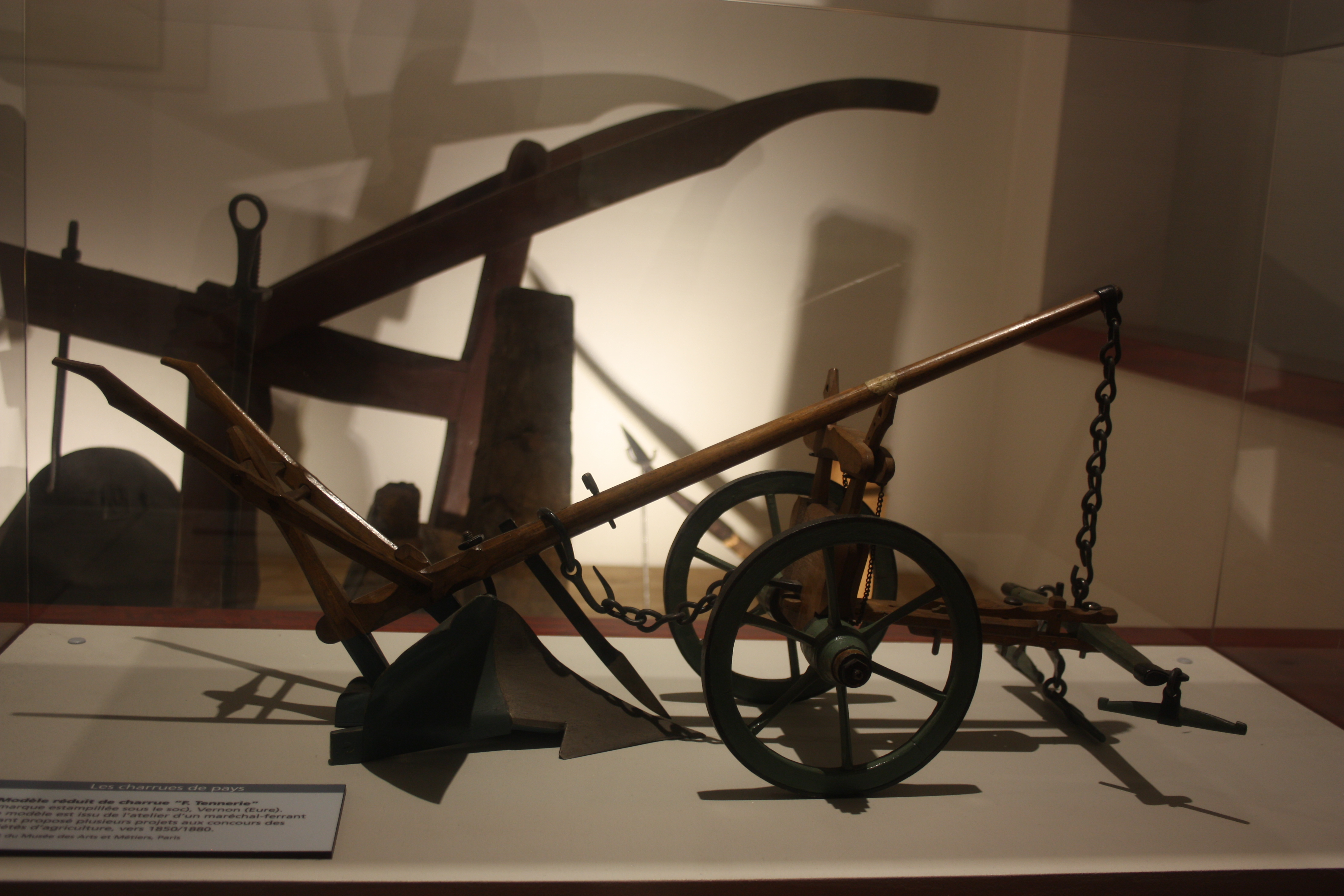
Modèle réduit de charrue « Tennerie » du XIXe siècle, Vernon, réalisé par le Conservatoire national des arts et métiers.
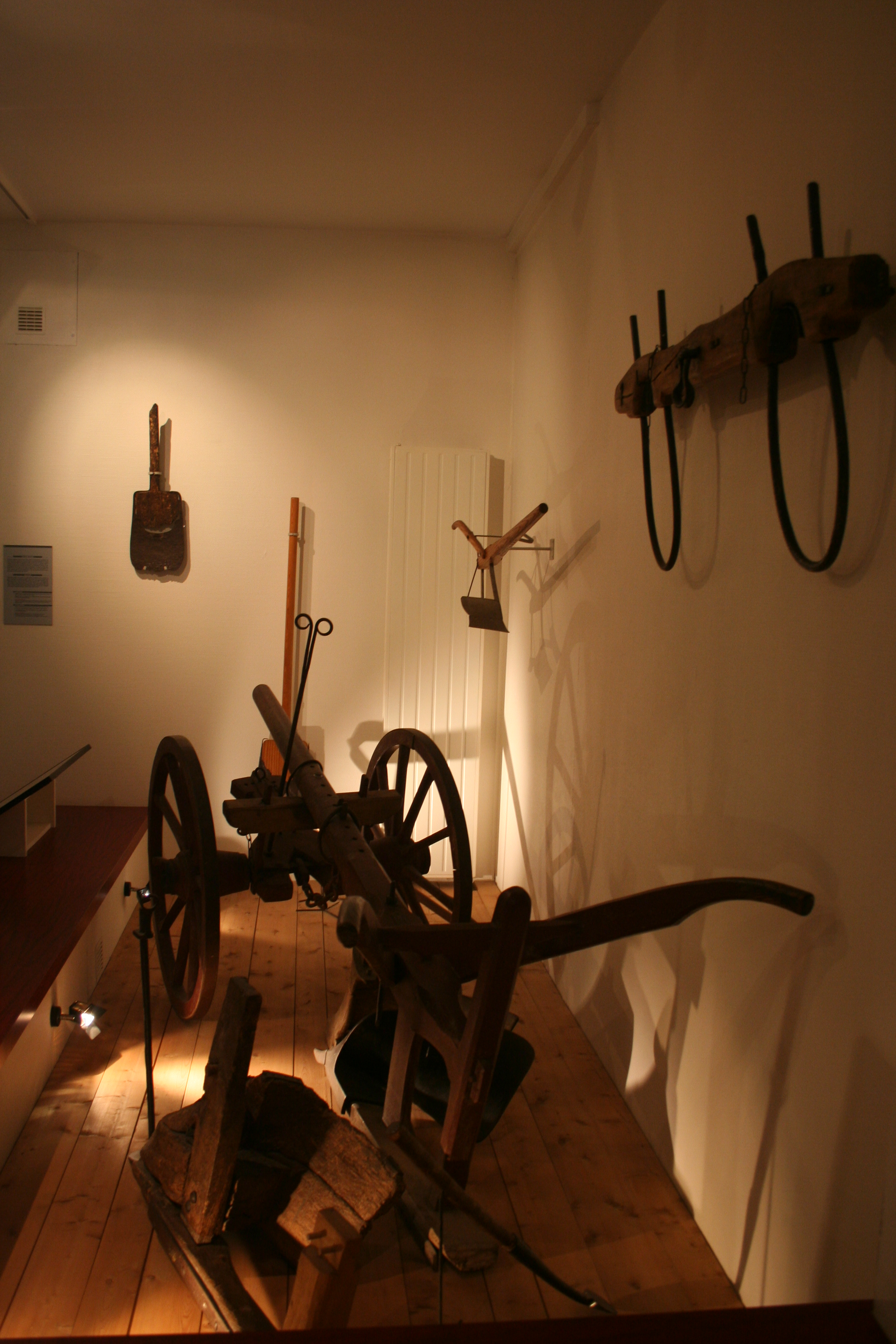
Divers matériels agricoles.
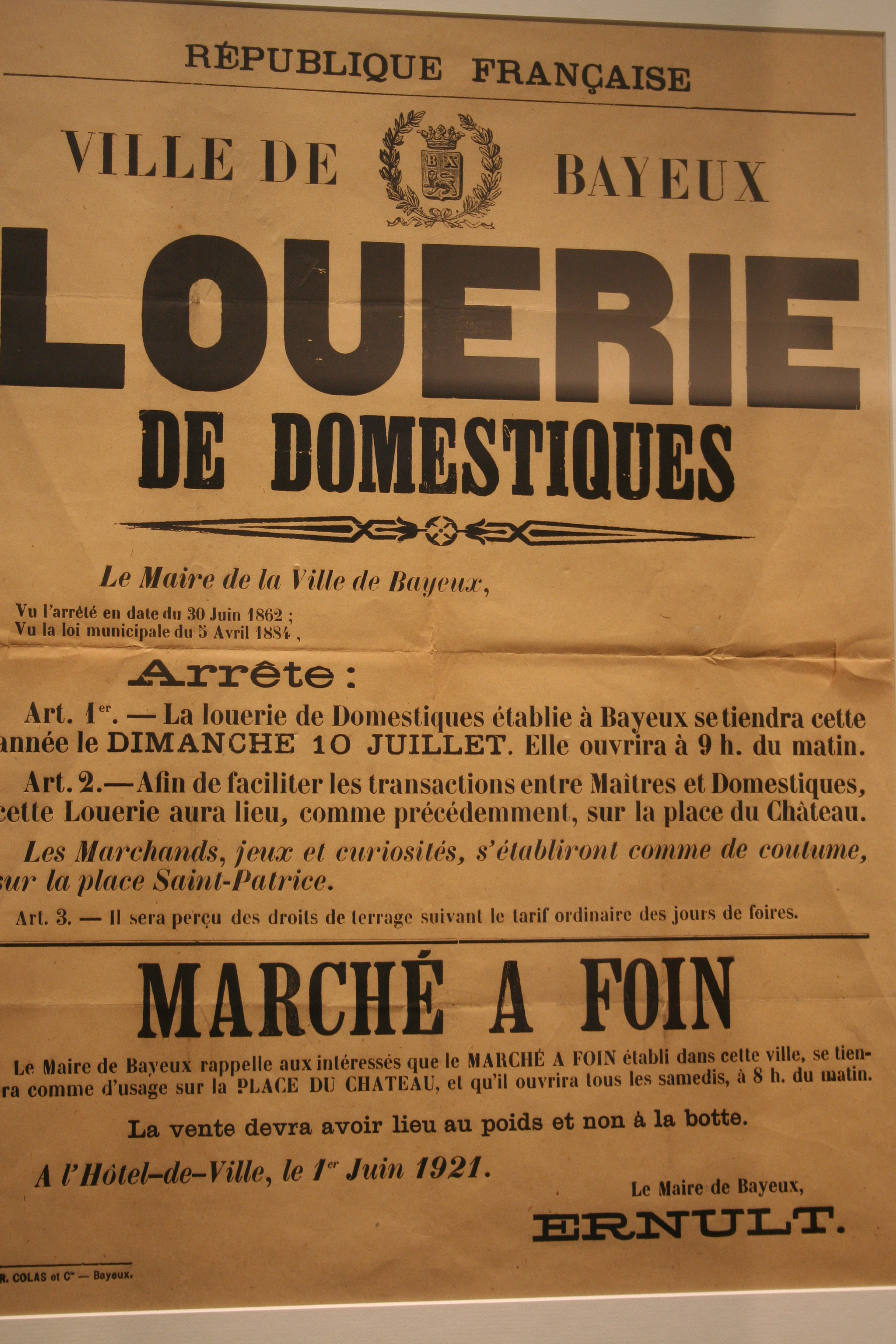
Affiche pour une louerie de domestiques à Bayeux.

#### Produits laitiers et cidre

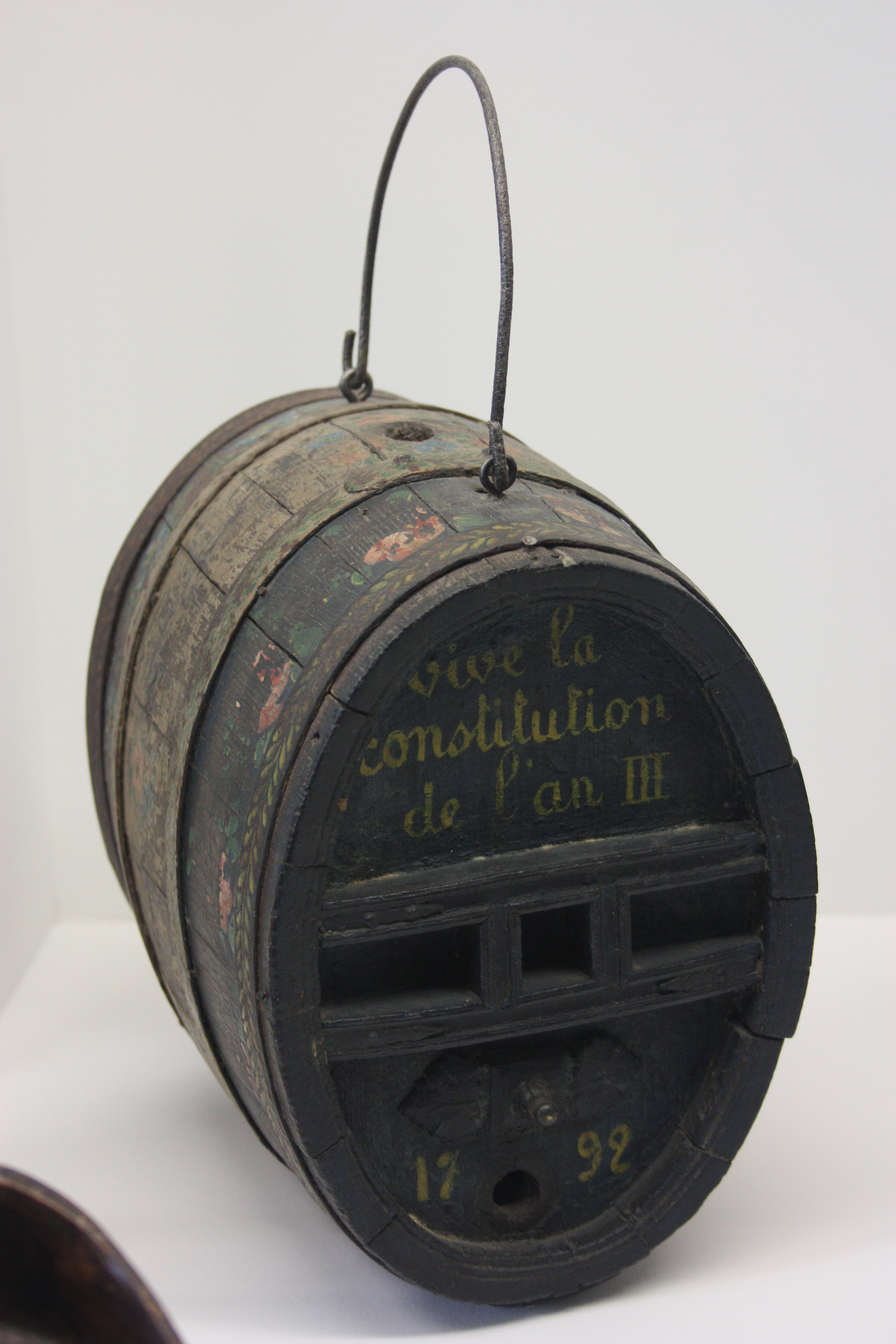
Tonnelet destiné à contenir du Calvados, commémorant la Constitution de l'an III.

L'élevage et les produits dérivés du lait sont très importants en Normandie encore actuellement. Déjà engagée dès l'époque moderne, la généralisation de cette production à l'ensemble de la région est récente et est postérieure à 1850, le couchage en herbe devant être mis en liaison avec les besoins de Paris et le développement du chemin de fer. Ce changement entraîne un processus de sélection pour l'espèce bovine dite normande (née officiellement en 1883) sous l'impulsion du ministère de l'agriculture et surtout des éleveurs locaux soucieux d'avoir un cheptel de qualité pour la viande et aussi pour la production laitière. Sont exposées des plaques de récompense de concours agricoles. L'espèce est cependant actuellement en déclin au niveau national, sauf en Normandie, après un optimum au milieu des années 1950. Le musée présente le grand tableau de Christian Skredsvig, Une ferme à Venoix (1881), qui témoigne du développement de l'élevage.
La traite a souvent lieu en extérieur et nécessite du matériel : cruches de transport de lait de Villedieu-les-Poêles, bidons à lait, canes à lait en cuivre. L'animal destiné au transport était l'âne.
Le musée présente des ustensiles destinés à la fabrication du beurre. D'abord fabriqué dans des céramiques de grès (chaudières), le beurre est fabriqué ensuite dans des barattes. Le beurre était salé pour d'évidentes raisons de conservation, et conservé dans des pots-saloirs. Un saloir particulier fut mis au point pour être transporté aisément, le mahon.
Le cidre et le calvados sont également représentés dans le musée. Le cidre, présent dès l'époque médiévale, se développe aux XVIIIe siècle-XXe siècle. Le pressoir était un élément important des grandes exploitations agricoles, et le cidre était conservé en tonneaux. La bouillerie contenait l'alambic. Le musée présente une tireuse à cidre du début du XXe siècle et également de la vaisselle destinée à servir le cidre : pichets, bouteilles de verre, etc.

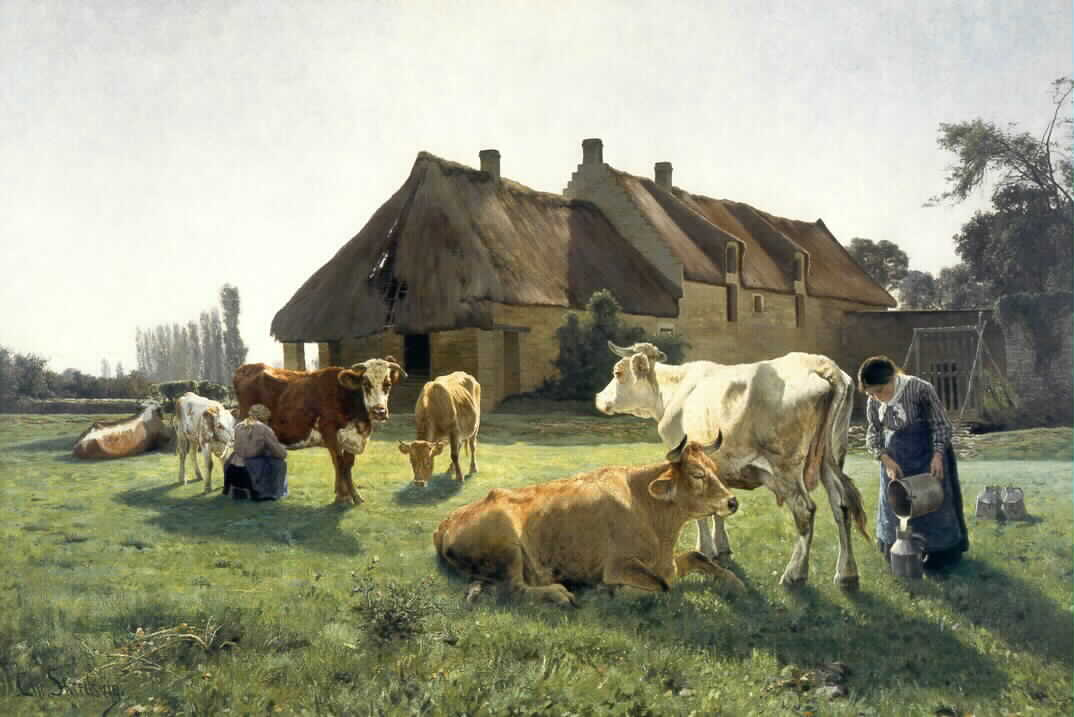
Une ferme à Venoix de Christian Skredsvig.
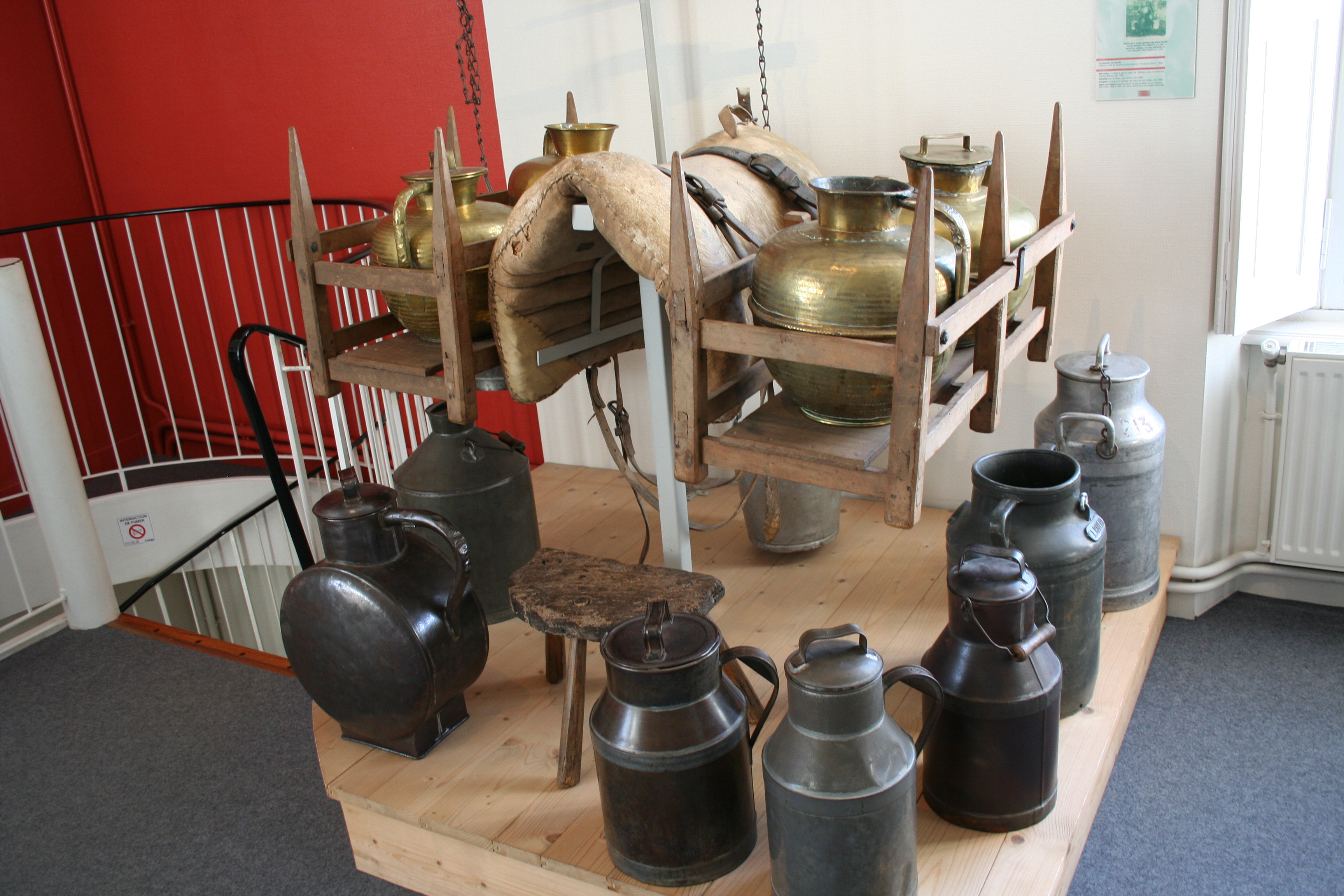
éléments destinés au transport du lait, dont des cannes en cuivre de Villedieu et des bidons à lait.
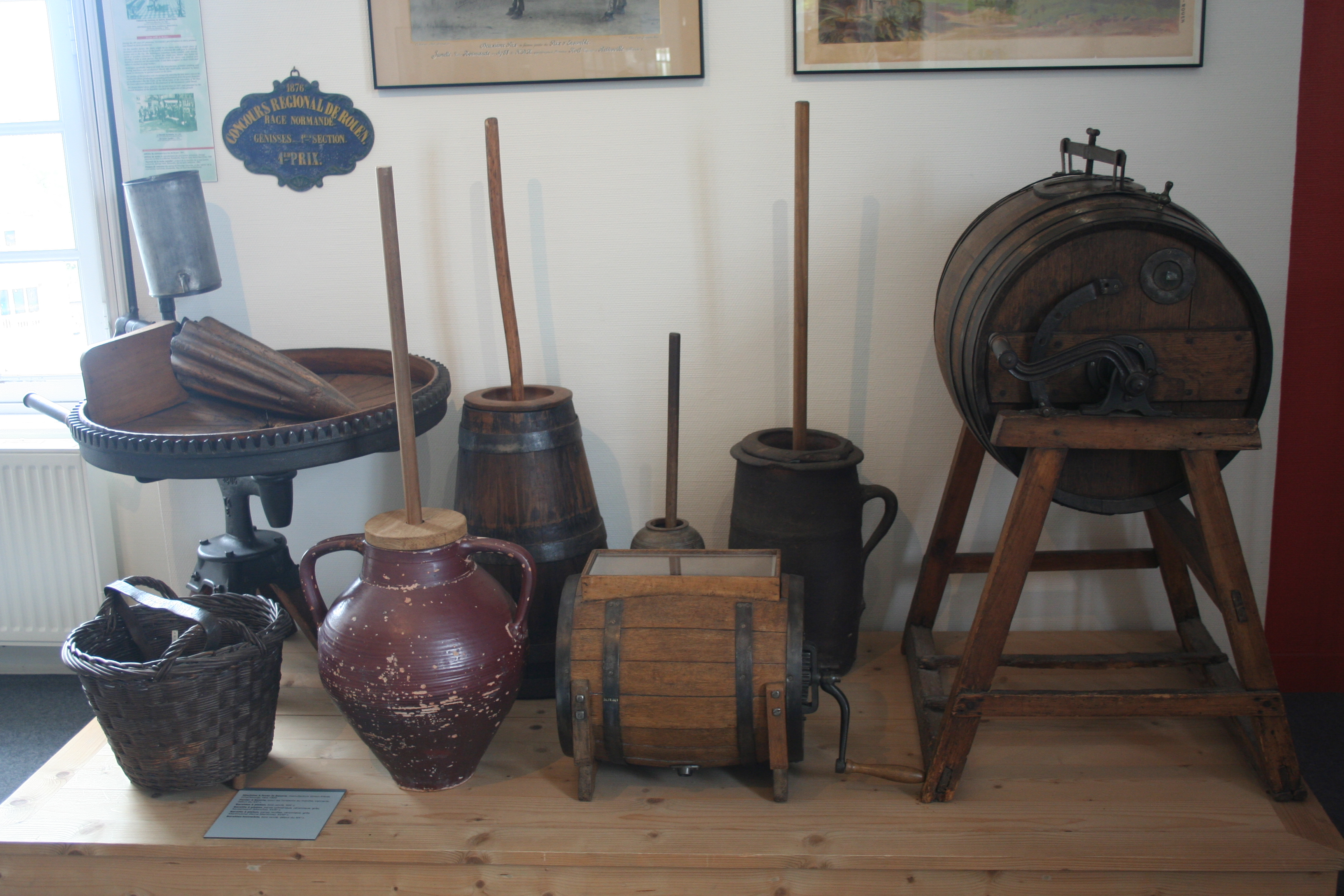
Barattes.
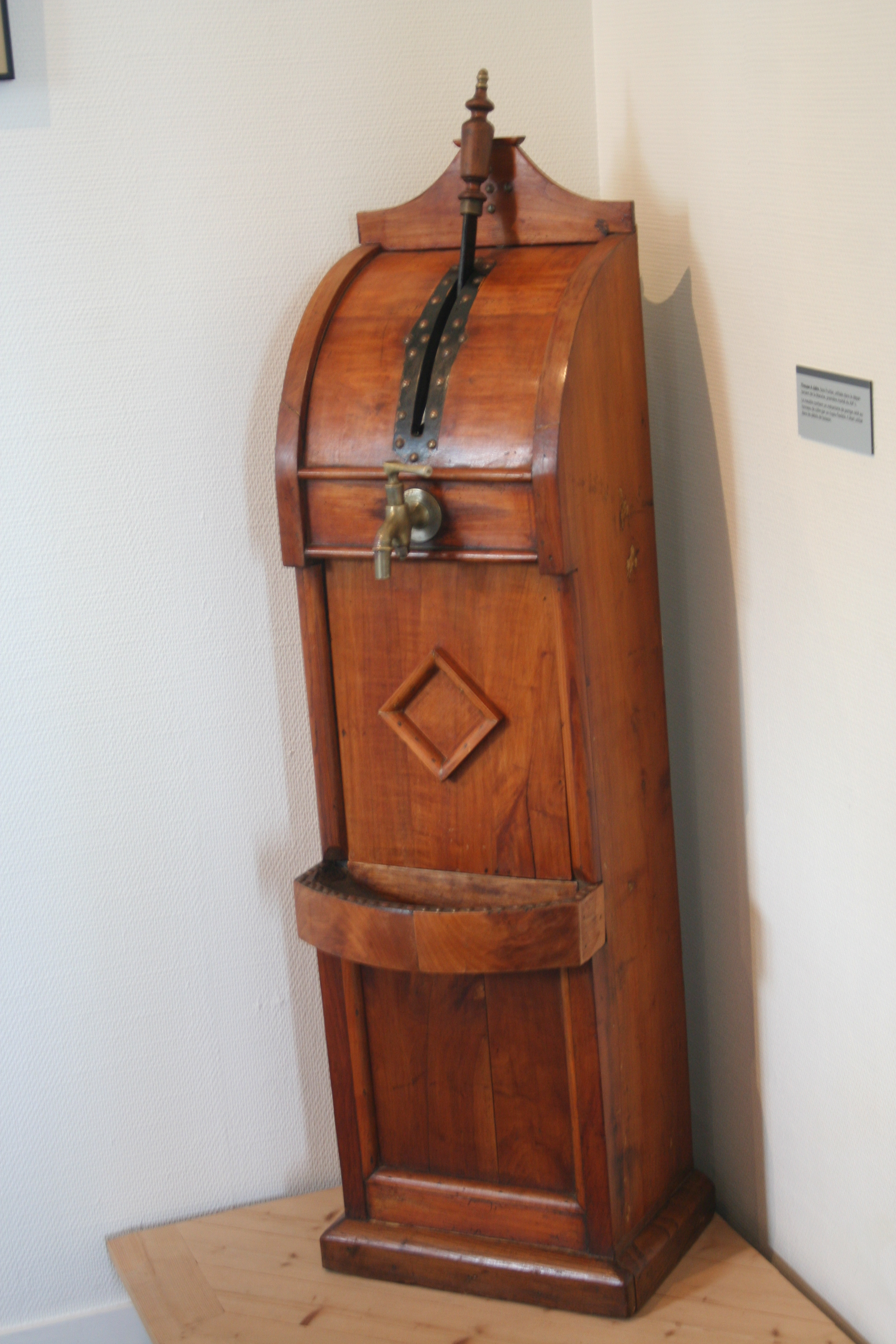
Tireuse à cidre provenant de la Manche, début du XXe siècle.
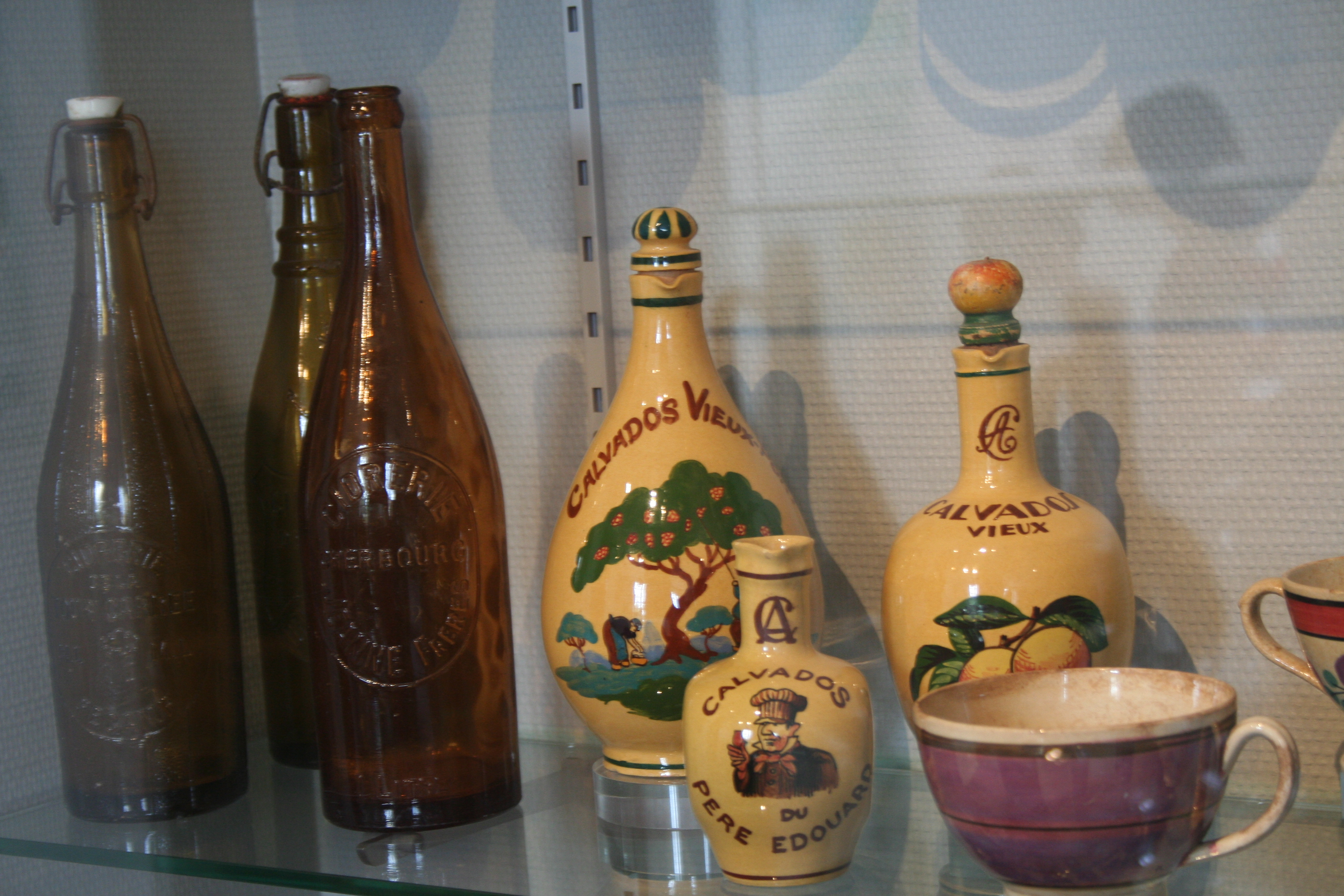
Bouteilles à calvados et à cidre.

### Artisanat et industrie

#### Céramique

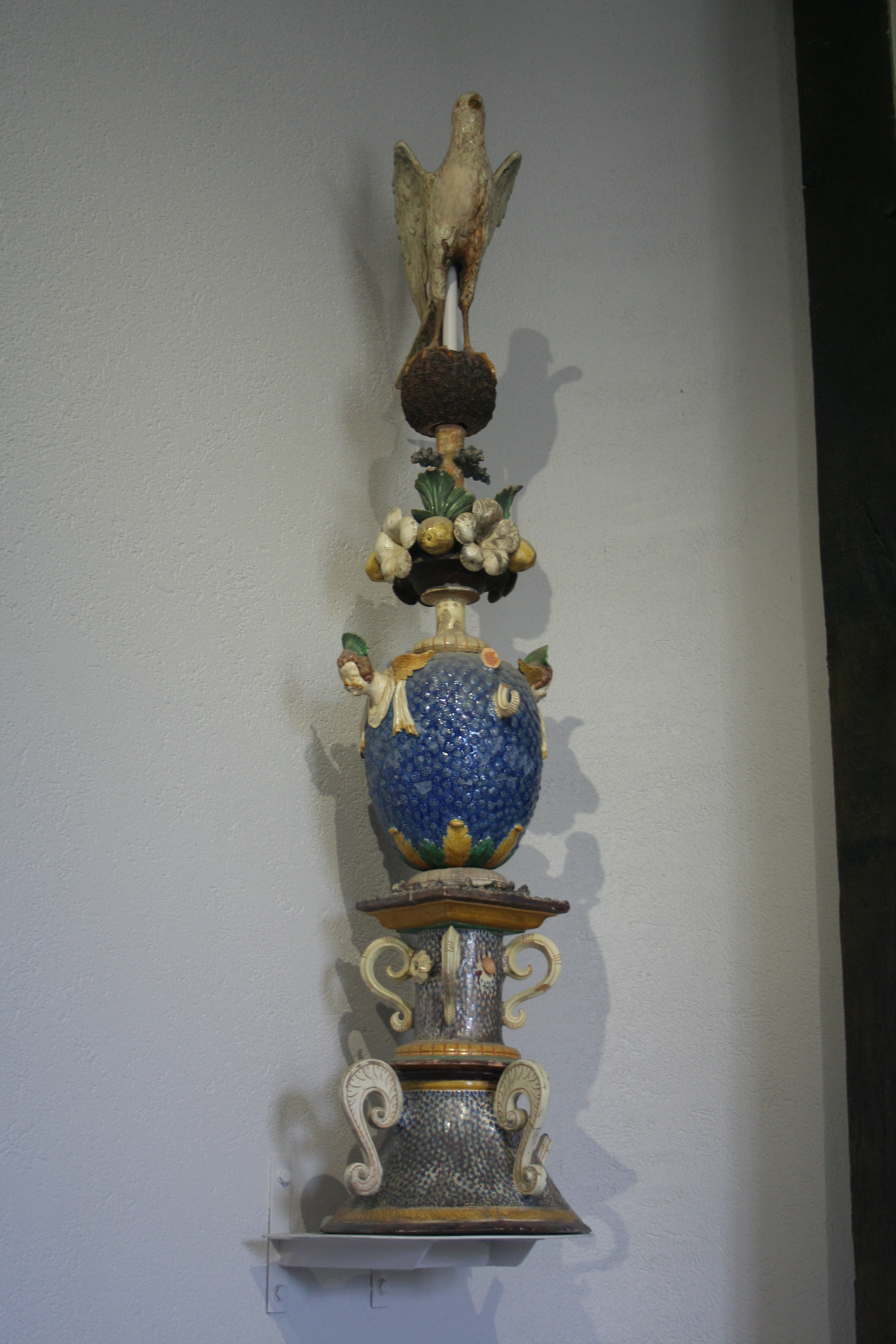
Épi de faîtage du pays d'Auge, début du XVII.

La poterie est le matériau usuel jusqu'à la fin du XIXe siècle. Le fonds de céramique présent au musée est très important. Deux techniques y sont représentées : les céramiques de grès glacurées et les poteries vernissées. Les vernissées sont celles de Mélamare, du pays d'Ouche, du pays d'Auge (Le Pré-d'Auge, Manerbe). Les grès et glacurées étaient produits à Ger, Le Neubourg, pays de Bray, mais la production de grès du Cotentin (Vindefontaine, Sauxemesnil, Néhou) est particulièrement remarquable. Parmi les centres de productions de poterie usuelle, seule celui de Noron-la-Poterie perdure.
L'usage utilitaire en est divers : peu utilisées pour la cuisson à l'époque moderne, les poteries servaient surtout pour le transport des productions agricoles, la conservation ou la consommation. Le développement de l'élevage bovin suscite la croissance de la production des ateliers spécialisés dans les récipients indispensables à cette production. Le musée présente des cruches, des gourdes et des pichets, des dames-jeannes. Les bouillottes étaient faites en partie en céramique, et cet accessoire se diffuse parmi les ustensiles domestiques liés à l'hygiène. Les poteries destinées au transport et aux produits laitiers sont bien représentées, parmi lesquels les saloirs dont des mahons destinés à conserver le beurre et produits dans le Bessin. Il y a également des vases à écrémer destinés à la fabrication de fromage. Les cruchons à calvados étaient liés à la commercialisation de cet alcool.
La poterie servait à élaborer des objets destinés à la vie sociale : tabatières, des fontaines destinées à se laver les mains et fontaines de mariage, mais aussi des pichets d'amitié, des pique-fleurs. D'autres pièces sont destinées à la fête populaire, tonnelet Bacchus et cochons de Néhou. Les objets se font politiques, comme en témoignent les représentations de Napoléon sur divers supports : pichet à cidre, bouchon de fontaine, tabatière. La poterie était utilisée également pour des objets à finalité religieuse, dont des bénitiers et des statuettes.
La céramique servait également dans la construction, avec des pavés vernissés, des tuiles faîtières, des épis de faîtage du Pré-d'Auge répandus à partir des XVIe siècle-XVIIe siècle dans la décoration des toitures des manoirs.

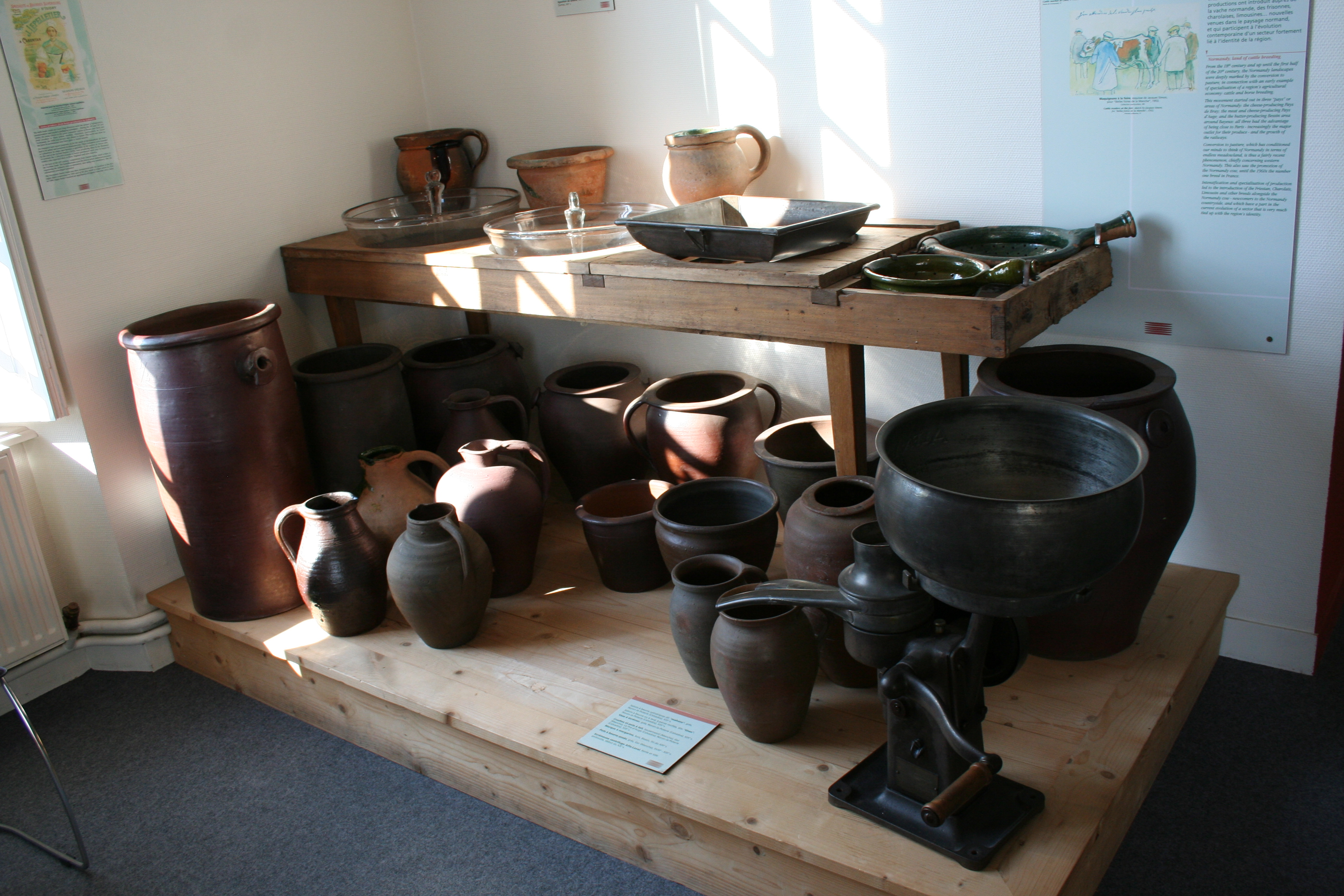
Poterie de Ger.
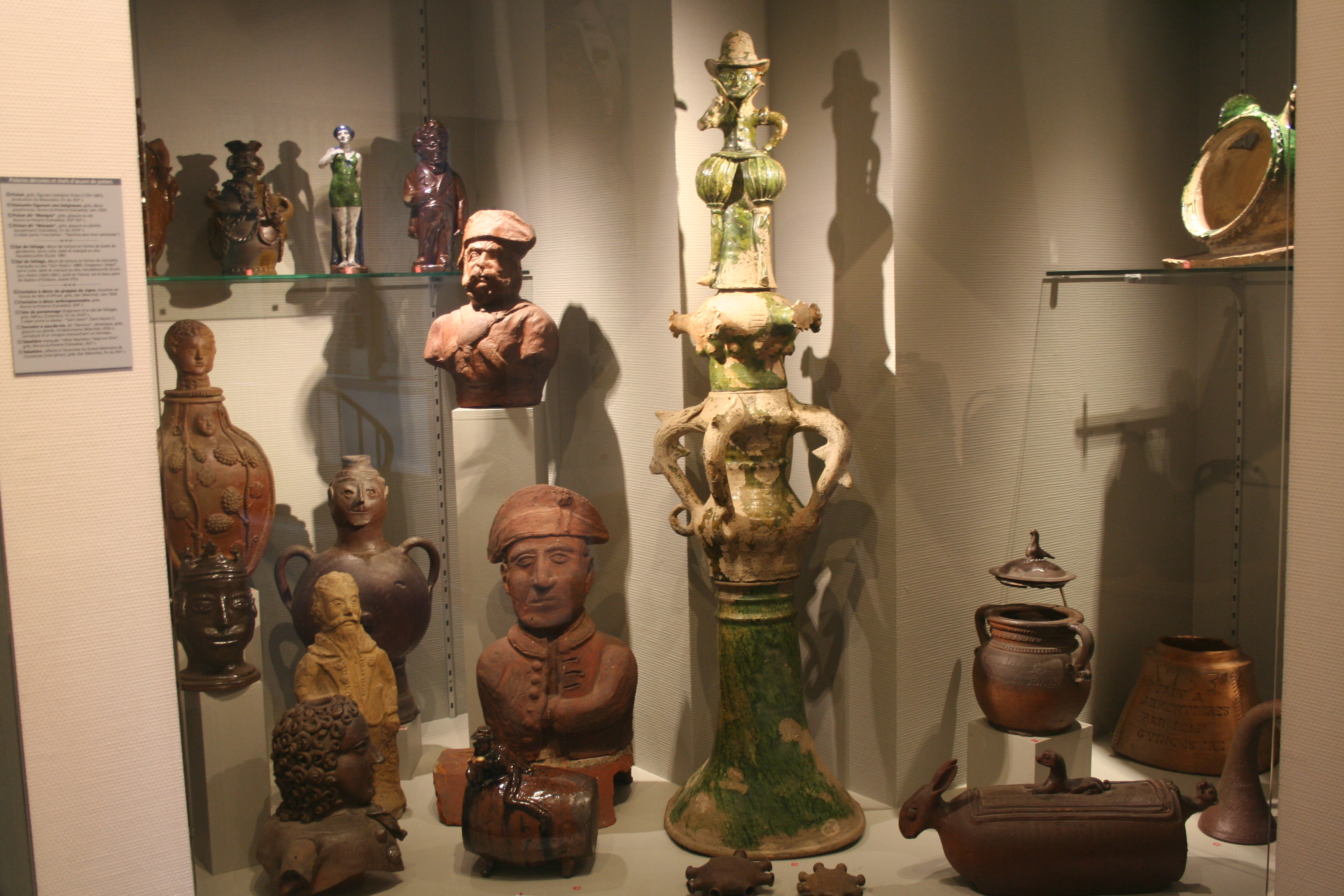
Vitrines de diverses céramiques dont un épi de faîtage.
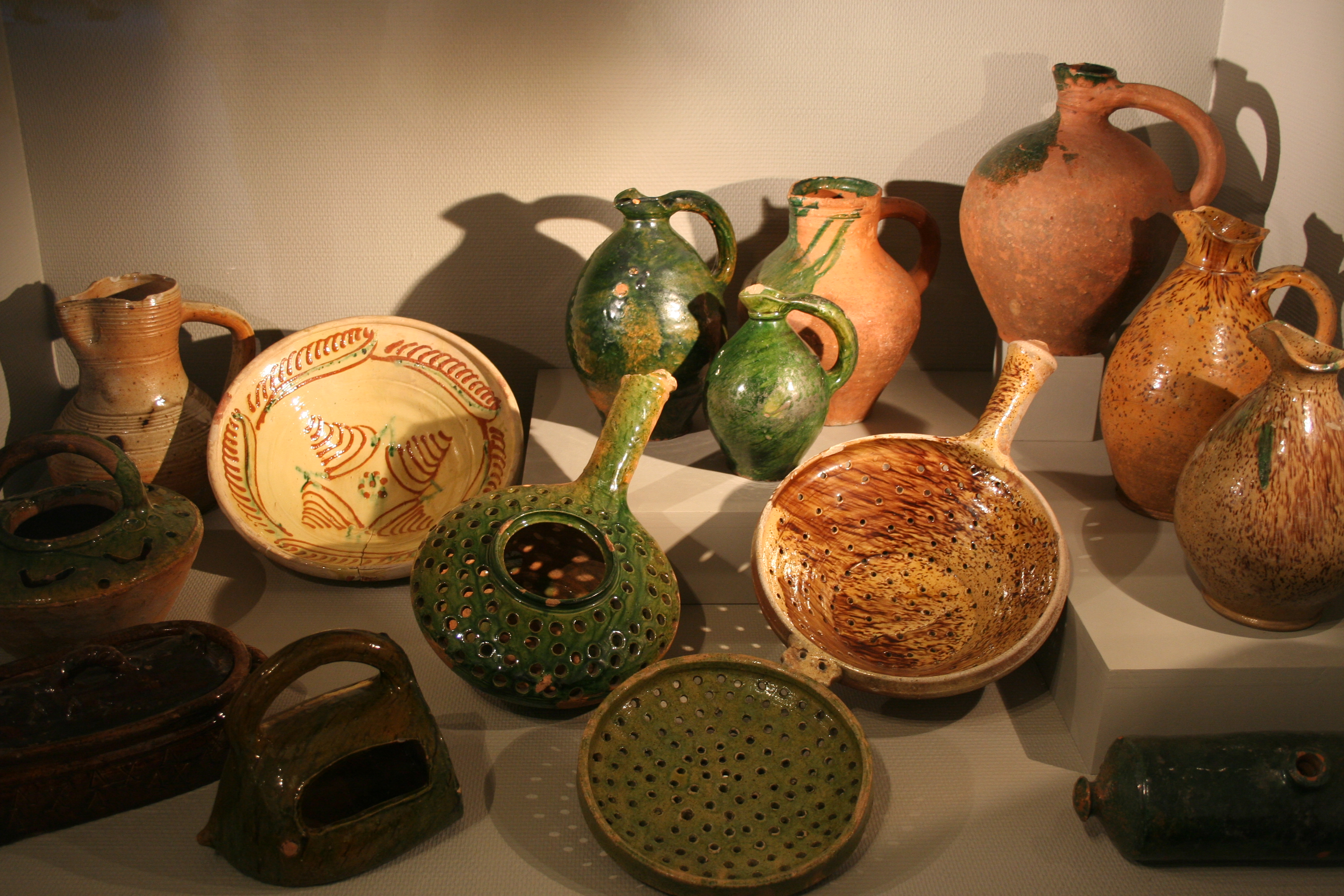
Lot de poteries diverses dont des poteries de Martincamp (XVIIIe siècle).
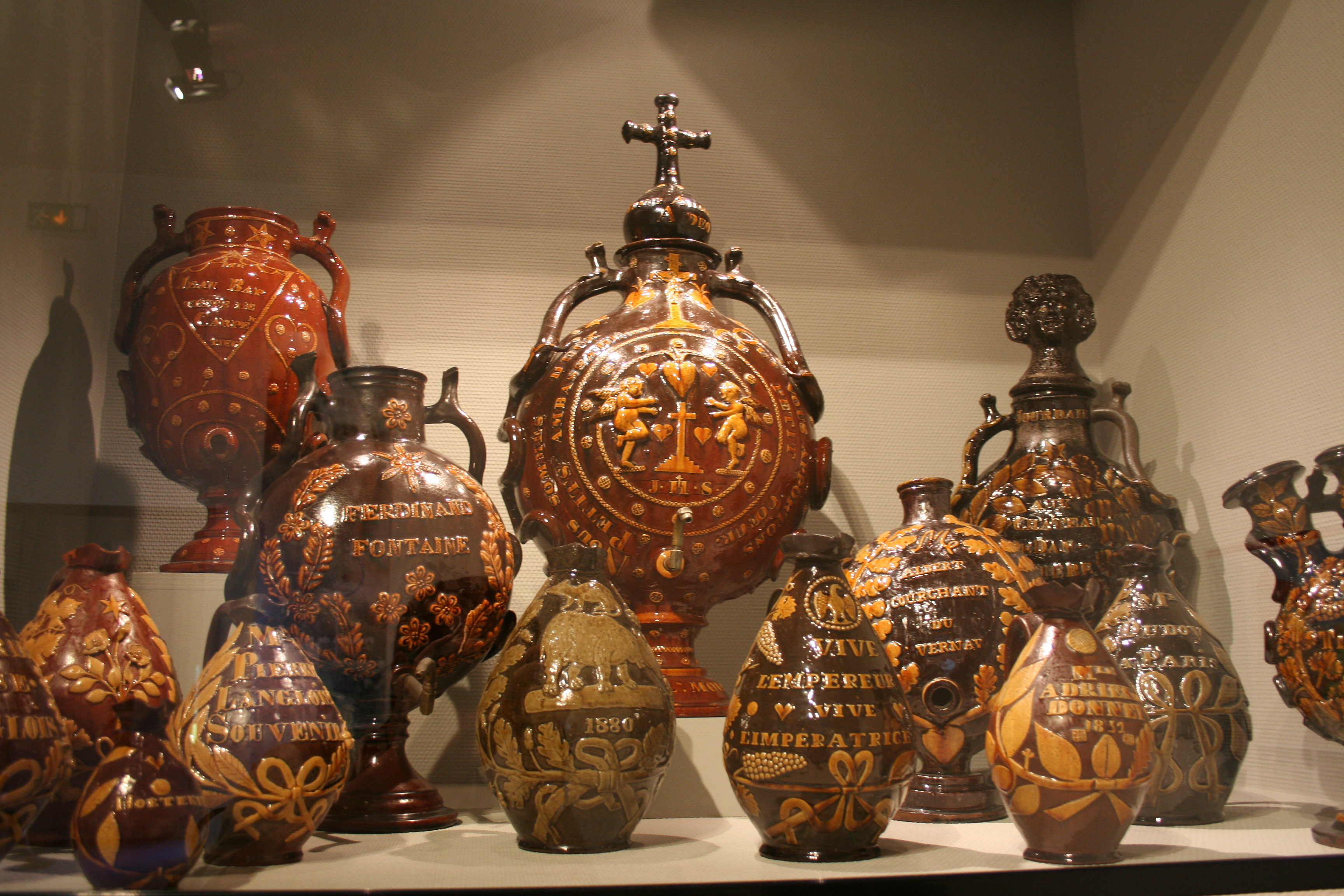
Poteries de Noron : fontaines, pichets d'amitié et bouquetière, grès, glaçure au plomb (1850-1900).

#### Travail du bois

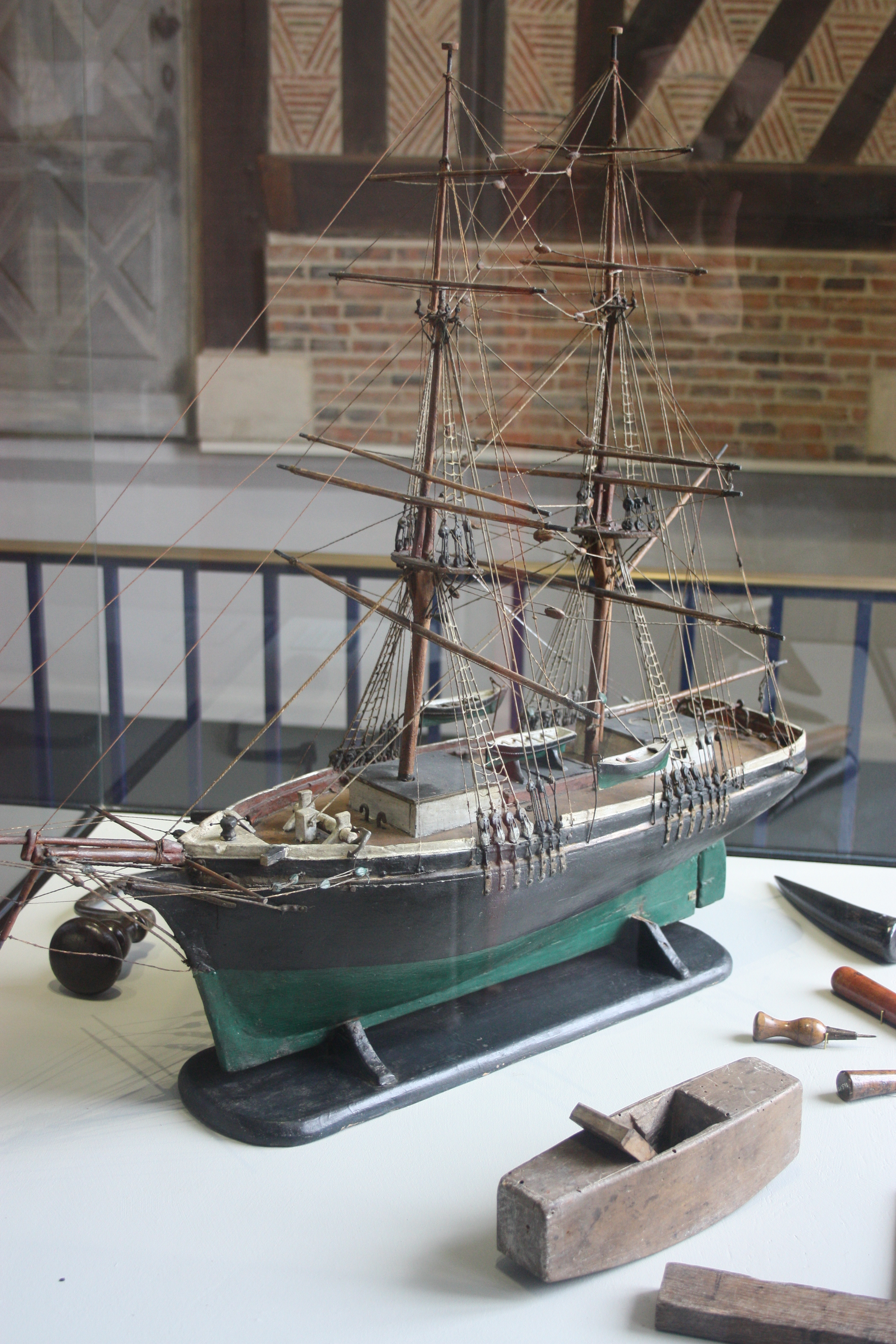
Maquette du brick Héloïse, 1874.

Le bois a été traditionnellement utilisé pour la construction d'habitations et de navires, ainsi que pour les meubles.
Le musée présente un échantillon des diverses techniques de construction à pan de bois utilisées dans la région y compris pour les manoirs du pays d'Auge.
Le mobilier se développe en Normandie à partir du XVIIIe siècle et son apogée est atteint au début du XIXe siècle. Les armoires sont destinées aux classes urbaines et aux paysans aisés à partir du début du XIXe siècle. Le musée possède de belles armoires normandes de chêne, dont une armoire de Foucarmont du XIXe siècle. Diverses variantes d'armoires existaient selon la provenance : armoire cauchoise, armoire à colonnes, armoire cotentinaise dont l'armoire de Granville. L'armoire était apportée au couple par la mariée lors du mariage et contenait le trousseau. Le musée conserve un beau lit.
Le bois servait également à fabriquer des objets usuels : crécelles, séchoirs à bouteilles et jeux dont des quilles. Il y avait aussi une production liée à la tonnellerie.
La construction navale normande est évoquée au travers de la maquette du brick Héloïse (1874), navire de 350 tonneaux qui se perdit en mer en 1890 dans le golfe du Lion. Les maquettes étaient destinées soit à un souvenir soit à un dépôt comme ex-voto.

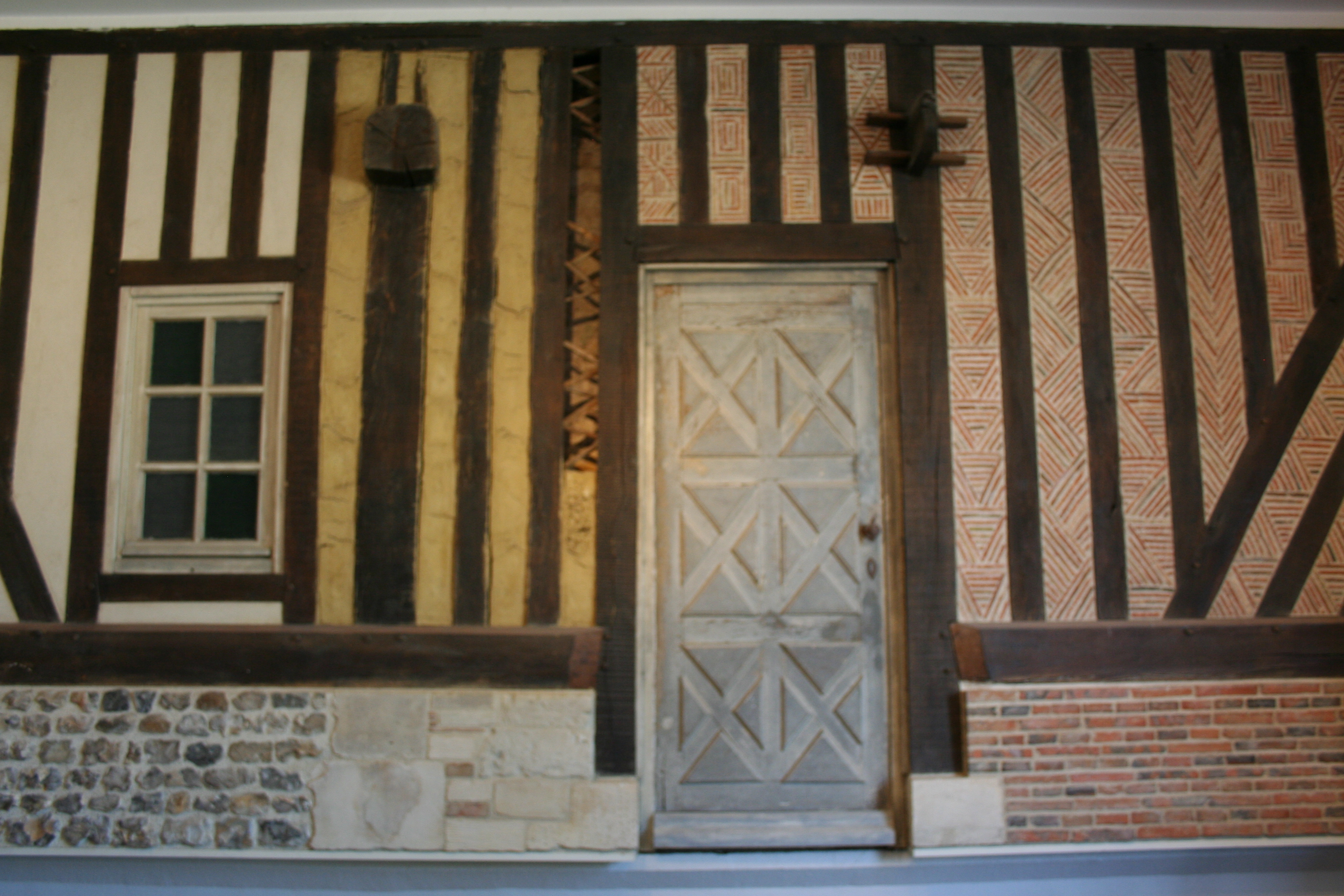
Mur-échantillon des constructions en bois.
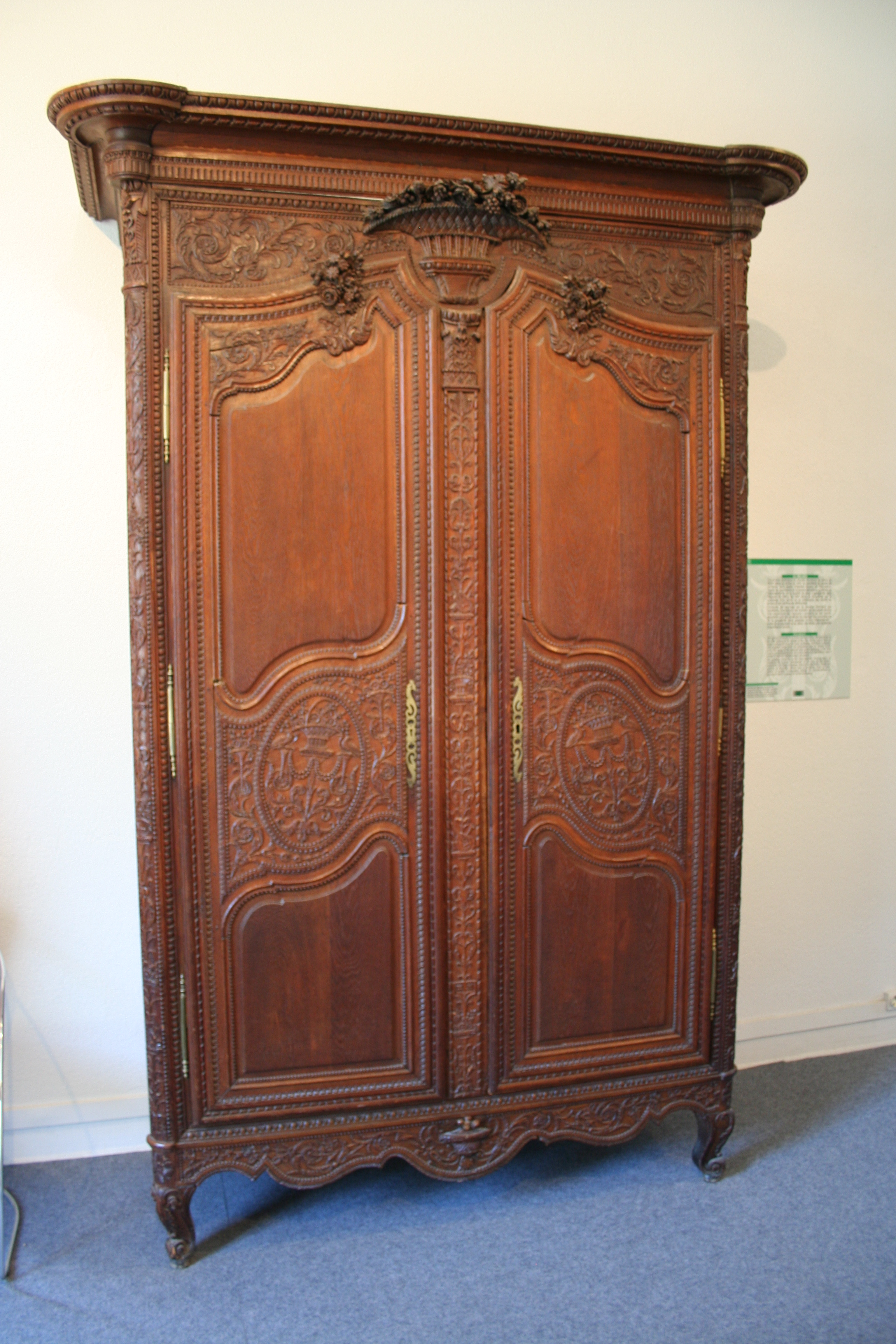
Armoire normande de mariage de Foucarmont, XIXe siècle.
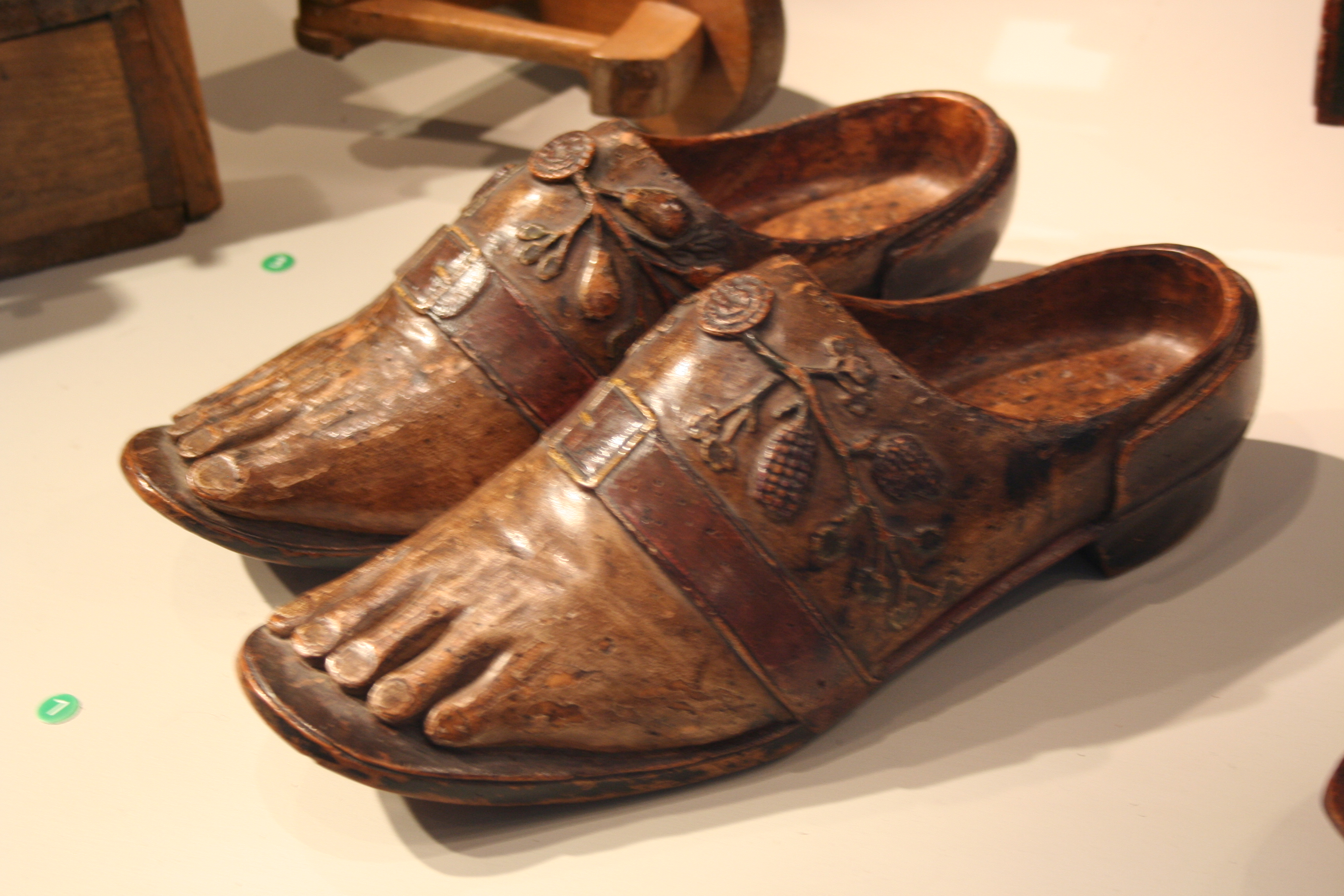
Sabots décoratifs sculptés, XVIIIe siècle.

#### Travail de la métallurgie

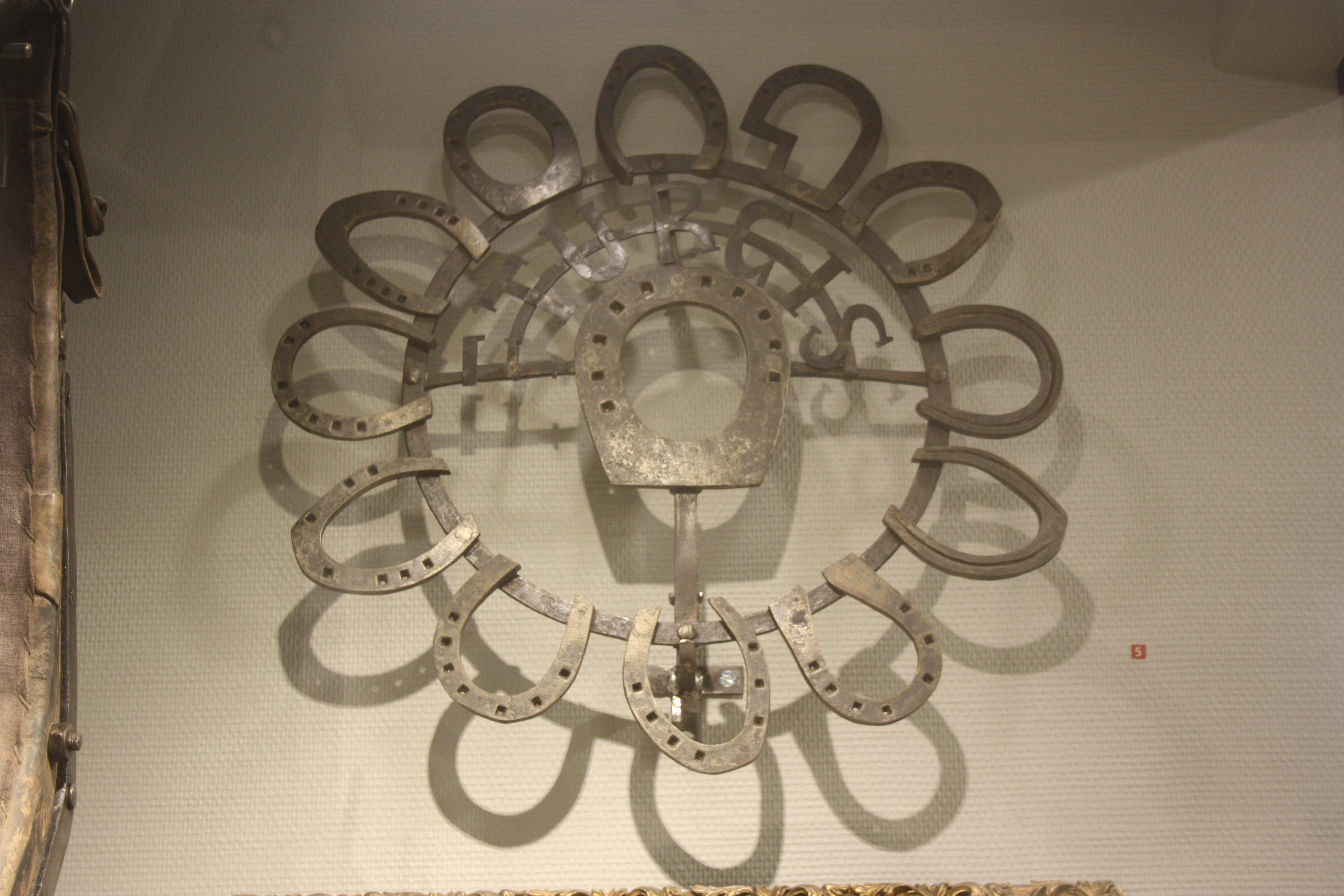
Bouquet de Saint Eloi.

Le musée évoque la métallurgie traditionnelle, de même que les artisanats spécialisés qui existaient dans la région.
Le musée présente du matériel d'un maréchal-ferrant, d'un forgeron, ainsi qu'une enseigne en forme de tête de cheval. Est exposé un bouquet de Saint Éloi, chef-d'œuvre d'un artisan de Le Mêle-sur-Sarthe présentant divers modèles de fer à cheval.
La production d'objets de cuivre est située en particulier à Villedieu-les-Poêles. Le métal, qui n'est pas présent dans le sol normand, est travaillé par les poêliers puis par les chaudronniers au XIXe siècle qui développent une production diversifiée quoique spécialisée pour la production laitière : chaudrons, canes, seaux pour la traite. Une petite cloche évoque l'activité de fondeur de Villedieu-les-Poêles fixée dans cette ville à compter du XVIIIe siècle.
Le musée présente une vitrine d'ustensiles de fer-blanc qui concurrence le cuivre, qui doit de ce fait se replier vers une production destinée aux touristes. L'artisanat de la ferronnerie est évoqué ainsi que l'atelier d'un chaudronnier.
Une vitrine évoque la Société métallurgique de Normandie, entreprise très importante de la région caennaise fondée en 1910 par August Thyssen en raison de la présence de minerai de fer mais aussi du port de Caen. L'entreprise, importante pour le bassin d'emploi, ferme en 1993. La vitrine présente un costume d'ouvrier et également une vidéo présentant le travail de cette industrie.

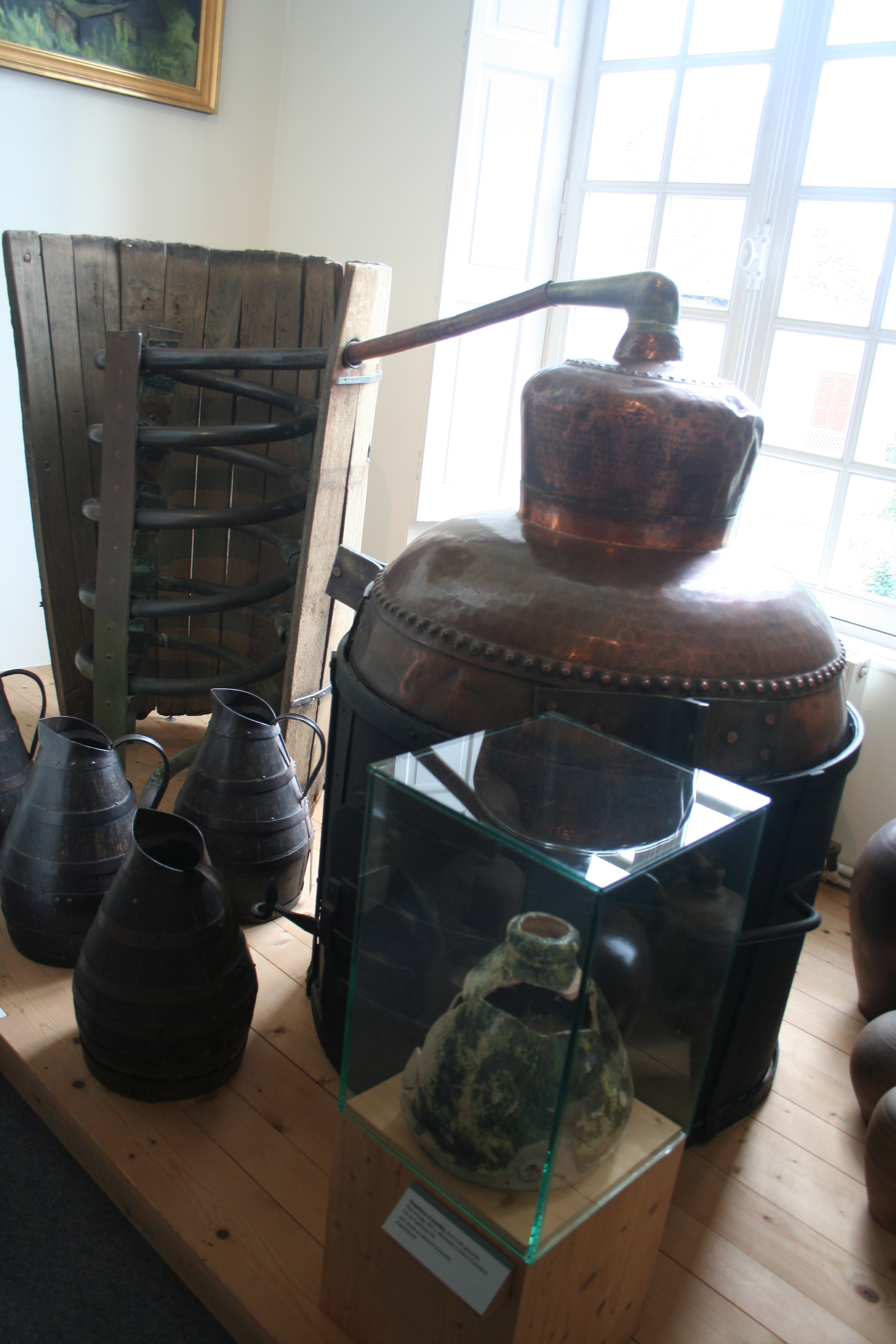
un alambic.
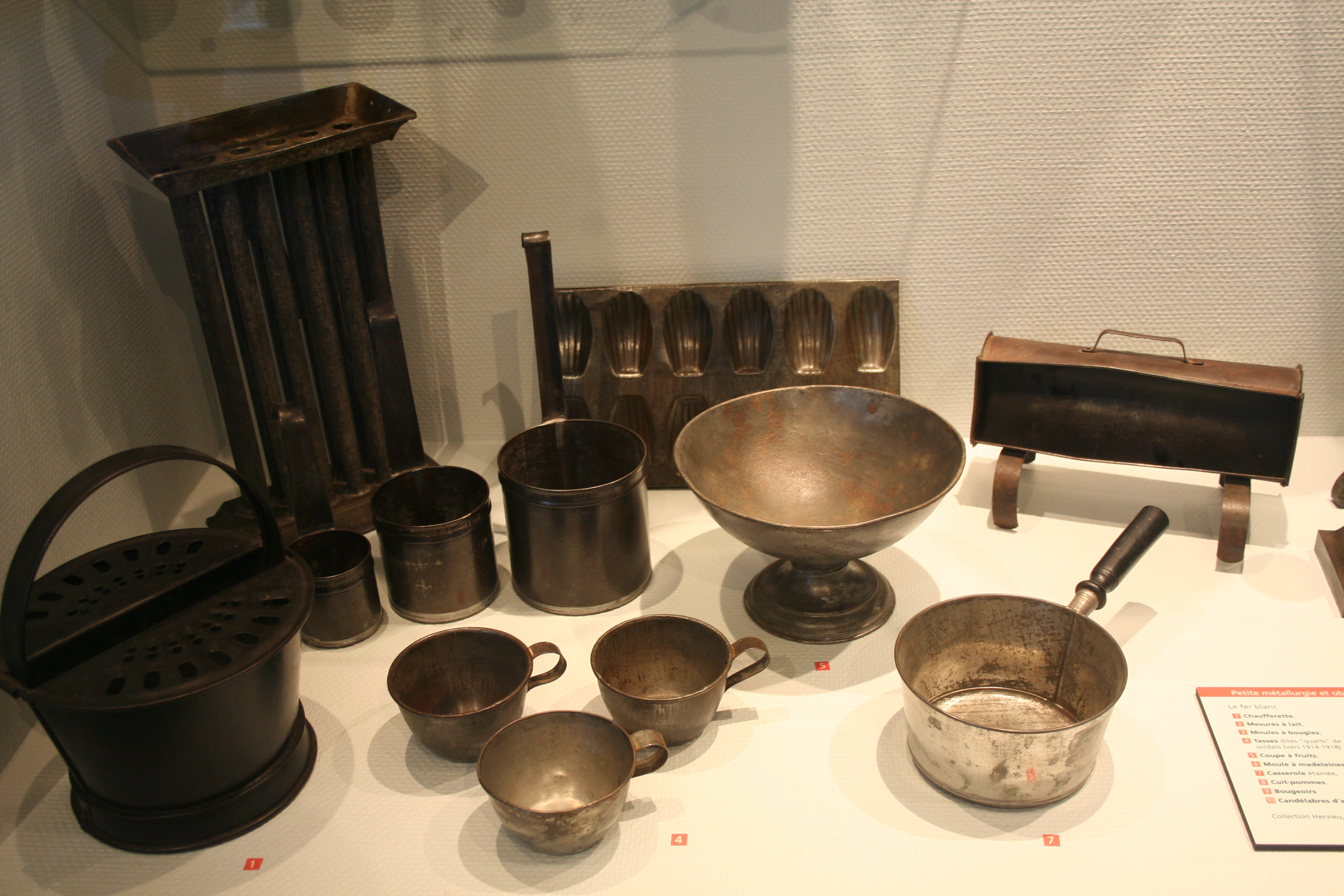
Vitrine d'objets usuels en fer-blanc.
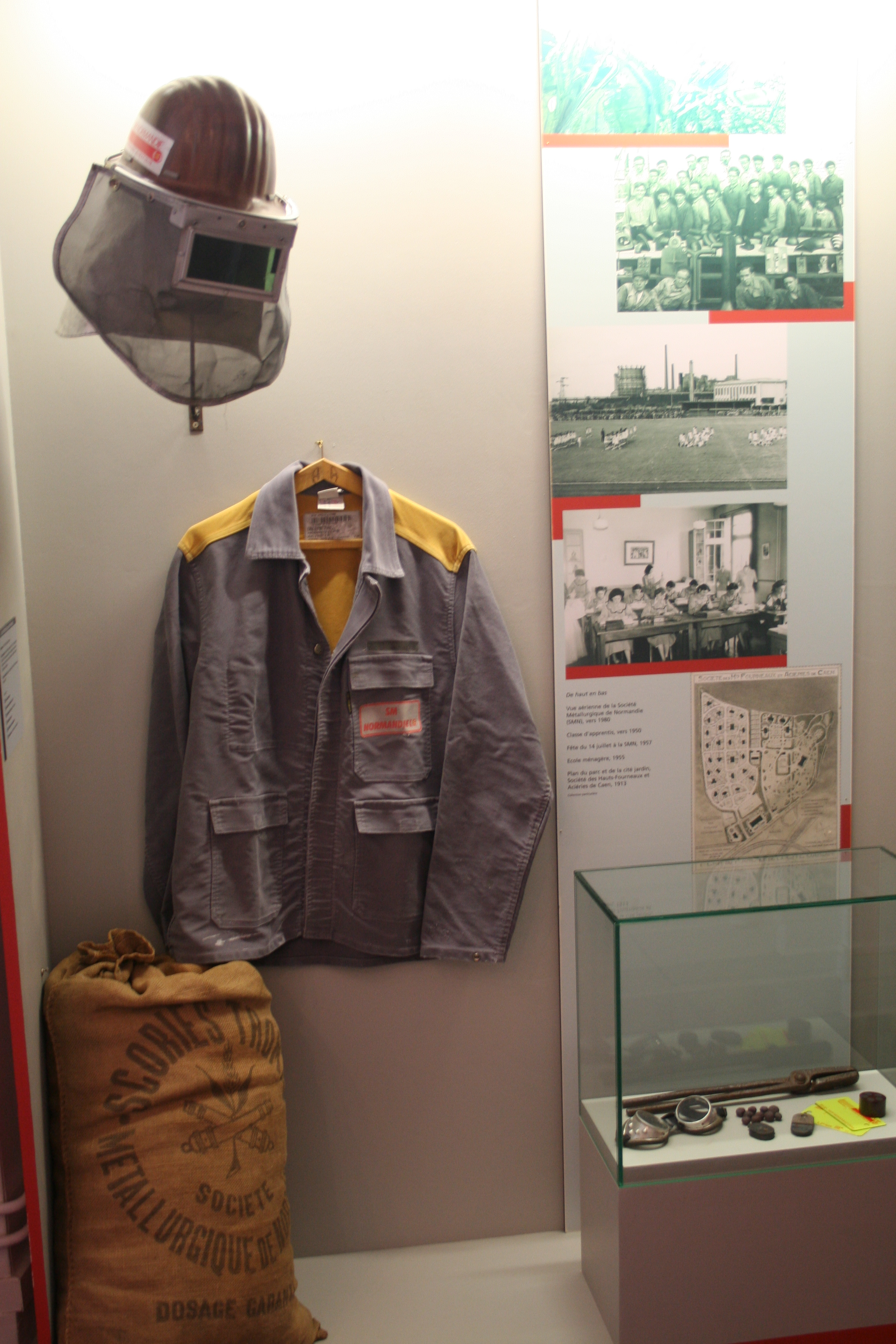
Vitrine évoquant la Société métallurgique de Normandie.
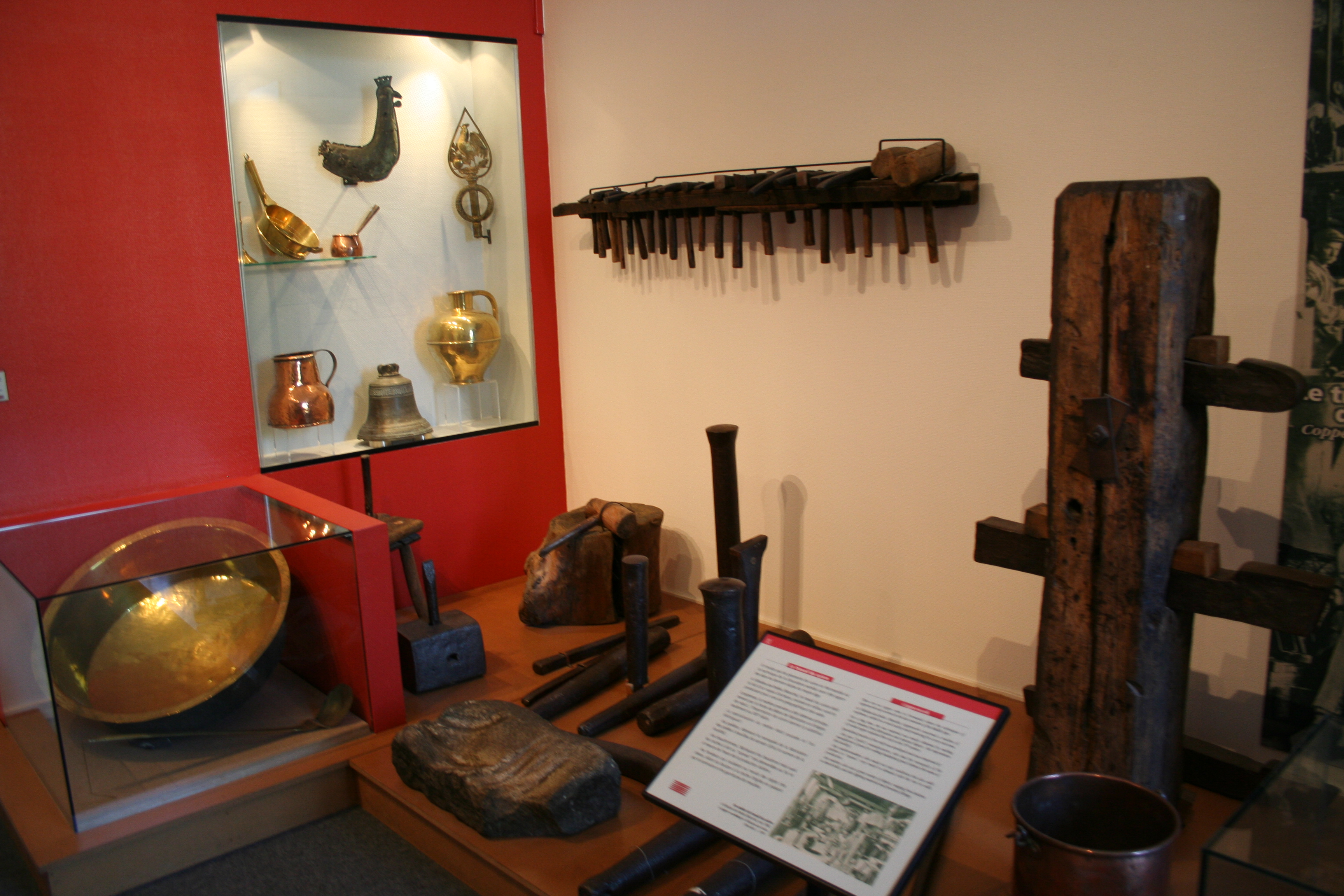
Vue sur la restitution d'un atelier de chaudronnier.

### Costumes et coutumes

#### Textile

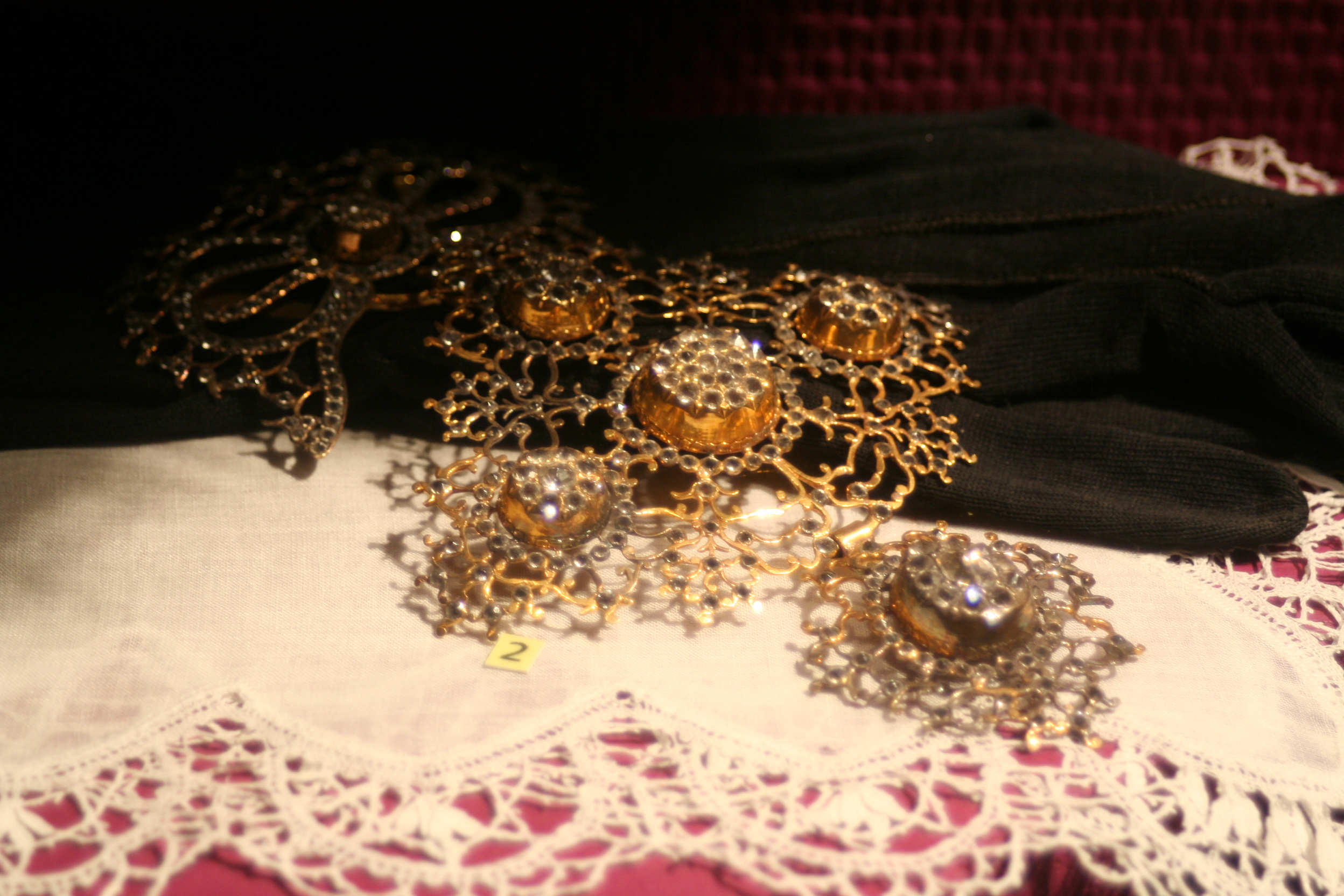
Croix dite de Caen, argent et strass, début du XIX.

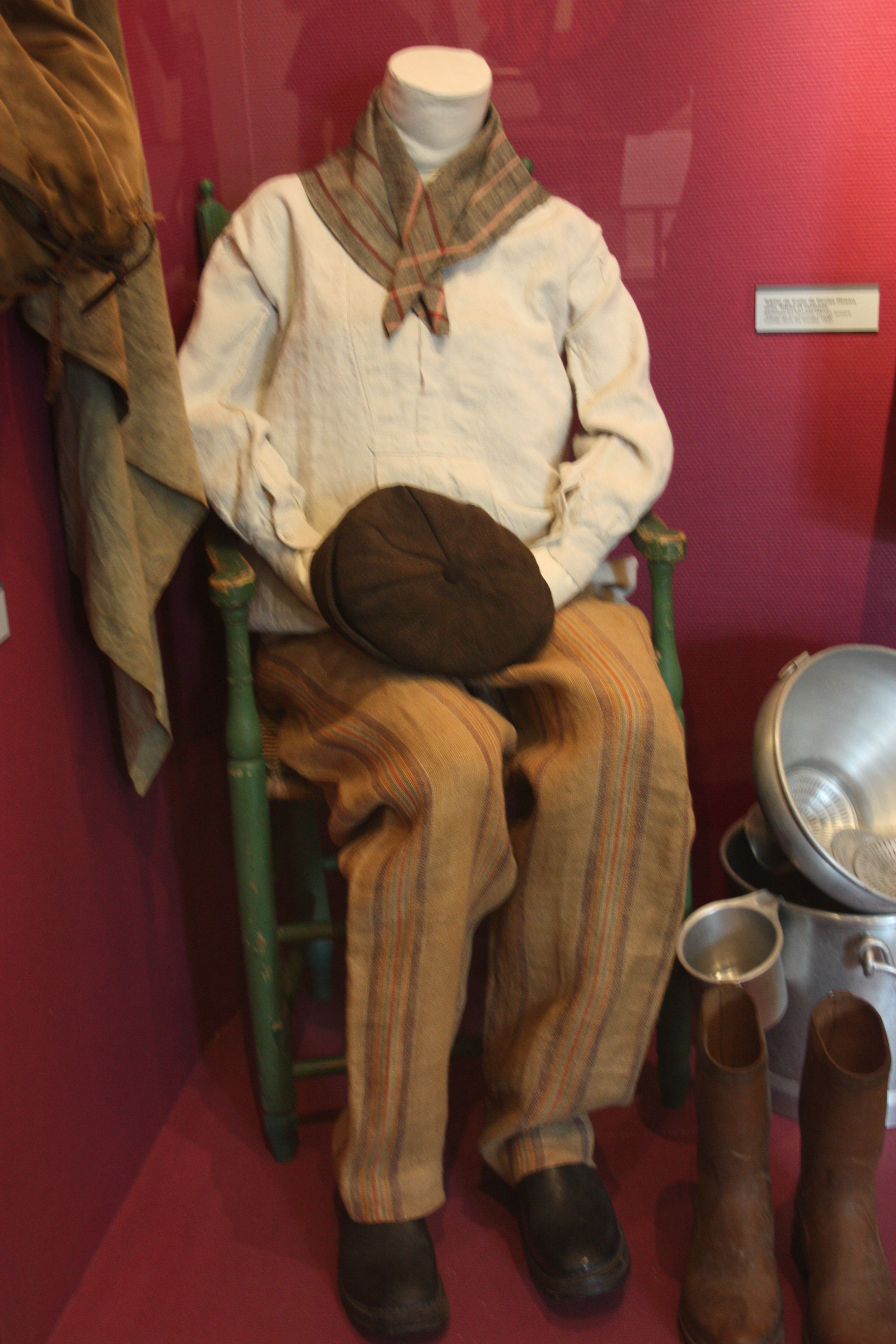
Costume d'un paysan.

L'industrie textile a été très importante en Normandie dès le Moyen Âge. Le musée expose des coiffes, blaudes (blouses) et vêtements anciens de membres de diverses conditions sociales, conditions qui transparaissent aussi par les bijoux portés, simple pendentif en argent, croix de Saint-Lô ou croix Jeannette.
Le filage et le tissage sont évoqués en particulier par un métier à tisser de la fabrique Lécuyer, de Thiberville, daté de la seconde moitié du XIXe siècle et destiné à la rubanerie. Le secteur connaît une industrialisation précoce dans les départements du Calvados et de l'Orne, même si les tisserands individuels perdurent dans celui de la Manche jusqu'au début du XXe siècle. Une maquette représente une maison caractéristique d'un tisserand, avec l'atelier au sous-sol et l'escalier extérieur caractéristique, type d'habitat que l'on peut rencontrer encore.
Le musée présente un lit-alcôve orné d'une toile peinte, provenant de Hambye et daté de la 1re moitié du XIXe siècle. La toile produite localement était peinte par un artisan cirier, des motifs de fleurs étant peints sur un fond rouge sur l'exemple présenté.
Le musée évoque la dentelle, production élitiste tout d'abord, puis qui se développe et passe à une échelle industrielle à la fin du XIXe siècle : la dentelle d'Alençon, d'Argentan à l'aiguille, ou la Blonde de Caen, dentelle aux fuseaux, marquent le pas face à des dentelles mécaniques apparues à partir du milieu du XIXe siècle. Une des pièces majeures de la collection du musée est la robe de mariée en blonde de Caen de 1830, mais qui n'est pas exposée actuellement dans les collections permanentes en raison de sa grande fragilité. Elle est cependant présentée après restauration dans l'exposition consacrée à la dentelle en 2012.
Les populations peuvent s'affranchir des textiles locaux (lin, chanvre, laine) avec l'usage du coton aux XVIIIe siècle et XIXe siècle et une plus grande richesse dans le vêtement se fait jour. Les particularismes vestimentaires connaissent leur apogée au début du XIXe siècle et les peintres et illustrateurs du XIXe siècle en témoignent. Le musée présente le tableau dit Portrait de Désirée Tugis de 1850, qui est figurée avec une coiffe de la plaine de Caen et un châle noir. Un grand tableau d'Hubert Auger figure La Saint-Louis au pays de Caux de 1824 et présente la diversité des costumes à cette époque. Ces particularismes s'appauvrissent dans la seconde moitié du même siècle.
Les costumes traditionnels se raréfient dès avant 1914 face à une uniformisation croissante ; et les cartes postales du début du XXe siècle exposent une situation idéalisée qui n'existait déjà plus. Pour ne pas perdre ce patrimoine, l'équipe du musée était parvenue dès 1963 à réunir près de 300 coiffes et bonnets.

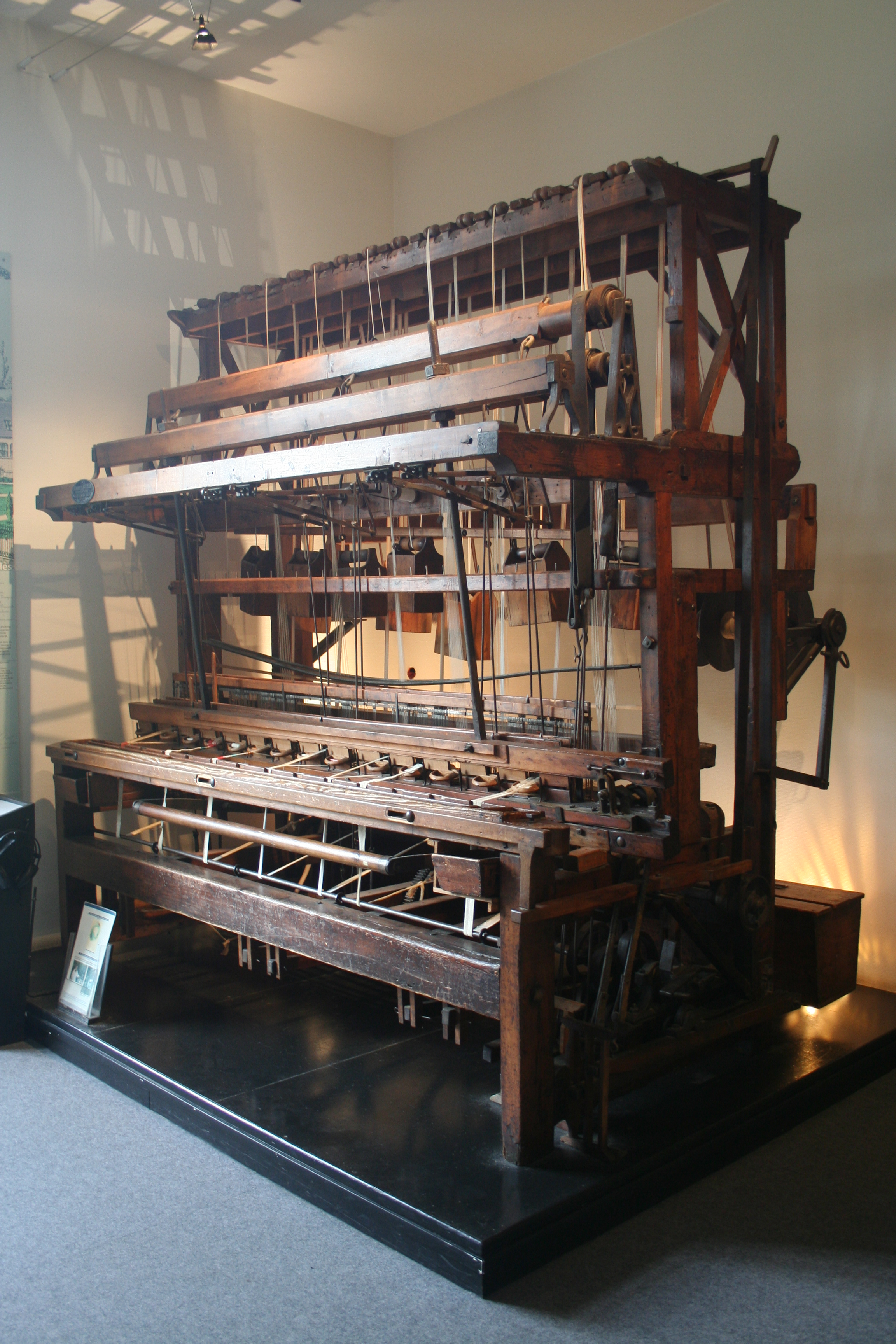
Métier à tisser de la fabrique Lécuyer, Thiberville, seconde moitié du XIXe siècle.
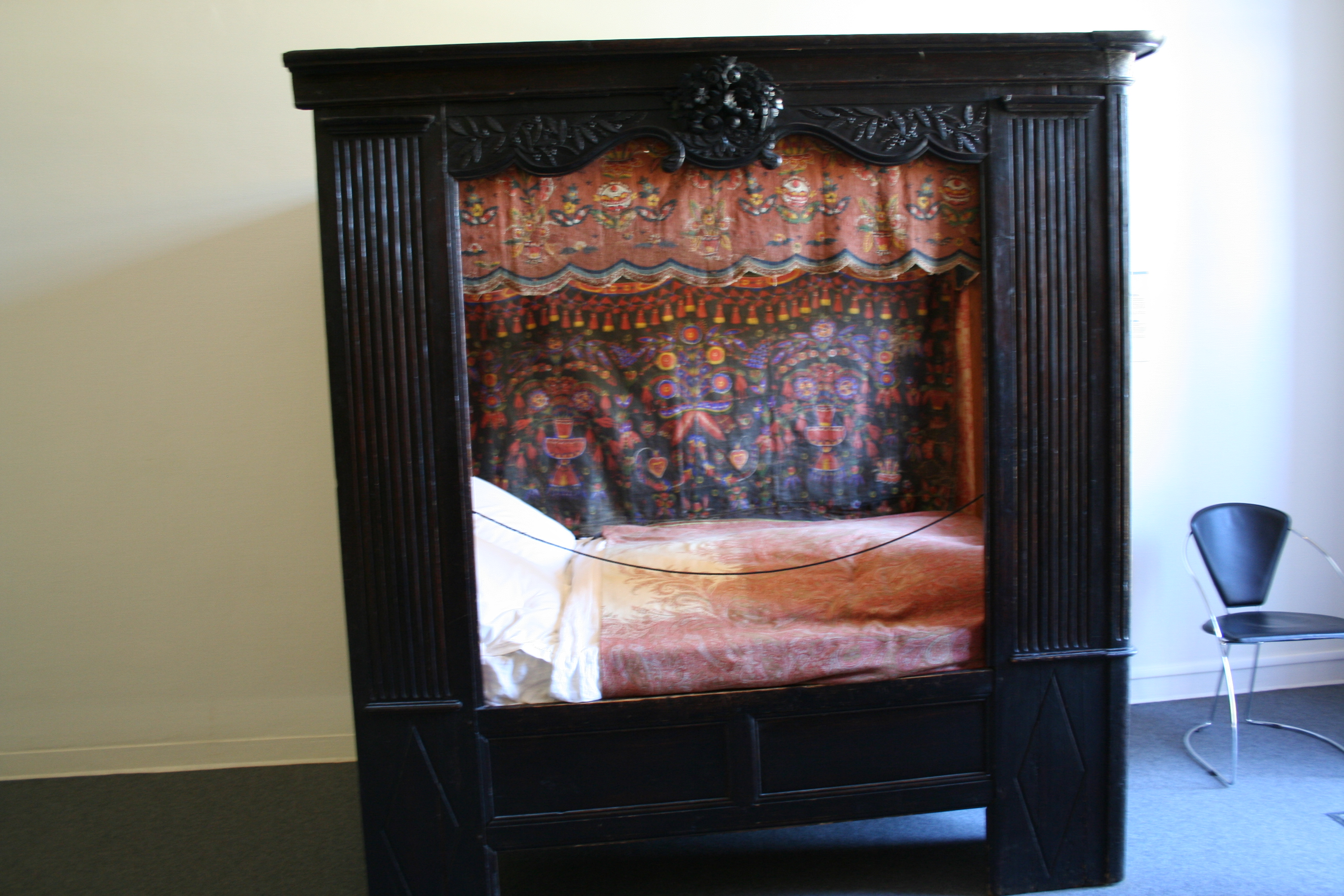
Lit-alcôve avec toile, Hambye, 1re moitié du XIXe siècle.
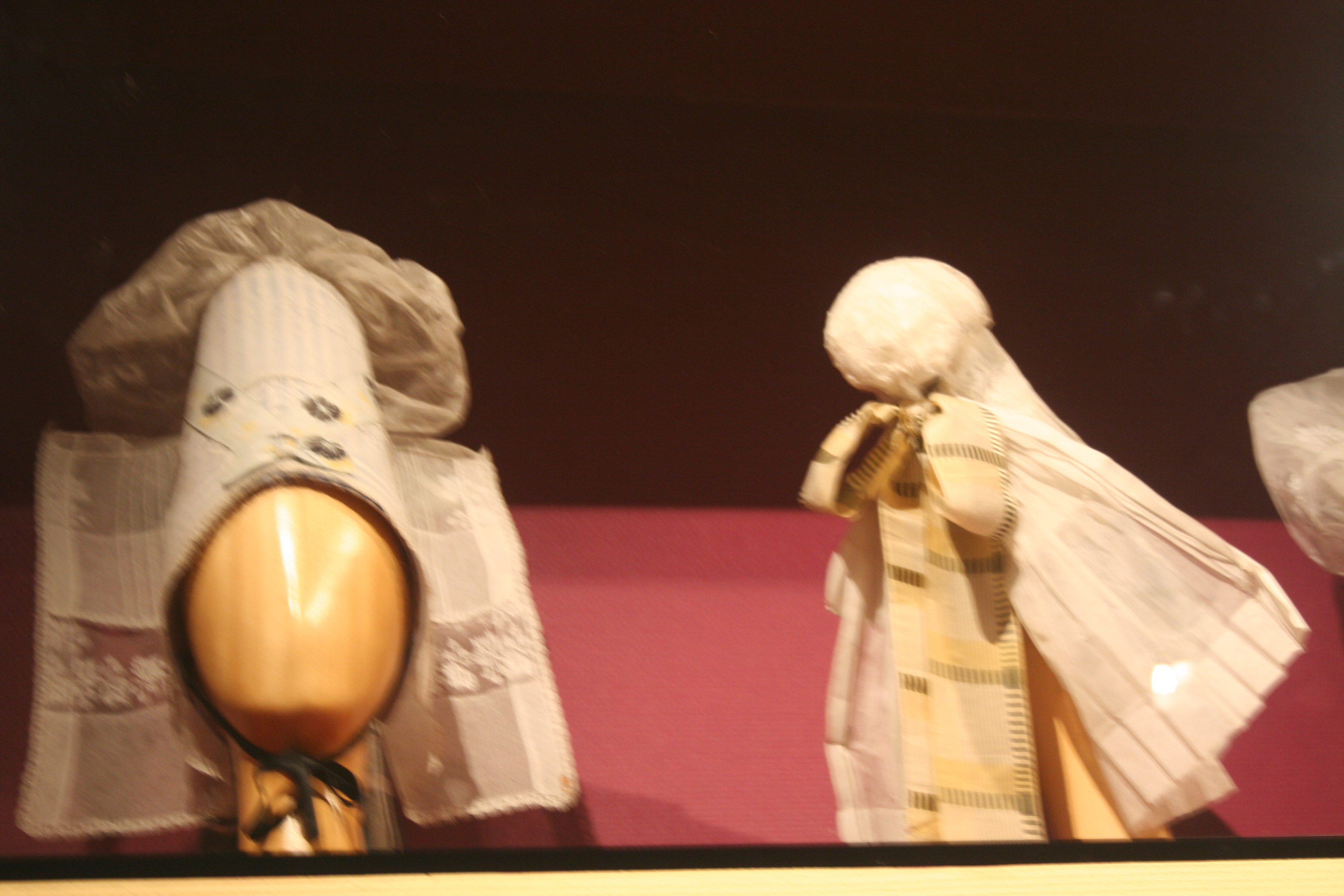
Coiffes.
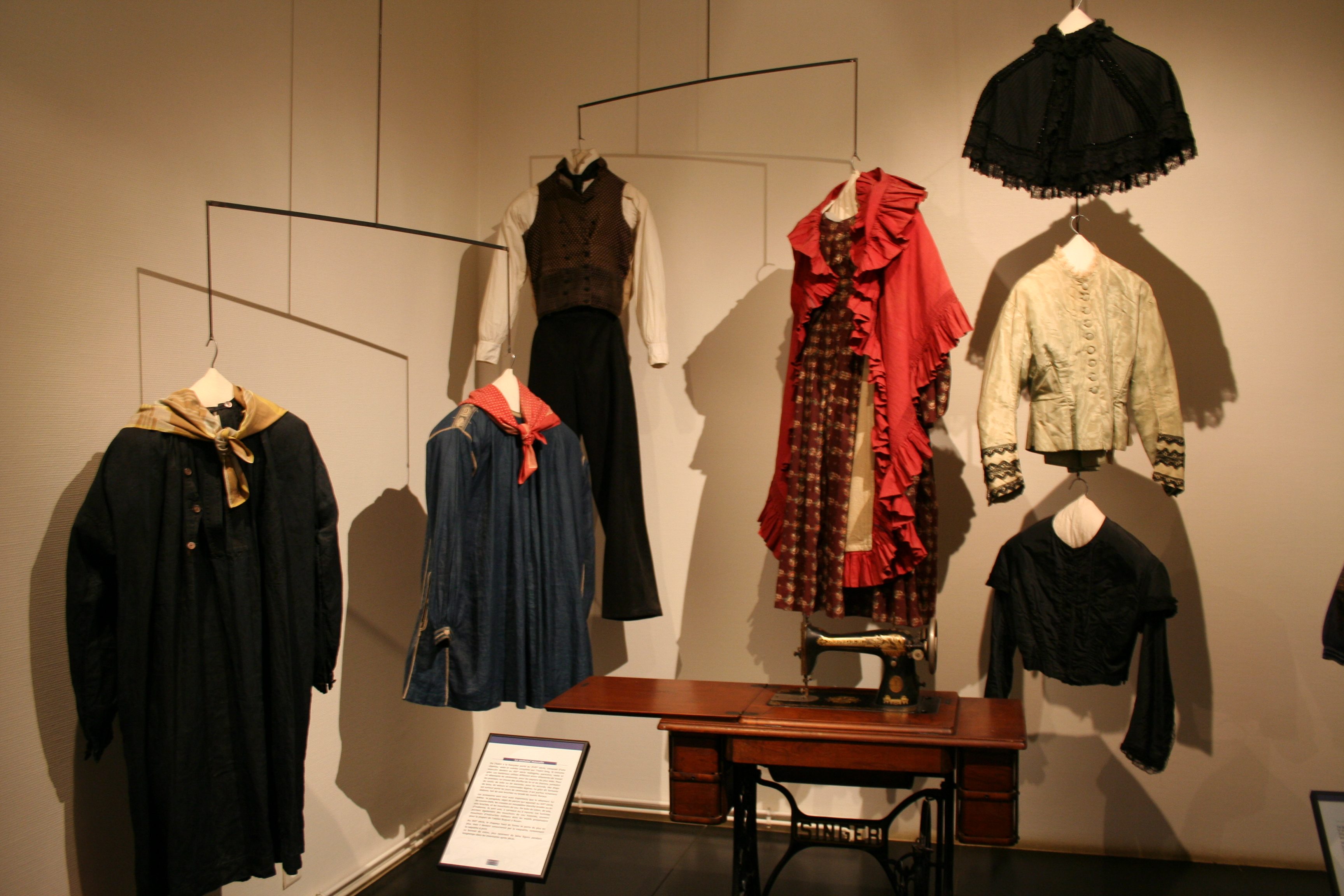
Costumes.

#### Ciriers et confréries de charité

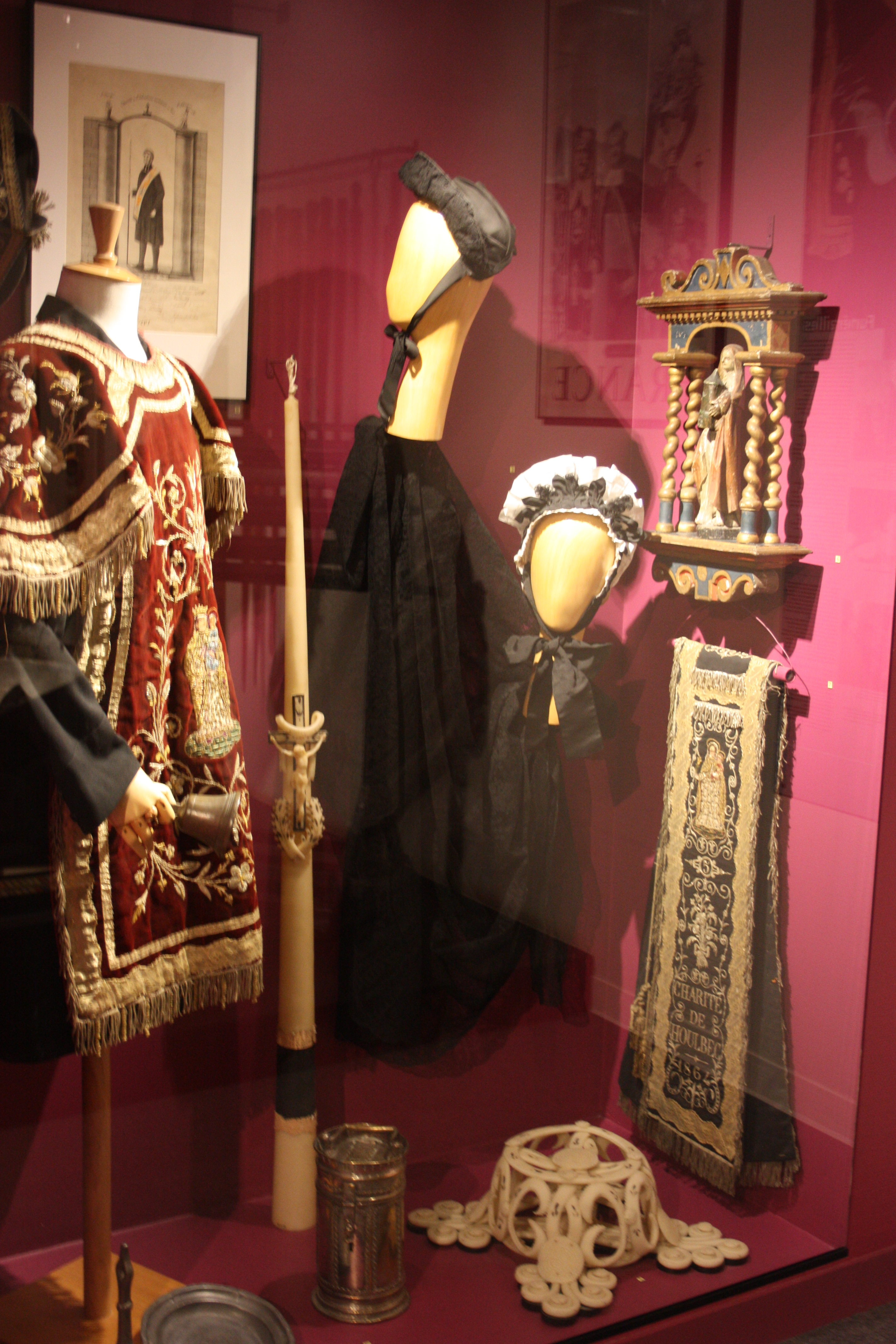
Vitrine sur les charités avec entre autres objets le vêtement de chariton, le cierge et le bâton de procession.

La production du cirier tenait un rôle important dans la liturgie catholique antérieure au concile de Vatican II. Le musée possède le matériel et des échantillons de la production de la maison Macé, active à Cherbourg entre 1780 et 1974. Les cierges étaient réalisés à base de cire d'abeille. Les mèches étaient placées sur une roue dénommée romaine puis enduites de cire fondue. Le mouvement de la romaine permettait d'obtenir un cierge équilibré. La finition pouvait être plus ou moins riche et complexe, avec une décoration en relief. Le musée possède une collection de cierges de communion décorés et de cierges funéraires.
Une vitrine évoque le mobilier et le rôle des confréries de charité en Normandie, associations de laïcs qui avaient un rôle paroissial : outre le rôle d'organisation de fêtes du saint patron de leur confrérie, elles se devaient également d'accompagner chacun de ses membres lors de son enterrement. Elles jouaient un rôle important dans la sociabilité villageoise, et perdurent dans le pays d'Auge et dans les régions de Rouen et Bernay. Entre autres objets exposés, un costume est présenté avec une clochette spécifique ; en outre, un sommet de bâton de chariton avec une effigie de saint y est visible. Un tableau d'Émile Minet intitulé Les Charitons et daté d'avant 1880 présente de dos deux membres d'une confrérie lors d'une cérémonie religieuse.

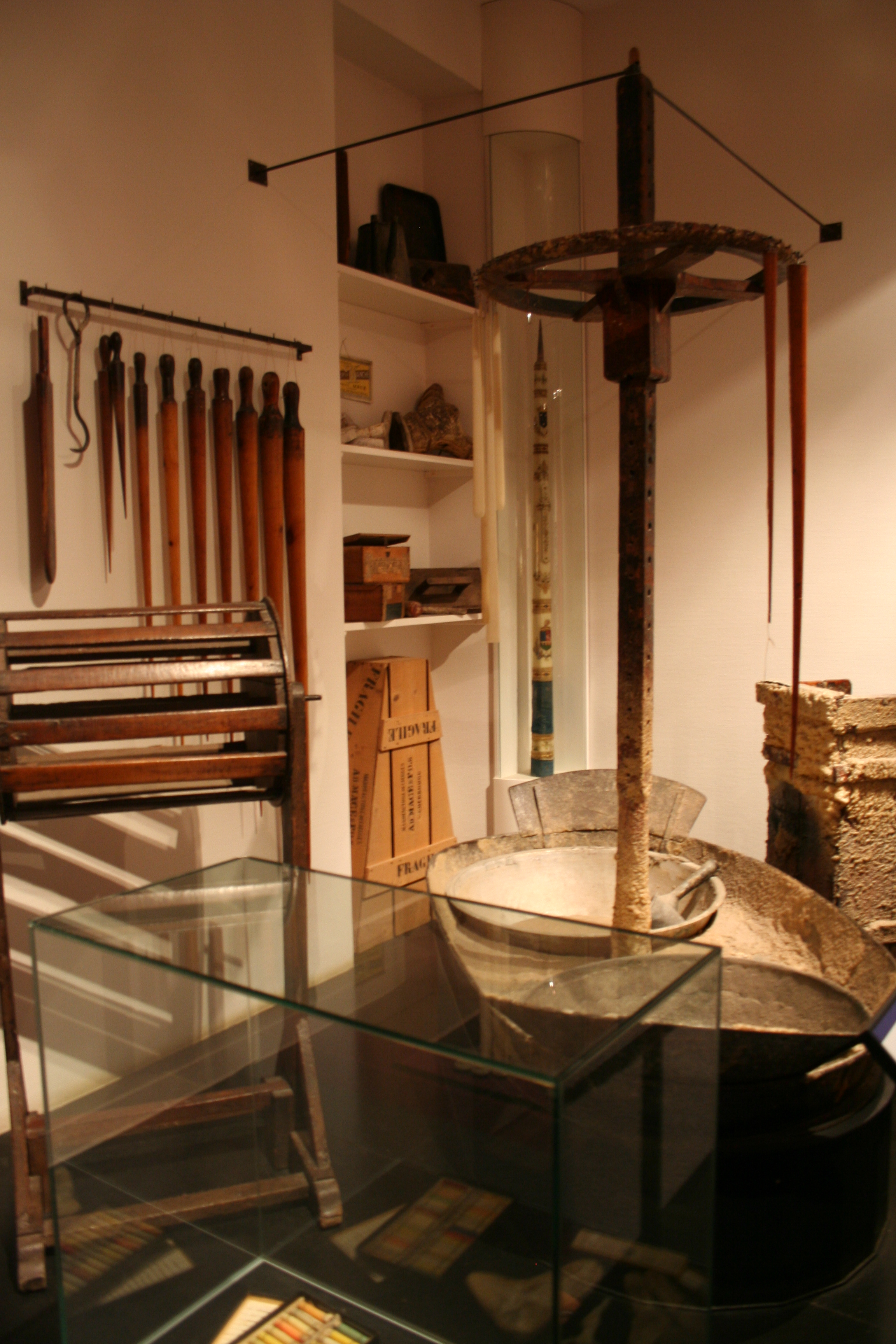
Artisanat des cierges.
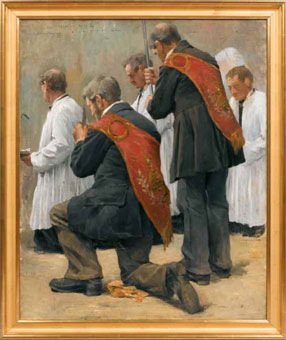
Les Charitons, Émile-Louis Minet, avant 1880.
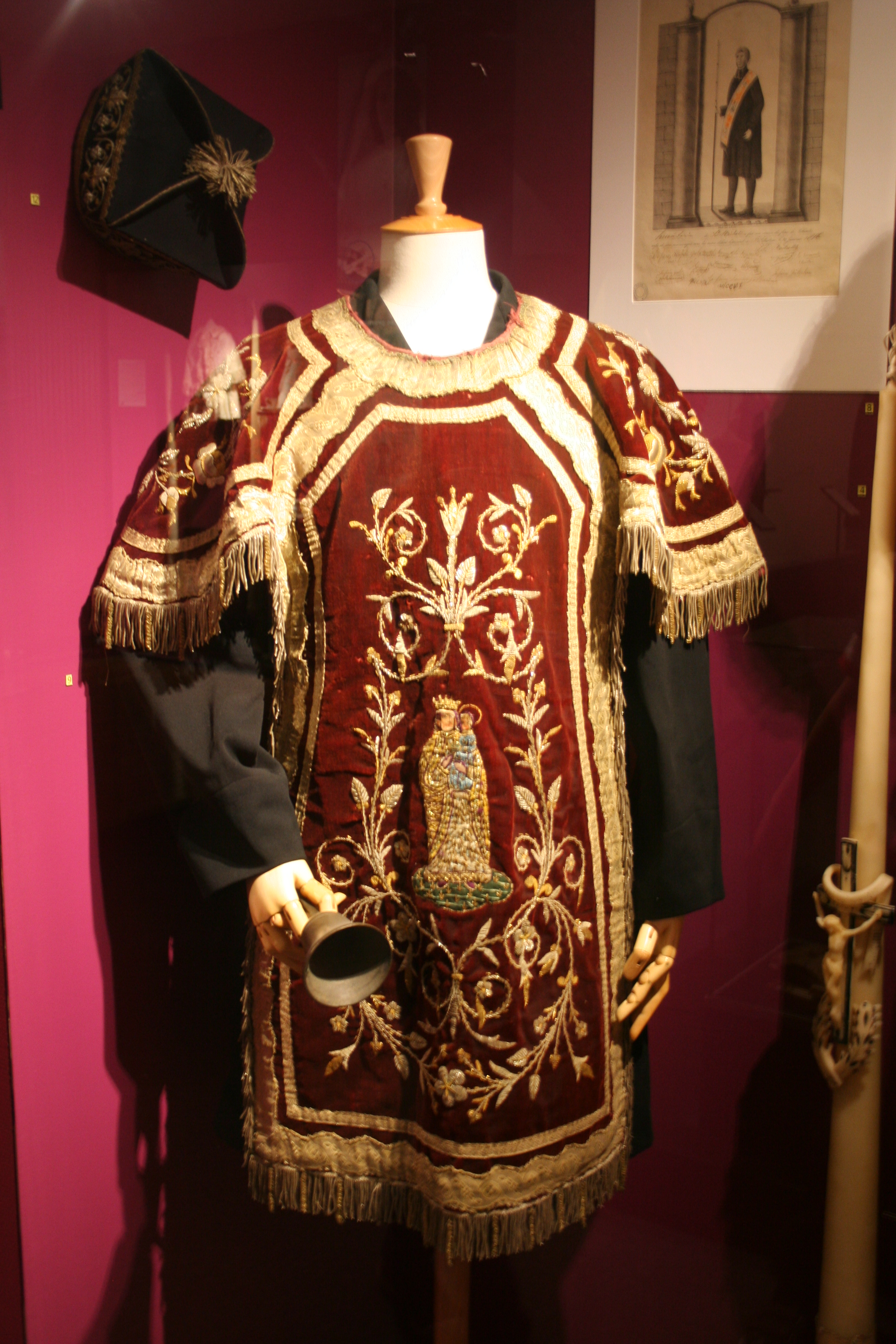
Costume de confrérie de chariton.

#### Folklore

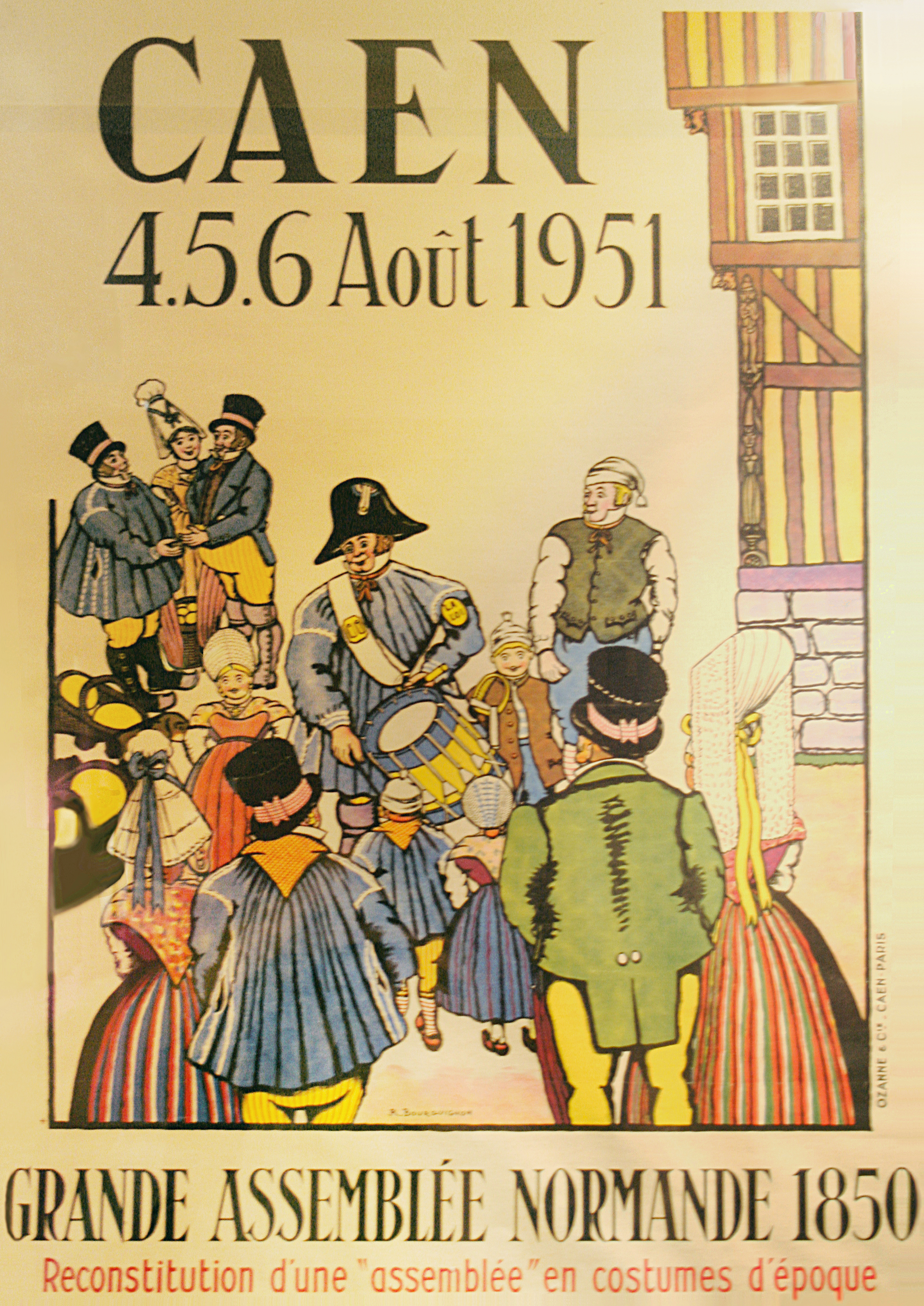
Affiche pour l'assemblée normande d'août 1951.

Une vitrine évoque l'image idéalisée transmise par les groupes folkloriques qui émergent, en particulier le groupe Blaudes et Coëffes de Jeanne Messager, créé en 1933 et acteur de grandes manifestations folkloriques à Caen dans les années 1950, en 1951 et 1954.

## Administration et fréquentation

### Administration et direction
Directeurs successifs :
- Michel de Boüard (1946-1982) ;
- Jean-Jacques Bertaux (1982-1998) ;
- Jean-Yves Marin (1998 - 2009) ;
- Jean-Marie Levesque (2009-)[102].

### Politique tarifaire

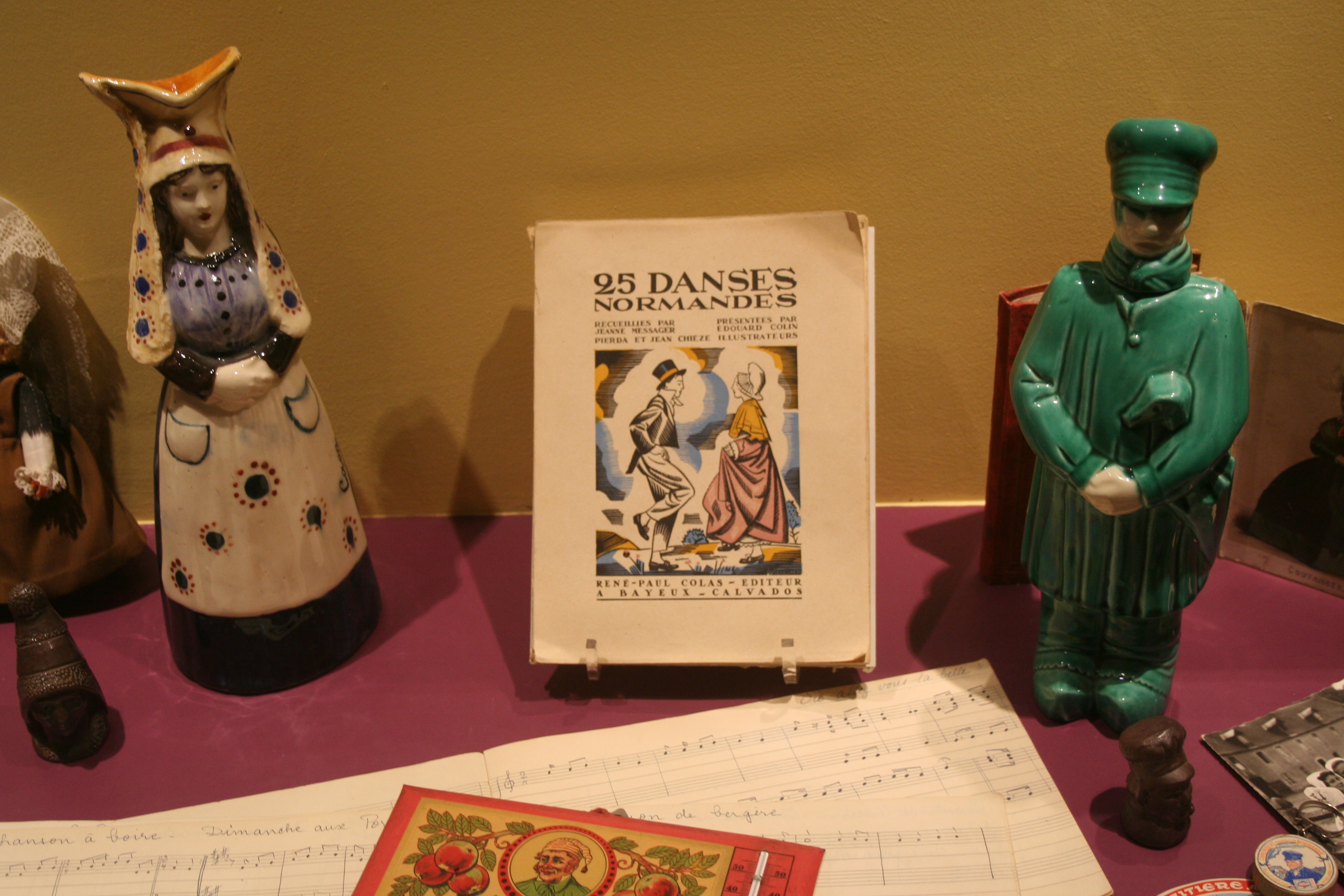
Statuettes folkloriques et livret de danses édité par Jeanne Messager.

De 2005 à 2010, l'accès aux collections permanentes était gratuit tandis que les expositions temporaires étaient payantes.
En 2005, la municipalité caennaise décide la gratuité de l'accès aux collections permanentes. Cette décision est abrogée en 2010 en même temps que celles du musée des Beaux-Arts, situé juste en face.
Depuis, le billet donne l'accès complet : si les collections permanentes ne sont plus gratuites, le prix d'accès aux expositions, légèrement diminué, inclut l'accès aux collections permanentes.

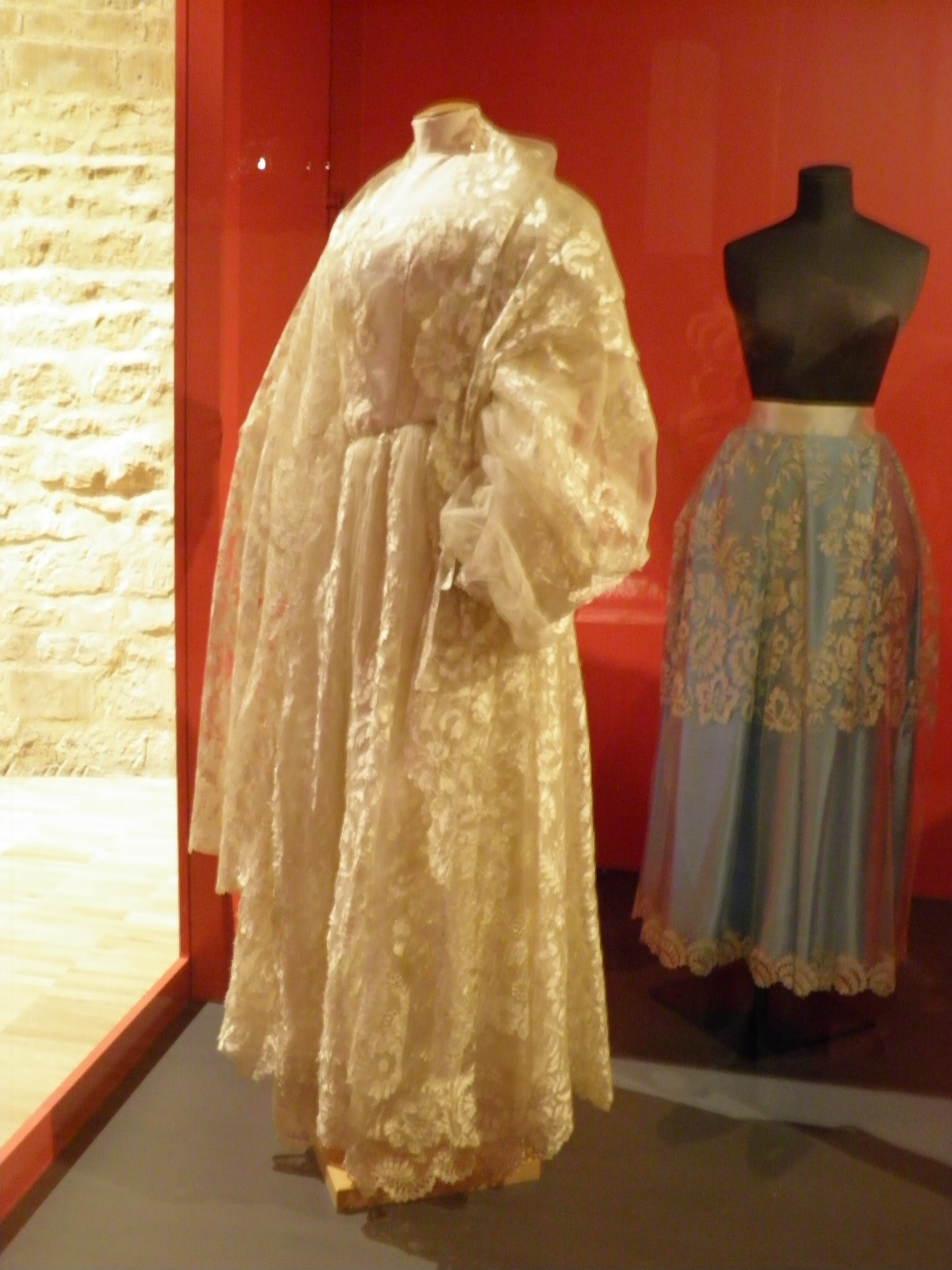
La robe de mariée en blonde de Caen de 1830 présentée exceptionnellement lors de l'exposition « Dentelles, quand la mode ne tient qu'à un fil » après restauration.

Un billet jumelé a par ailleurs été créé conjointement avec le musée des beaux-arts, permettant la visite complète des deux établissements (collections permanentes et expositions temporaires). Enfin, un abonnement a également été institué, permettant pour 15 € (une personne) ou 20 € (deux personnes), un accès complet aux collections permanentes des deux musées, mais également à toutes les expositions temporaires pendant une année, sans restriction.
Le Musée de Normandie accorde enfin la gratuité complète des entrées le premier dimanche de chaque mois et tous les jours aux moins de 26 ans ainsi qu'à d'autres publics ciblés, bénéficiaires de minima sociaux ou personnes en situation de handicap.

### Fréquentation
Le musée compte environ 120 000 entrées en 2009. La fréquentation reste stable entre 2008 et 2010 en dépit d'une baisse. La baisse de la fréquentation semble importante en 2011 avec 88 000 visiteurs mais cette baisse en nombre absolu ne doit pas faire occulter le nombre d'entrées payantes en augmentation par rapport à l'année 2010 en raison d'expositions temporaires dynamiques en lien avec la commémoration du millénaire normand. Le musée atteint son pic de fréquentation en 2013 avec plus de 150 000 visiteurs. Depuis la fréquentation est en baisse. En 2019 (dernière année avant la crise liée à la pandémie de Covid-19), la fréquentation n'atteignait pas le tiers de celle de 2013.
| Année | Nombre de visiteurs | Dont gratuités |
| ----- | ------------------- | -------------- |
| 2006  | 125 393             | 115 439        |
| 2007  | 116 588             | 107 388        |
| 2008  | 119 090             | 108 900        |
| 2009  | 112 452             | 103 782        |
| 2010  | 116 132             | 76 893         |
| 2011  | 88 789              | 50 484         |
| 2012  | 136 782             | 110 007        |
| 2013  | 154 272             | 119 038        |
| 2014  | 92 129              | 72 772         |
| 2015  | 67 483              | 40 123         |
| 2016  | 50 765              | 32 375         |
| 2017  | 57 569              | 37 414         |
| 2018  | 50 612              | 31 886         |
| 2019  | 56 383              | 35 710         |
| 2020  | 25 338              | 16 037         |
| 2021  | 17 381              | 10 943         |

Le graphique qui aurait dû être présenté ici ne peut pas être affiché car il utilise l'ancienne extension Graph, désactivée pour des questions de sécurité. Des indications pour créer un nouveau graphique avec la nouvelle extension Chart sont disponibles ici.

### Activités pédagogiques

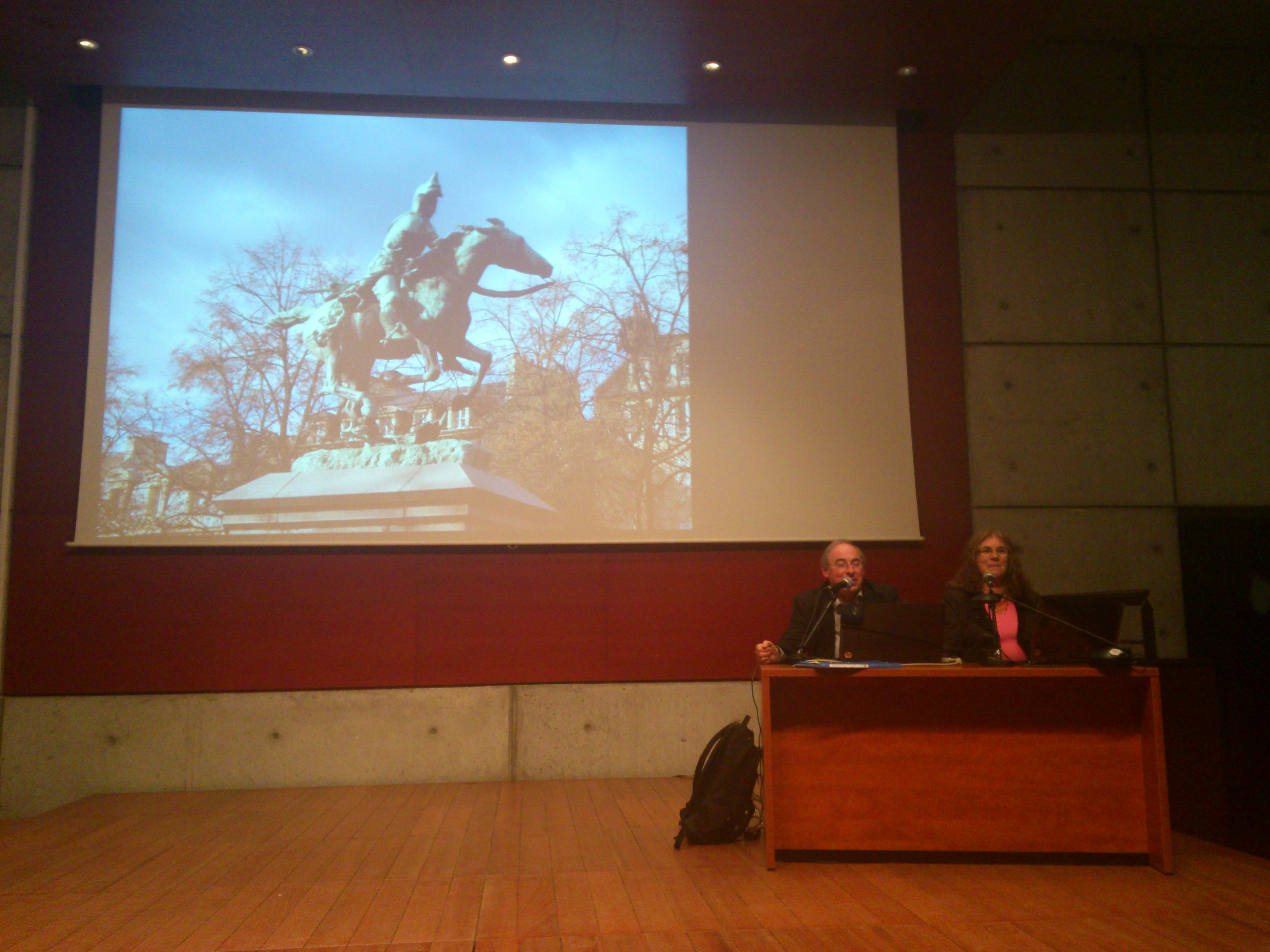
François Neveux et Claire Ruelle, conférence du 20 avril 2013 au château de Caen portant sur Bertrand Du Guesclin.

Afin de soutenir les actions destinées aux établissements scolaires, le musée possède une équipe pédagogique, composée d'enseignants et de formateurs.
Le musée mène des actions pédagogiques diverses et gratuites : il met à disposition des enseignants de tous niveaux des valises pédagogiques pour une durée de quinze jours. Parmi les outils et à l'attention des classes les plus jeunes on trouve des outils ludiques, maquettes du château de Caen et d'une maison à pans de bois, jeux en 3D mais aussi jeux d'observation. Une vingtaine de dossiers pédagogiques est également disponible.
Des classes patrimoine de trois jours ou d'une semaine sont également proposées. Le musée propose également cinq parcours en groupes ou à effectuer individuellement pour des élèves âgés de 8 à 15 ans.
Des animations sur des thématiques transversales (eau, céramique, flore par exemple) sont également proposées.

### Ouverture vers la ville et l'extérieur
Le musée de Normandie accueille la séance publique annuelle de la Société des antiquaires de Normandie.
Des éléments des collections du musée sont très régulièrement prêtés à l'extérieur pour des expositions, tant en France qu'à l'étranger.

## Conservation

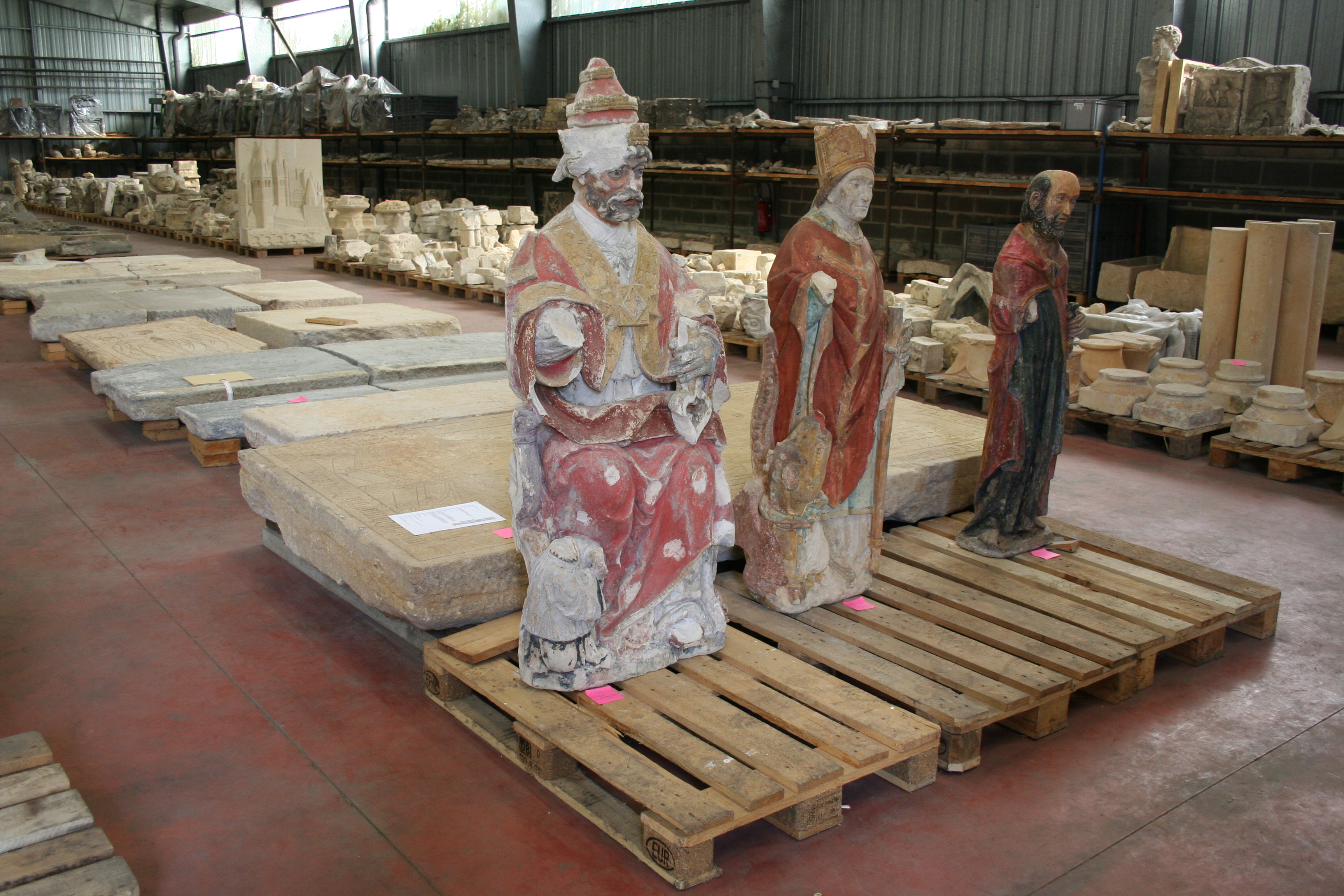
Une réserve du musée, ouverture lors des journées du patrimoine 2009.

Le musée est conçu dès son origine comme un « agent de science », un « musée-laboratoire » : les réserves en sont accessibles aux chercheurs, de même qu'une bibliothèque thématique.
Un laboratoire de restauration, rendu nécessaire par le nombre de chantiers de fouilles archéologiques ouverts autour de Caen, est mis en place dès 1980. À partir du début des années 2000, il prend en charge également la conservation préventive.
Afin d'éviter une altération trop importante des objets les plus fragiles exposés, une rotation est mise en place. De même, certains espaces d'exposition sont soumis à une très faible luminosité afin de prévenir une dégradation dont la décoloration des tissus. Les autres objets fragiles sont présentés ou en réserve dans des conditions permettant la conservation optimale : un contrôle strict de l'hygrométrie pour les objets métalliques, une protection contre les insectes pour les objets en bois.
Le musée possède trois réserves dont une est abritée par un bâtiment d'apparence industrielle et anonyme, abritant 1 300 pièces. Ce bâtiment a été ouvert lors des journées du patrimoine en 2009. Il abrite des éléments lapidaires, ethnologiques mais aussi des moulages ayant servi à Arcisse de Caumont pour ses cours d'architecture. D'autres œuvres sont conservées dans des réserves aménagées en 1978-1980 dans les sous-sols du logis des gouverneurs.

## Expositions temporaires
Le musée a une politique volontariste d'expositions temporaires accompagnées de publications de catalogues. Ces expositions sont choisies selon trois axes : des thèmes normands sont abordés en prenant appui sur les réserves du musée, un exposé de l'influence normande hors de Normandie, et aussi des mises en avant d'autres peuples. Certaines acquisitions récentes sont aussi présentées.

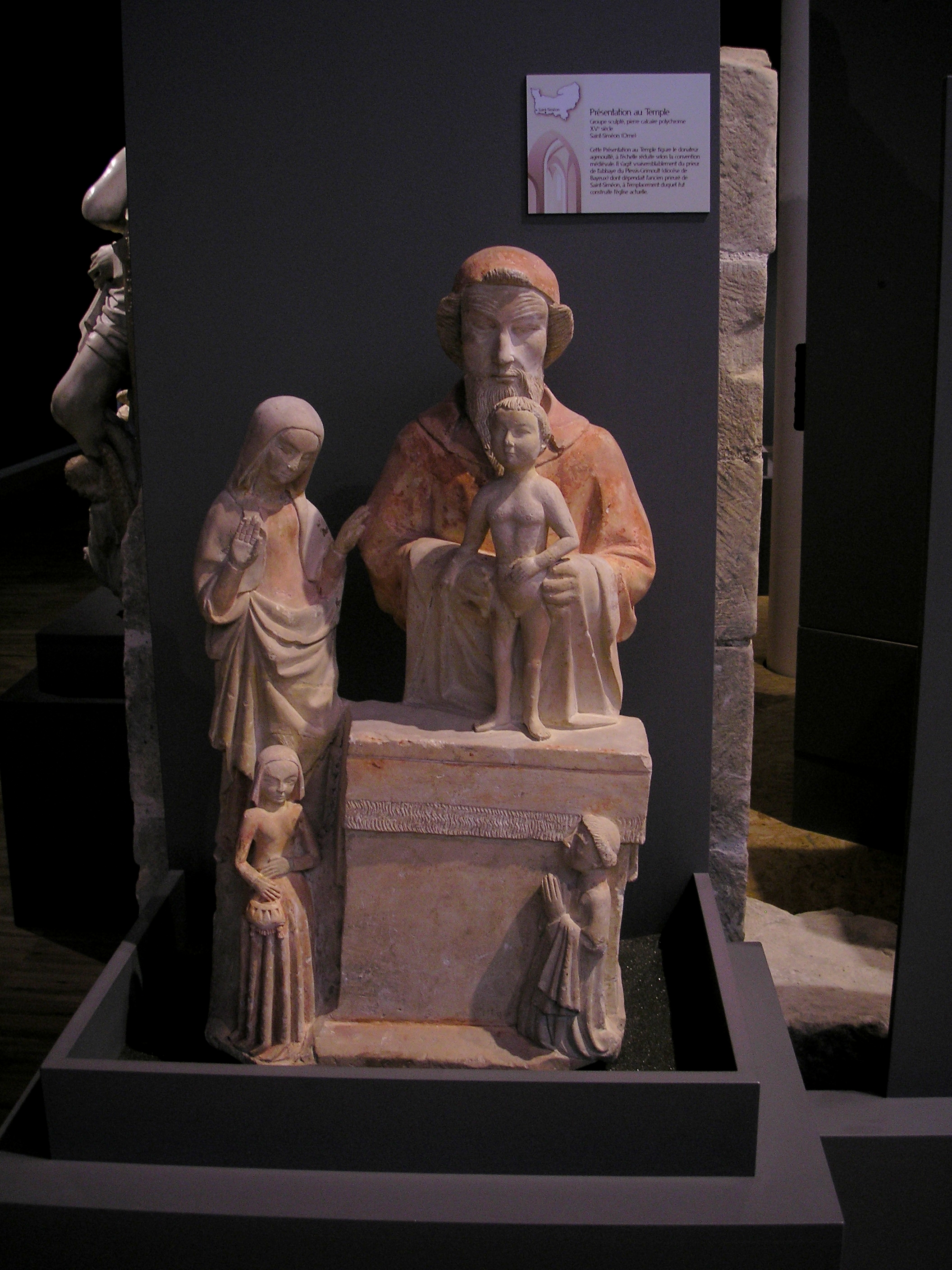
Statue de la Présentation au Temple du XVe siècle de l'église de Saint-Siméon présentée à Caen à l'occasion de l'exposition Chefs-d'œuvre du gothique en Normandie en 2008.
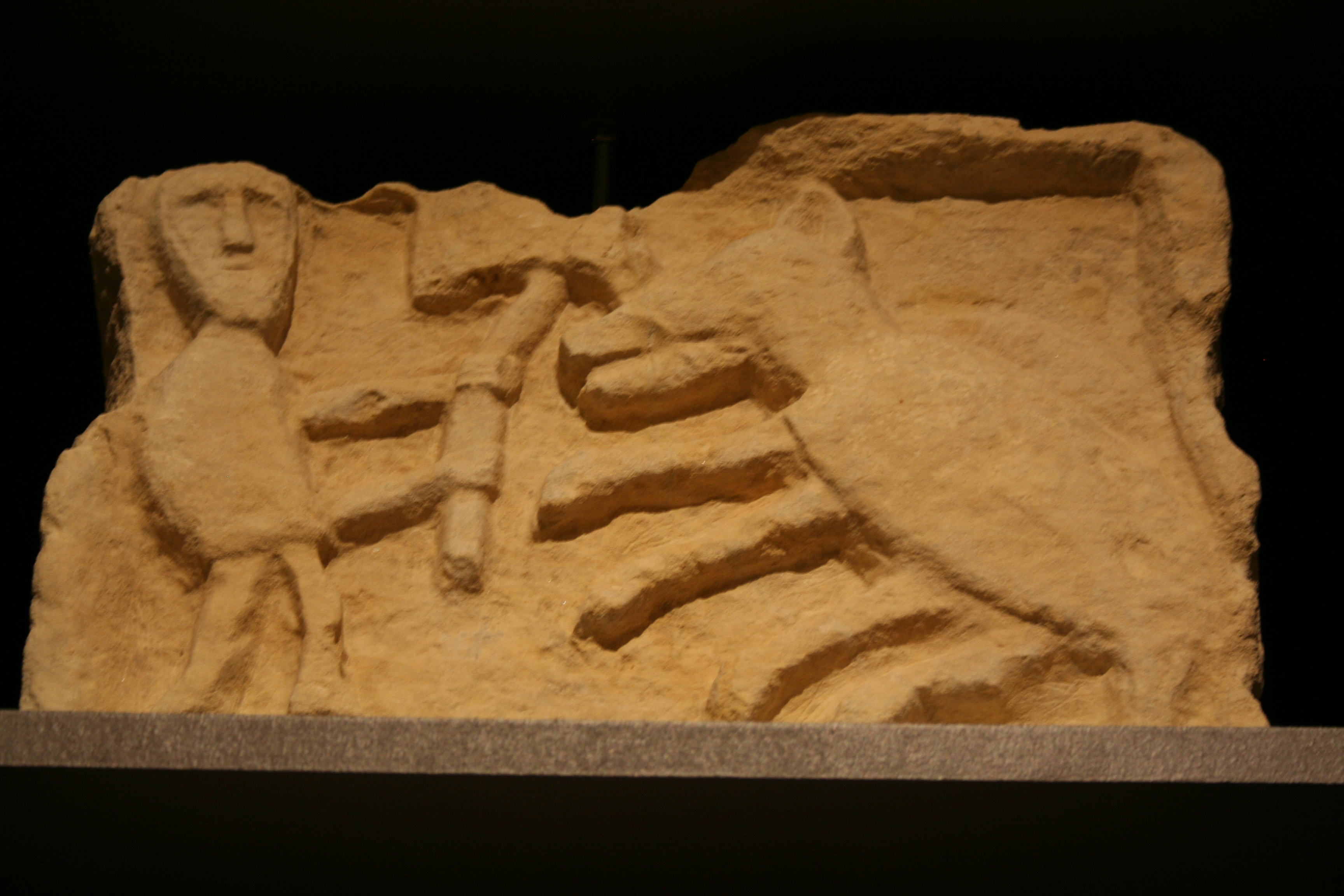
Sculpture exposée en 2009 : ce bas-relief a été réalisé vers 1061 en pierre de Caen pour orner la chapelle Sainte-Paix.
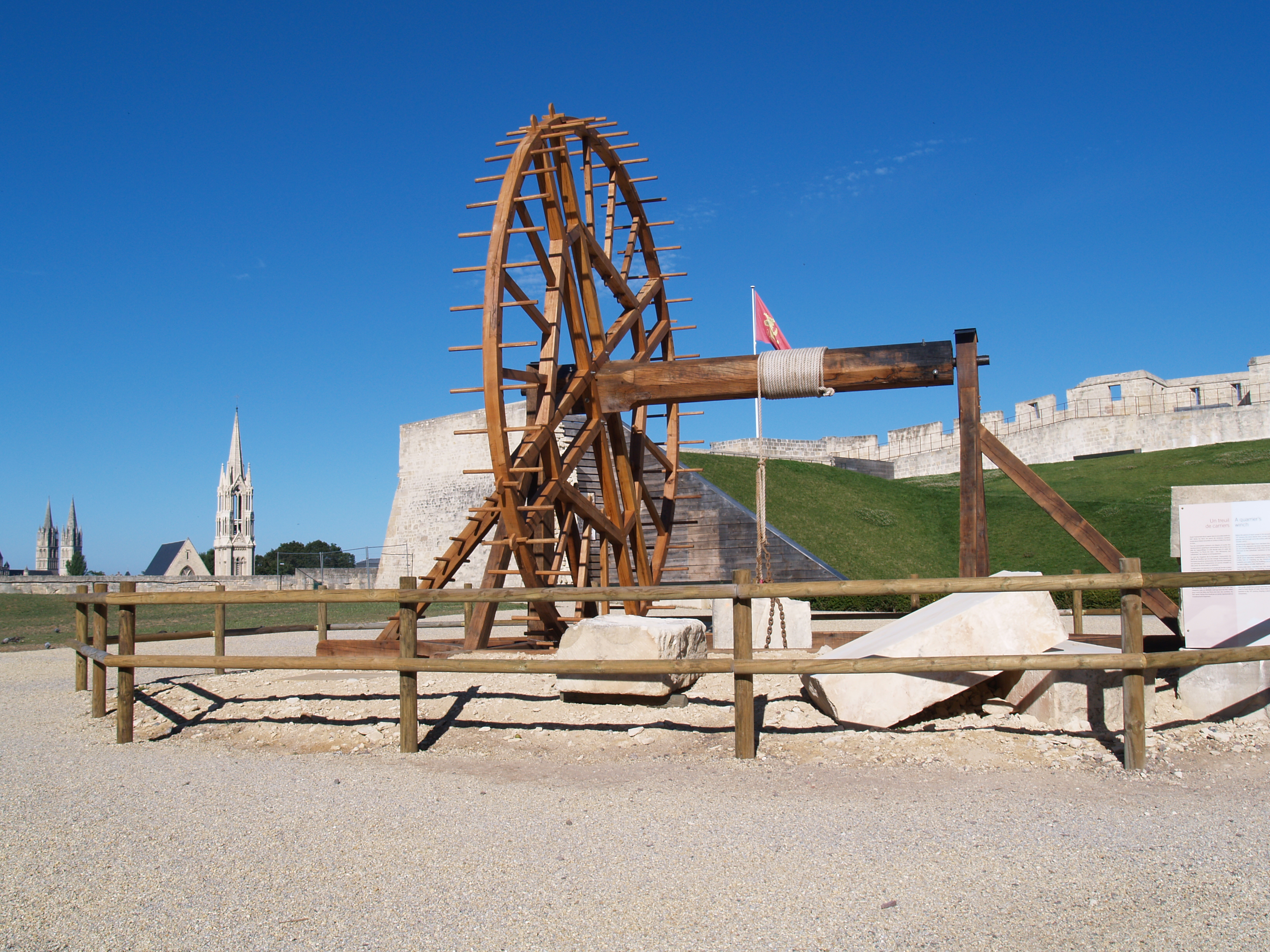
Élément de remontée de blocs de pierre de Caen reconstitué dans l'enceinte du château de Caen lors de l'exposition de 2010.
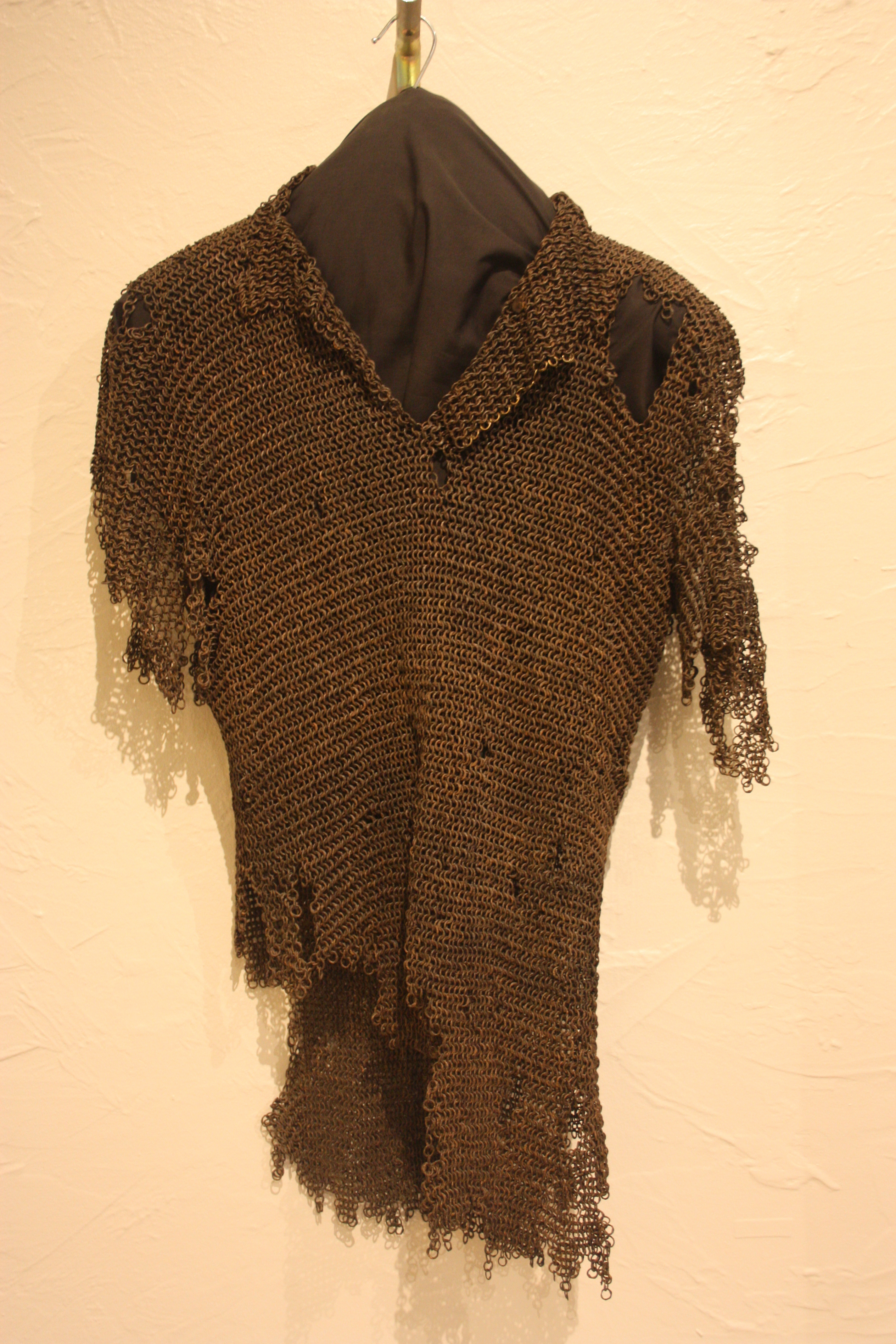
La cotte de mailles du XVe siècle découverte à Formigny et utilisée probablement lors de la bataille de Formigny.
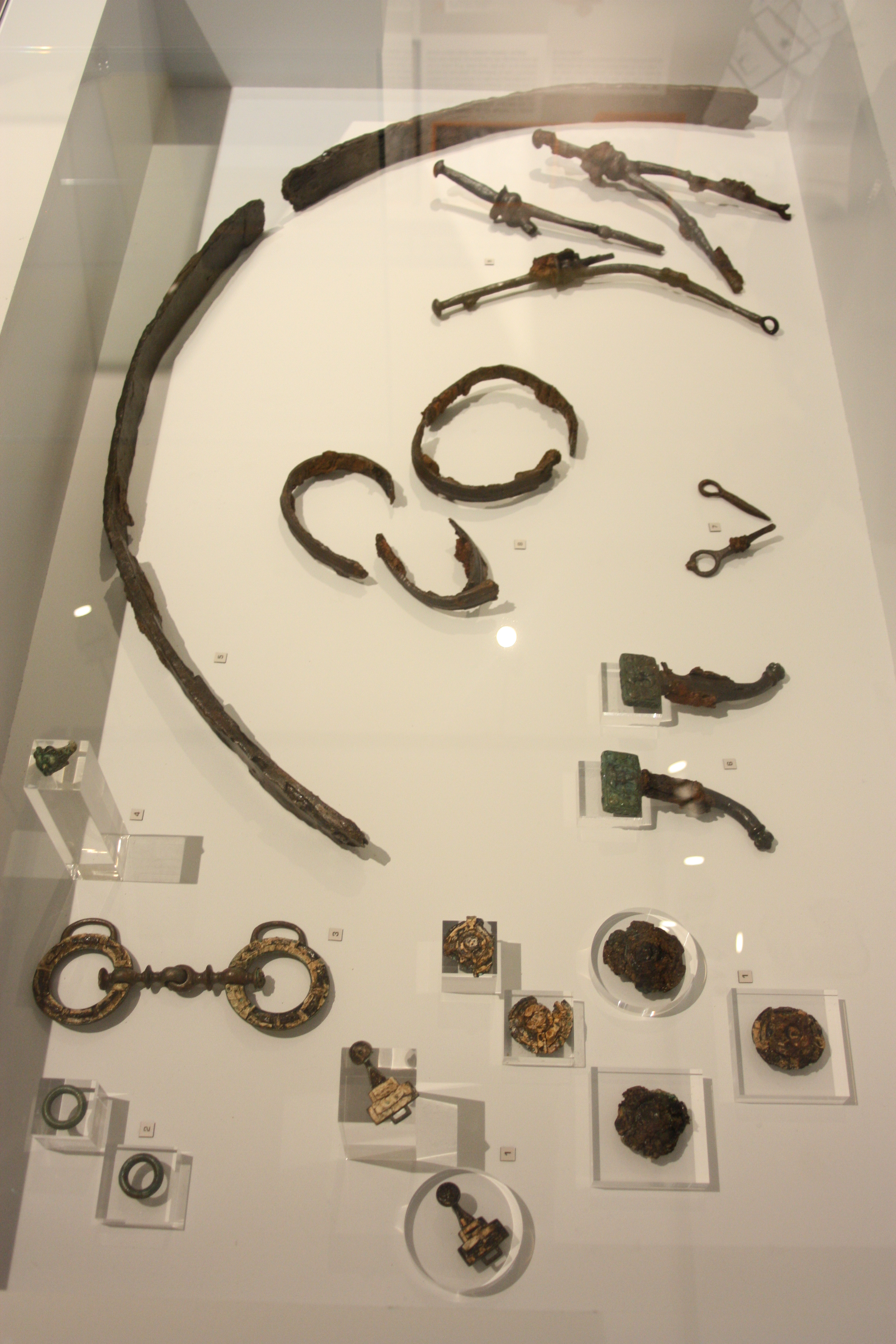
Éléments de la tombe à char d'Orval exposés au printemps 2013.
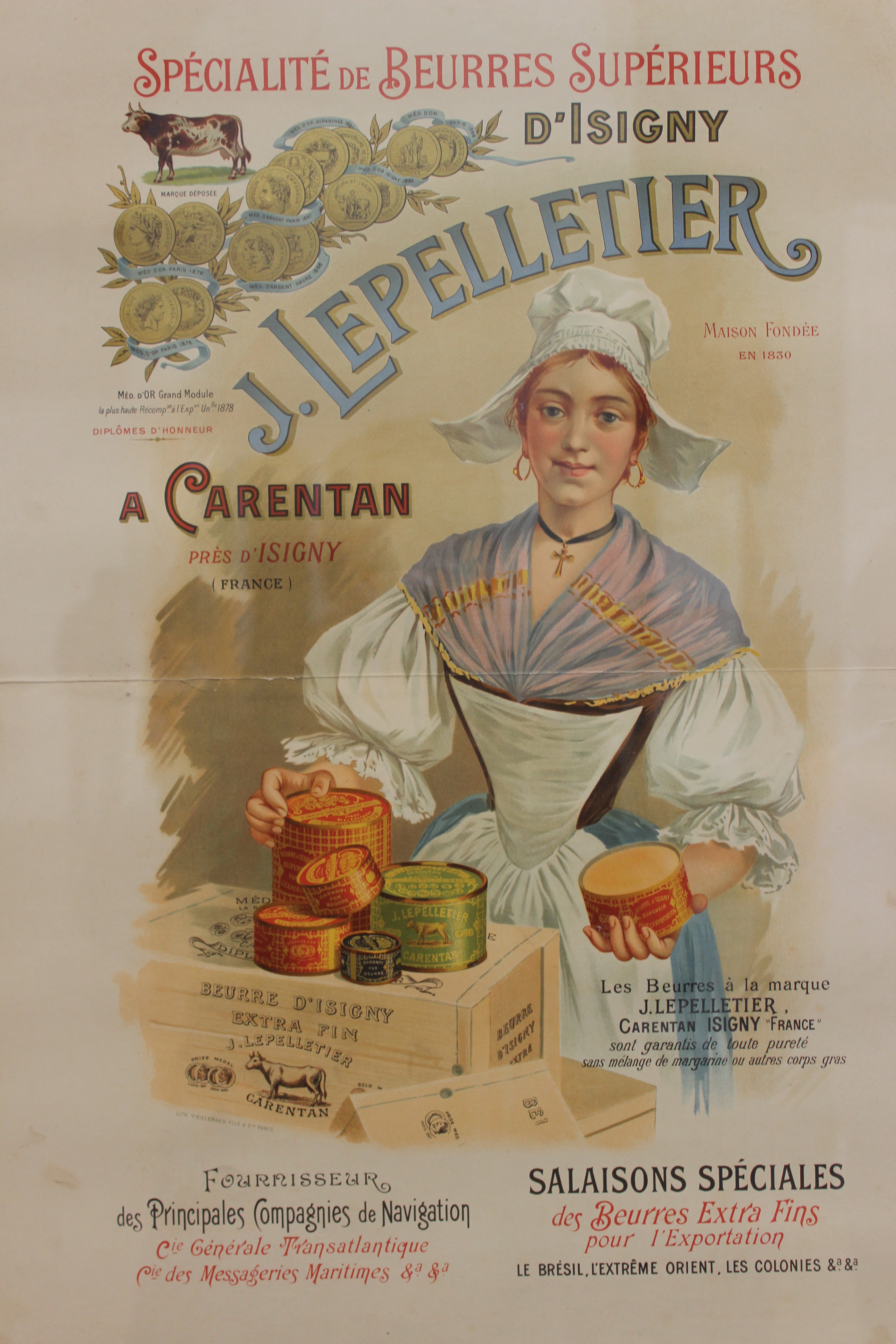
Publicité anonyme du début du XXe siècle pour la beurrerie Lepelletier, dans la Manche.
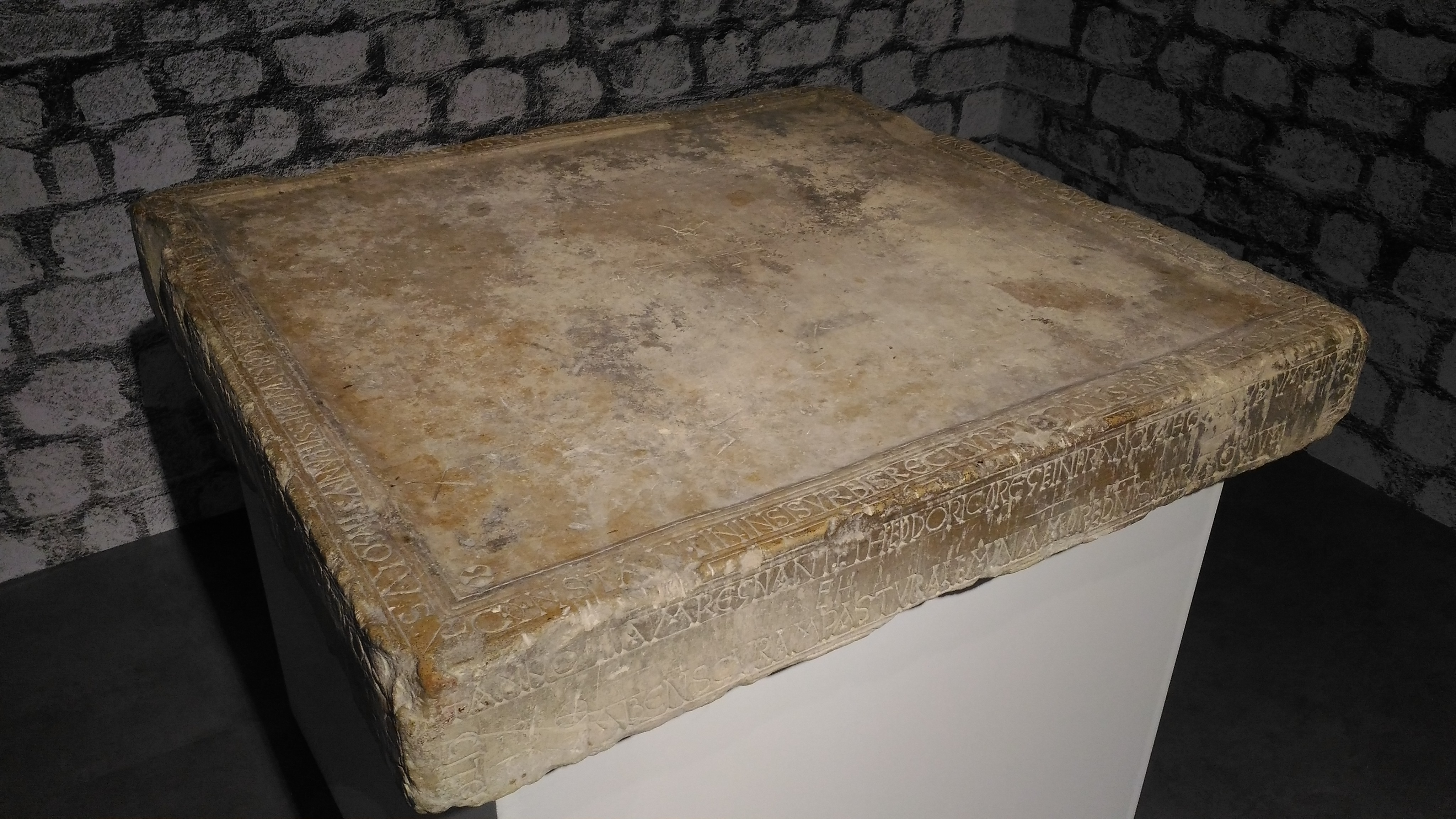
Autel du Ham, VIIe siècle, exposé au second semestre 2018.

| Dates                              | Titre | Observations |
| ---------------------------------- | --- | --- |
| 5 avril 2025 - 28 septembre 2025   | « Par tous les dieux ! »                                                                                               | En collaboration avec la Fondation Gandur pour l'Art |
| 1er juin 2024 - 03 novembre 2024   | « De la place Royale à la place de la République, quatre siècles d'histoire de la ville de Caen (1575-1975) »          | |
| 1er avril 2023 - 1er octobre 2023  | « Des Vikings et des Normands, imaginaires et représentations »                                                        | |
| 18 décembre 2021 - 21 août 2022    | « Action ! Le patrimoine normand au cinéma »                                                                           | |
| 15 février 2020 - 19 avril 2020    | « L'île dans les isles, voyages dans l’archipel anglo-normand : photographies d’Olivier Mériel »                       | |
| 05 avril 2019 - 05 janvier 2020    | « Caen en images : la ville vue par les artistes du XIXe siècle à la Reconstruction »                                  | |
| 15 juin 2018 - 06 janvier 2019     | « Vous avez dit barbares ? Archéologie des temps mérovingiens en Normandie, Ve – VIIIe siècles »                       | |
| 1er juin 2018 - 11 novembre 2018   | « A l'ouest du nouveau »                                                                                               | |
| 23 juin - 31 décembre 2017         | « Voyages en Égypte, des Normands au pays des pharaons au XIXe siècle »                                                | |
| 11 novembre 2016 - 5 mars 2017     | « A table ! La Normandie des gastronomes, XVIIe – XXe siècle »                                                         | |
| 16 avril 2016 - 26 septembre 2016  | « John Batho, Histoire de couleurs, 1962-2015 »                                                                        | Dans le cadre du festival Normandie impressionniste 2016 |
| 27 juin 2015 - 3 janvier 2016      | « Dans les pas de Néandertal, les premiers hommes en Normandie (de 500 000 à 5 000 ans avant notre ère »               | |
| 7 février 2015 - 17 mai 2015       | « Beauté divine ! Tableaux des églises normandes, XVIe – XXe siècles »                                                 | |
| 28 juin 2014 - 11 novembre 2014    | « Équitations, l'art et la manière de monter à cheval, XVIe – XXe siècles »                                            | |
| 15 mai - 31 août 2014              | Nouvelles acquisitions                                                                                                 | |
| ? - 21 avril 2014                  | « Les Gaulois sortent de leur réserve ! »                                                                              | |
| 31 mai - 11 novembre 2014          | 50 ans d'archéologie au château de Caen                                                                                | |
| 16 novembre 2013 - 20 avril 2014   | « S.M.N. La Société métallurgique de Normandie »                                                                       | |
| 27 avril 2013 - 29 septembre 2013  | « En couleurs et en lumière. Dans le sillage de l'Impressionnisme, la photographie autochrome 1903–1931 »              | Dans le cadre du festival Normandie impressionniste 2013 |
| 15 avril 2013 - 29 septembre 2013  | « Les Gaulois sortent de leur réserve ! »                                                                              | |
| 13 octobre 2012 - 15 décembre 2012 | « Entre terre et ciel. Les épis de faîtage, un savoir-faire revisité »                                                 | |
| 30 juin 2012 - 4 novembre 2012     | Dentelles, quand la mode ne tient qu'à un fil                                                                          | |
| 1er juin - septembre 2012          | 50 ans d'archéologie au château de Caen                                                                                | |
| 2 mai - 31 août 2012               | Vestiges du château de Caen, présentation des objets découverts en fouilles                                            | |
| 11 mars 2012 - 30 avril 2012       | Parures de guerre. Nouvelle acquisition : une cotte de mailles du XVe siècle                                           | |
| 25 février - 30 avril 2012         | 7e printemps balkanique : la Croatie, Enchantement lumineux - sept photographes contemporains croates                  | |
| 3 décembre 2011 - 30 avril 2012    | 50 ans d'archéologie au château de Caen                                                                                | |
| 18 novembre - 13 février 2012      | Meeting point wood, Histoires de charpentiers Basse-Normandie – Hordaland                                              | Exposition itinérante. Présentation de l'exposition. |
| 25 juin - 31 octobre 2011          | Russie Viking, vers une autre Normandie ?                                                                              | |
| 26 février - 30 avril 2011         | Chanter, jouer, danser…Traditions musicales en Normandie XVIIIe siècle – XXe siècle                                    | |
| 19 juin - 2 janvier 2011           | La Pierre de Caen, des dinosaures aux cathédrales                                                                      | |
| 13 juillet - 31 octobre 2010       | Des cinémas dans la ville, Caen des frères Lumière au nouveau millénaire, 50e anniversaire du Cinéma Lux               | |
| 27 mars - 16 mai 2010              | Les Frères Manákis, photographes en Macédoine, fin XIXe siècle - début XXe siècle                                      | |
| 12 novembre 2009 - 28 mars 2010    | Reconstruction de Caen, 1944-1963                                                                                      | |
| 13 juin - 31 octobre 2009          | Destination Normandie - Deux siècles de tourisme XIXe – XXe siècles                                                    | |
| 22 mai – 20 septembre 2009         | Les Gaulois et la mort en Normandie - Les pratiques funéraires à l'âge du fer (VIIe - Ier siècle av. J.-C.)            | |
| 1er mars- 19 avril 2009            | Michel de Boüard (1909-1989), un intellectuel dans son siècle                                                          | |
| 31 janvier -22 mars 2009           | Archéologie sentimentale : Voyage à travers les boîtes « artchéologiques » d'Olivier Thiébaut                          | |
| 15 novembre 2008-19 janvier 2009   | Trésors des musées en Normandie : acquisitions, 1993-2008                                                              | Exposition également à Alençon, musée des beaux-arts et de la dentelle, 6 février-22 mars 2009, et à Saint-Lô, Musée des beaux-arts, 3 avril-31 mai 2009         |
| 31 décembre 2008                   | Du nouveau sur Guillaume le Conquérant…                                                                                | |
| 14 juin - 2 novembre 2008          | Chefs-d'œuvre du gothique en Normandie, sculptures et orfèvrerie du XIIIe au XVe siècle                                | Première exposition dans la salle des Remparts |
| 12 juillet - 21 septembre 2008     | « La concrète et l'absolue », œuvres de Véronique Sablery                                                              | |
| 12 avril - 15 juin 2008            | Bucarest : Photographies interdites et images personnelles, Andrei Pandele                                             | |
| 12 octobre – 4 novembre 2007       | L'école au musée | |
| 23 juin – 4 novembre 2007          | Trésors de Slovaquie orientale. Du Moyen Âge au Baroque, XIVe au XVIIIe siècle                                         | |
| 28 avril - 30 septembre 2007       | Portraits de Guillaume le Conquérant, XIe siècle – XXIe siècle                                                         | |
| 24 mars-13 mai 2007                | Carnets de route d'un grand hibou : la Yougoslavie en 1935-1936. Photographies d'André Zucca                           | |
| 27 janvier – 4 mars 2007           | Photographies réalisées par de jeunes Caennais à partir de la technique du sténopé. « Regards sur le château de Caen » | |
| 18 novembre – 31 décembre 2006     | Land of the Saame de Pekka Antikainen                                                                                  | Exposition photographique réalisée par le musée de Normandie en partenariat avec Les Boréales (pays invité : la Finlande)                                        |
| 24 juin – 15 octobre 2006          | Siciliens, photographies de Melo Minnella                                                                              | |
| 24 juin - 15 octobre 2006          | Les Normands en Sicile, XIe siècle - XXIe siècle - Histoires et légendes                                               | |
| 6 mai - 11 juin 2006               | Bulgarie hors champ | |
| 21 avril - 14 mai 2006             | Senghor, l'universel, De la Négritude à la civilisation de l'Universel                                                 | |
| 4 février - 5 mars 2006            | Croire en Normandie, Religions d'ici et d'ailleurs                                                                     | |
| 25 juin – 18 décembre 2005         | Vivre un port, le port de commerce de Caen aux XIXe siècle et XXe siècle                                               | |
| 25 juin – 26 septembre 2005        | Quai des Songes, regard d'un artiste sur le port de Caen »                                                             | |
| 29 janvier - 30 avril 2005         | Saints de chœurs, tapisseries du Moyen Âge et de la Renaissance                                                        | |
| 25 juin - 31 octobre 2004          | Pêcheurs de Guernesey, XIXe siècle - XXe siècle                                                                        | |
| 13 février - 15 mars 2004          | Transphotometafores, panorama de la photographie grecque contemporaine, 1940 – 1990                                    | |
| 11 avril - 16 octobre 2003         | « Garder les yeux ouverts », La Macédoine en 1913                                                                      | |
| 8 au 21 septembre 2003             | « De la Rose au Chou », Jardin monastique, jardin utile, jardin futile                                                 | |
| 28 juin - 31 août 2003             | Paysans de Normandie : gestes et regards...                                                                            | |
| 20 février - 30 juin 2003          | Présentation d'une maquette du moulin de Saint-Vaast-la-Hougue                                                         | |
| 29 juin - 18 novembre 2002         | Vivre au Moyen Âge : archéologie du quotidien en Normandie, XIIIe siècle - XVe siècle                                  | Exposition itinérante : Toulouse, Ensemble conventuel des Jacobins, 2 décembre 2002-3 janvier 2003 ; Évreux, musée municipal, 10 mai-26 octobre 2003             |
| 16 juin - 31 décembre 2001         | Confidences de collections : d'Arcisse de Caumont au milieu du XXe siècle                                              | |
| 28 octobre 2000 - 30 avril 2001    | Le musée s'enrichit...                                                                                                 | |
| 6 octobre - 31 décembre 2000       | Jubilé 2000, Les Ailes de Dieu                                                                                         | |
| 31 août 2000                       | Jeanne Messager : une militante du folklore normand                                                                    | |
| 24 juin - 31 décembre 2000         | Redécou-vrir le Château de Caen, Mille ans de vie et d'architecture                                                    | Église Saint-Georges |
| 24 mars - 17 avril 2000            | Joseph Delteil, la liberté de la vie                                                                                   | |
| 26 juin - 31 octobre 1999          | La Normandie dans la guerre de Cent Ans, 1346-1450                                                                     | Exposition également au musée des antiquités de Rouen |
| 1er mars - 10 avril 1999           | Travaux d'élèves de la ZEP Grâce-de-Dieu                                                                               | |
| 5 février - 28 février 1999        | Alvar Aalto, architecte                                                                                                | |
| 25 juillet au 2 novembre 1998      | La Hongrie et l'an Mil : naissance d'une nation européenne                                                             | Exposition également à Budapest du 21 février au 3 mai 1998, à Milan, château Sforza, du 20 mai au 12 juillet 1998, et à Toulouse du 15 janvier au 11 avril 1999 |
| 14 juin - 31 octobre 1997          | La vache et l'homme | |
| 30 mai - 1er septembre 1997        | Archéologie de la mer Noire : la Crimée à l'époque des Grandes Invasions, IVe siècle-VIIIe siècle                      | |
| 1er juillet - 30 septembre 1996    | Les artistes bas-normands du Salon de 1926                                                                             | Salle de l'Échiquier |
| 22 juin - 25 août 1996             | Dragons et drakkars : le mythe viking de la Scandinavie à la Normandie : XVIIIe siècle-XXe siècle                      | |
| 8 juin - 28 octobre 1996           | Voyageurs et ermites : saints populaires évangélisateurs de la Normandie                                               | Église Saint-Georges |
| 24 juin - 25 septembre 1995        | Italie des Normands, Normandie des Plantagenêts : Les empires normands aux XIe siècle-XIIe siècle                      | Salle de l'Échiquier, église Saint-Georges |
| 15 juin - 20 septembre 1995        | Trésors romans d'Italie du Sud et de Sicile                                                                            | Exposition également au musée des Augustins, Toulouse, 13 mars-5 juin 1995                                                                                       |
| juin - novembre 1994               | Renaissance d'une ville : Caen, 1944-1963, bilan de la reconstruction                                                  | |
| 11 juin-18 octobre 1993            | De l'usuel à l'inutile : poterie de Normandie, XVIIIe siècle-XXe siècle.                                               | |
| 1992                               | Autour de Fragonard | Exposition également au musée de Picardie, Amiens |
| 1992                               | Les Barbares et la mer : les migrations des peuples du nord-ouest de l'Europe du Ve siècle au Xe siècle.               | |
| 23 juin - 1er octobre 1990         | Attila, les influences danubiennes dans l'ouest de l'Europe au Ve siècle                                               | Église Saint-Georges |
| 26 juin-9 octobre 1989             | Monnaie et mesures, innovations en Révolution française                                                                | Église Saint-Georges |
| 15 mai-31 août 1987                | Les Châteaux normands de Guillaume le Conquérant à Richard Cœur-de-Lion                                                | Église Saint-Georges |
| 23 janvier-31 août 1983            | Origines de Caen : archéologie, restauration                                                                           | |
| 8 avril-25 mai 1981                | Les Nécropoles de Giberville                                                                                           | Église Saint-Georges |
| 1980-1981                          | L'Architecture rurale en Basse-Normandie                                                                               | |
| 25 mai au 2 septembre 1979         | Le Cierge | |